# Puntate de Il tempo e la storia
Il tempo e la storia consiste in quattro stagioni, ciascuna avente tra le 150 e le 170 puntate. Tutte le puntate, divise per stagione o storico ospitato, nonché gli speciali, sono presenti sul sito di Rai Storia.

## Puntate

### Prima serie (2013-2014)
Queste sono le 160 puntate trasmesse (la data fa riferimento alla messa in onda su Rai 3):
| N.   | Titolo                                                          | Professore Ospite          | Data       | Libro | Film/Musica                                              | Luogo                                                                                 |
| ---- | --------------------------------------------------------------- | -------------------------- | ---------- | --- | -------------------------------------------------------- | ------------------------------------------------------------------------------------- |
| 1.   | La "Brutta" Époque?                                             | Emilio Gentile             | 11/11/2013 | --- | ---                                                      | ---                                                                                   |
| 2.   | Dopoguerra e ricostruzione                                      | Giovanni De Luna           | 12/11/2013 | C. Levi, L'orologio, Torino, Einaudi, 1974 | La terra trema, L. Visconti                              | Pineta del Tombolo, Livorno                                                           |
| 3.   | Paolo VI in Terrasanta                                          | Alberto Melloni            | 13/11/2013 | R. Moro, La Chiesa e lo sterminio degli ebrei, Bologna, il Mulino, 2002 | La finestra di fronte, F. Ozpetek                        | Chiesa di Sant'Antonio a Istanbul, Turchia                                            |
| 4.   | Navigazione                                                     | Alessandro Barbero         | 14/11/2013 | Altan, Colombo, Milano, A. Mondadori, 1979 | Waterworld, K. Reynolds                                  | Museo navale, Genova                                                                  |
| 5.   | Guerre di liberazione del Vietnam                               | Lucio Villari              | 15/11/2013 | --- | ---                                                      | ---                                                                                   |
| 6.   | Annibale                                                        | Alessandro Barbero         | 18/11/2013 | G. Palumbo e L. Curreri, L'elmo e la rivolta. Modernità e surplus mitico di Scipioni e Spartachi, Bologna, Comma 22, 2011 | Scipione l'Africano, C. Gallone                          | Luoghi della battaglia di Canne, Puglia                                               |
| 7.   | Presidenti                                                      | Agostino Giovagnoli        | 19/11/2013 | G. Mammarella e P. Cacace, Il Quirinale. Storia politica e istituzionale da De Nicola a Napolitano, Roma-Bari, Laterza, 2011 | Viva la libertà, R. Andò                                 | Palazzo del Quirinale, Roma                                                           |
| 8.   | La guerra civile in Spagna                                      | Ernesto Galli della Loggia | 20/11/2013 | --- | ---                                                      | ---                                                                                   |
| 9.   | Delitti politici americani                                      | Lucio Villari              | 22/11/2013 | B. Perry, Malcolm X. La vita dell'uomo che ha cambiato l'America Nera, Roma, Newton & Compton, 1998 | JFK - Un caso ancora aperto, O. Stone                    | Piazza di Memphis dove Martin Luther King ha tenuto il discorso agli spazzini, USA    |
| 10.  | D'Annunzio e Mussolini, carissimi nemici                        | Francesco Perfetti         | 25/11/2013 | R. De Felice e E. Mariano (a cura di), Carteggio D'Annunzio-Mussolini. 1919-1938, Milano, A. Mondadori, 1971 | D'Annunzio, S. Nasca                                     | Vittoriale degli italiani, Gardone Riviera (BS)                                       |
| 11.  | Le crociate                                                     | Alessandro Barbero         | 26/11/2013 | A. Maalouf, Le crociate viste dagli arabi, Torino, SEI, 1989 | Brancaleone alle crociate, M. Monicelli                  | Chiesa di San Bevignate, Perugia                                                      |
| 12.  | Le spie del regime                                              | Mauro Canali               | 27/11/2013 | E. Rossi, La pupilla del Duce, Parma, Guanda, 1956 | Il sospetto, F. Maselli                                  | Palazzo del Viminale, Roma                                                            |
| 13.  | Moro e la trattativa                                            | Giovanni Sabbatucci        | 28/11/2013 | --- | ---                                                      | ---                                                                                   |
| 14.  | First ladies                                                    | Raffaella Baritono         | 29/11/2013 | J. Klein, Colori primari, Milano, Garzanti, 2000 | West Wing, NBC                                           | Smithsonian Museum a Washington DC, USA                                               |
| 15.  | La marcia su Roma                                               | Emilio Gentile             | 02/12/2013 | L. Salvatorelli, Nazionalfascismo, Torino, Gobetti, 1923 | Camicia nera, G. Forzano                                 | Piazza Venezia e Vittoriano, Roma                                                     |
| 16.  | La Chiesa del '500, tra Concilio e Inquisizione                 | Franco Cardini             | 03/12/2013 | A. Prosperi, Tribunali della coscienza. Inquisitori, confessori, missionari, Torino, Einaudi, 1996 | Gostanza da Libbiano, P. Benvenuti                       | Campo de' Fiori, Roma                                                                 |
| 17.  | La legge Merlin                                                 | Giovanni De Luna           | 05/12/2013 | G. Fusco, Quando l'Italia tollerava, Roma, Canesi, 1965 | Adua e le compagne, A. Pietrangeli                       | Aula di Montecitorio, Roma                                                            |
| 18.  | Profughi: la schiuma della terra                                | Silvia Salvatici           | 06/12/2013 | G. Grass, Il passo del gambero, Torino, Einaudi, 2002 | Stromboli, R. Rossellini                                 | Cinecittà, Roma                                                                       |
| 19.  | Calcio anni '30                                                 | Giovanni De Luna           | 09/12/2013 | M. Soldati, Le due città, Milano, Garzanti, 1964 | Idoli controluce, E. Battaglia                           | Liceo classico Massimo d'Azeglio, Torino                                              |
| 20.  | Machiavelli                                                     | Lucio Villari              | 10/12/2013 | N. Machiavelli, Mandragola, Firenze, Olschki, 1965 (ma 1520?) | Ettore Fieramosca, A. Blasetti                           | Piazza della Signoria, Firenze                                                        |
| 21.  | Speciale Telethon                                               | Frizzi, Pasinelli e Surace | 12/12/2013 | --- | ---                                                      | ---                                                                                   |
| 22.  | Chiesa e guerra fredda                                          | Alberto Melloni            | 13/12/2013 | A. Riccardi, Il Vaticano e Mosca. 1940-1990, Roma-Bari, Laterza, 1992 | Le vite degli altri, F. Henckel                          | Bologna                                                                               |
| 23.  | Tutto cambia. La scuola ai tempi del boom                       | Mauro Canali               | 16/12/2013 | --- | ---                                                      | ---                                                                                   |
| 24.  | La crisi degli ostaggi in Iran                                  | Giorgio Del Zanna          | 17/12/2013 | R. Kapuściński, Shah-in-Shah, Milano, Feltrinelli, 2001 | Una separazione, A. Fathad                               | Qom, Iran                                                                             |
| 25.  | Gli anni del centrismo                                          | Ernesto Galli della Loggia | 18/12/2013 | P. Craveri, De Gasperi, Bologna, il Mulino, 2006 | Domenica d'agosto, L. Emmer                              | Valsugana, Trentino-Alto Adige                                                        |
| 26.  | Viva Garibaldi!                                                 | Gilles Pécout              | 19/12/2013 | A. Dumas, Viva Garibaldi. Un'odissea nel 1860, Torino, Einaudi, 2004 | Viva l'Italia, R. Rossellini                             | Palermo                                                                               |
| 27.  | Delitti politici italiani                                       | Lucio Villari              | 20/12/2013 | C. Rosselli, Socialismo liberale, Edizioni di Giustizia e Libertà, 1944 | Il delitto Matteotti, F. Vancini                         | Ventotene (LT)                                                                        |
| 28.  | Bergoglio, papa argentino                                       | Alberto Melloni            | 23/12/2013 | L. Zanatta, La nazione cattolica. Chiesa e dittatura nell'Argentina di Bergoglio, Roma-Bari, Laterza, 2014 | Garage Olimpo, M. Bechis                                 | Tomba di Monsignor Romero a San Salvador, El Salvador                                 |
| 29.  | Storia di Betlemme                                              | Alessandro Vanoli          | 24/12/2013 | A. Oz, Una storia di amore e di tenebra, Milano, Feltrinelli, 2003 | Il Vangelo secondo Matteo, P. P. Pasolini                | Betlemme                                                                              |
| 30.  | I regali di Babbo Natale                                        | Alessandro Barbero         | 25/12/2013 | C. Dickens, Cantico di Natale in prosa, Milano, Hoepli, 1888 (ma 1843) | Mamma, ho perso l'aereo, C. Columbus                     | Stazione Termini, Roma                                                                |
| 31.  | Maria Montessori                                                | Silvia Salvatici           | 26/12/2013 | S. Aleramo, Una donna, Roma-Torino, Societa tipografico-editrice nazionale, 1907 | La classe, L. Cantet                                     | Una scuola montessoriana                                                              |
| 32.  | Italo Balbo: le ali del fascismo                                | Mauro Canali               | 27/12/2013 | I. Balbo, La centuria alata, Milano, Mondadori, 1933 | L'ultimo volo di Italo Balbo, F. Quilici                 | Orbetello (GR)                                                                        |
| 33.  | Mussolini socialista                                            | Emilio Gentile             | 30/12/2013 | G. E. Sorel, Considerazioni sulla violenza, Bari, Laterza, 1926 (ma 1908) | Cabiria, G. Pastore                                      | Italia e Svizzera                                                                     |
| 34.  | 2013: cosa entrerà nella storia                                 | Giovanni De Luna           | 31/12/2013 | A. Camilleri, La banda Sacco, Palermo, Sellerio, 2013 | La grande bellezza, P. Sorrentino                        | Lampedusa (AG)                                                                        |
| 35.  | Sissi, l'imperatrice                                            | Francesco Perfetti         | 01/01/2014 | B. Hamann, Sissi, Milano, Longanesi, 1982 | La trilogia di Sissi, E. Marischka                       | Castello di Schönbrunn a Vienna, Austria                                              |
| 36.  | Augusto                                                         | Luciano Canfora            | 02/01/2014 | P. Zanker, Augusto e il potere delle immagini, Torino, Einaudi, 1989 | Augusto. Il primo imperatore, R. Young                   | Ankara, Turchia                                                                       |
| 37.  | La nascita della tv                                             | Giovanni De Luna           | 03/01/2014 | F. Piccolo, L'Italia spensierata, Roma-Bari, Laterza, 2007 | Totò lascia o raddoppia?, C. Mastrocinque                | Via Arsenale, Torino                                                                  |
| 38.  | La rivoluzione copernicana                                      | Alessandro Barbero         | 06/01/2014 | F. Dürrenmatt, I fisici, Torino, Edizioni del Teatro stabile, 1965 | Galileo, L. Cavani                                       | Arcetri, Firenze                                                                      |
| 39.  | Il Tour de France                                               | Gilles Pécout              | 07/01/2014 | S. Pivato, Sia Lodato Bartali. Ideologia, cultura e miti dello sport cattolico, 1936-1948, Roma, Lavoro, 1985 | Le Tour de France, C. Lelouch                            | Tourmalet, Francia                                                                    |
| 40.  | Il maxiprocesso                                                 | Paolo Pezzino              | 08/01/2014 | A. Giordano, Il maxiprocesso venticinque anni dopo. Memoriale del presidente, Acireale-Roma, Bonanno, 2011 | In un altro paese, M. Turco                              | Aula bunker, Palermo                                                                  |
| 41.  | La donna nuova                                                  | Silvia Salvatici           | 09/01/2014 | M. Murgia, Il mondo deve sapere. Romanzo tragicomico di una telefonista precaria, Milano, Isbn, 2006 | Giovanna, G. Pontecorvo                                  | Le campagne in generale                                                               |
| 42.  | Amelia. L'aviatrice                                             | Mauro Canali               | 10/01/2014 | J. Mendelsohn, Ero Amelia Earhart, Milano, Bompiani, 1996 | Amelia, M. Nair                                          | Londonderry, Irlanda                                                                  |
| 43.  | L'alluvione del Polesine                                        | Giovanni De Luna           | 13/01/2014 | R. Bacchelli, Il mulino del Po, 3 voll., Milano, Treves-Garzanti, 1938-1940 | La donna del fiume, M. Soldati                           | Occhiobello (RO)                                                                      |
| 44.  | Stalin                                                          | Giovanni Sabbatucci        | 14/01/2014 | V. Grossman, Vita e destino, Milano-Firenze, Jaca Book-Arte & Pensiero, 1982 | E cominciò il viaggio nella vertigine, T. De Gregorio    | Metropolitana di Mosca, Russia                                                        |
| 45.  | La peste nera                                                   | Alessandro Barbero         | 15/01/2014 | A. Camus, La peste, Milano, Bompiani, 1948 | Il settimo sigillo, I. Bergman                           | Camposanto monumentale, Pisa                                                          |
| 46.  | Enrico Mattei                                                   | Mauro Canali               | 16/01/2014 | I. Pietra, Mattei la pecora nera, Milano, SugarCo, 1987 | Il caso Mattei, F. Rosi                                  | Palazzo ENI, Roma                                                                     |
| 47.  | Nilde Iotti                                                     | Agostino Giovagnoli        | 17/01/2014 | L. Lama, Nilde Iotti. Una storia politica al femminile, Roma, Donzelli, 2013 | Leonilde                                                 | Reggio Emilia                                                                         |
| 48.  | L'attentato di Sarajevo                                         | Lucio Villari              | 20/01/2014 | D. Fromkin, L'ultima estate dell'Europa. Il grande enigma del 1914. Perché è scoppiata la prima guerra mondiale?, Milano, Garzanti, 2005 | La grande illusione, J. Renoir                           | Luoghi dei funerali di Francesco Ferdinando a Vienna, Austria                         |
| 49.  | Trotsky                                                         | Francesco Benigno          | 21/01/2014 | A. Graziosi, L'URSS di Lenin e Stalin. Storia dell'Unione Sovietica, 1914-1945, Bologna, il Mulino, 2007 | Ottobre, S. Ejzenstejn                                   | Casa Museo di Trotsky a Coyoacan, Messico                                             |
| 50.  | Lo sbarco di Anzio                                              | Giuseppe Conti             | 22/01/2014 | E. Morris, La guerra inutile. La campagna d'Italia 1943-1945, Milano, Longanesi, 1993 | La ciociara, V. De Sica                                  | Cimiteri di guerra, Anzio (RM)                                                        |
| 51.  | La corsa allo spazio                                            | Mauro Canali               | 23/01/2014 | O. Fallaci, Se il sole muore, Milano, Rizzoli, 1965 | 2001: Odissea nello spazio, S. Kubrick                   | Cape Canaveral, USA                                                                   |
| 52.  | Le elezioni del '48                                             | Giovanni Sabbatucci        | 24/01/2014 | P. Nenni, Diari, 3 voll., Milano, SugarCo, 1981-1983 | Ladri di biciclette, V. De Sica                          | Una cabina elettorale                                                                 |
| 53.  | I lager nazisti                                                 | Carlo Greppi               | 27/01/2014 | J. Semprún, Il grande viaggio, Torino, Einaudi, 1964 | Defiance - I giorni del coraggio, E. Zwick               | Auschwitz-Birkenau, Polonia                                                           |
| 54.  | Spartaco                                                        | Luciano Curreri            | 28/01/2014 | A. Schiavone, Spartaco. Le armi e l'uomo, Torino, Einaudi, 2011 | Spartacus, S. Kubrick                                    | Anfiteatro campano, Santa Maria Capua Vetere (CE)                                     |
| 55.  | Pacem in Terris                                                 | Alberto Melloni            | 29/01/2014 | D. M. Turoldo, Ritorniamo ai giorni del rischio. Maledetto colui che non spera, Milano, CENS, 1985 | The Day After - Il giorno dopo, N. Meyer                 | Ardenza (LI)                                                                          |
| 56.  | La crisi del '29                                                | Lucio Villari              | 30/01/2014 | A. Miller, L'orologio americano, Genova, Teatro di Genova, 1981 | Furore, J. Ford                                          | Wall Street a New York, USA                                                           |
| 57.  | La guerra sottomarina                                           | Ernesto Galli della Loggia | 31/01/2014 | L. Barca, Buscando per mare con la Decima MAS, Roma, Editori Riuniti, 2001 | Alfa Tau!, F. De Robertis                                | Scapa Flow, Isole Orcadi; Porto di Wilhelmshaven, Germania                            |
| 58.  | Mario Carletti, agente 523                                      | Mauro Canali               | 03/02/2014 | P. Nenni, Diari, 3 voll., Milano, SugarCo, 1981-1983 | Le vite degli altri, F. Henckel                          | Cimitero acattolico, Roma                                                             |
| 59.  | Cleopatra                                                       | Giovanni Brizzi            | 04/02/2014 | M. Clauss, Cleopatra, Roma, Carocci, 2002 | Cleopatra, J.L. Mankiewicz                               | Valle del Nilo, Egitto                                                                |
| 60.  | Il rivoluzionario liberale                                      | Emilio Gentile             | 05/02/2014 | P. Gobetti, La rivoluzione liberale. Saggio sulla lotta politica in Italia, Bologna, Cappelli, 1924 | Il delitto Matteotti, F. Vancini                         | Via Venti Settembre, Torino                                                           |
| 61.  | Caporetto                                                       | Giovanni Sabbatucci        | 07/02/2014 | P. Melograni, Storia politica della grande guerra. 1915-1918, Bari, Laterza, 1969 | La grande guerra, M. Monicelli                           | Redipuglia (GO)                                                                       |
| 62.  | Maria Josè                                                      | Francesco Perfetti         | 10/02/2014 | A. Petacco, Regina. La vita e i segreti di Maria Josè, Milano, Mondadori, 1997 | Maria José - L'ultima regina, C. Lizzani                 | Castello Reale, Racconigi (CN)                                                        |
| 63.  | Afghanistan                                                     | Franco Cardini             | 12/02/2014 | P. Hopkirk, Il grande gioco. I servizi segreti in Asia centrale, Milano, Adelphi, 2004 | Viaggio a Kandahar, M. Makhmalbaf                        | Passo Khyber, Afghanistan                                                             |
| 64.  | L'altro Cavour                                                  | Gilles Pécout              | 13/02/2014 | G. Talamo (a cura di), Il conte di Cavour, Roma, Editalia, 1996 | Ottocento, A. G. Majano                                  | Castello Cavour, Santena (TO)                                                         |
| 65.  | La battaglia di Cassino                                         | Daria Frezza               | 14/02/2014 | G. Gribaudi, Guerra totale. Tra bombe alleate e violenze naziste. Napoli e il fronte meridionale, 1940-44, Torino, Bollati Boringhieri, 2005 | La ciociara, V. De Sica                                  | Cassino (FR)                                                                          |
| 66.  | I 35 giorni della Fiat                                          | Giovanni De Luna           | 17/02/2014 | A. Perissinotto, Le colpe dei padri, Milano, Piemme, 2013 | La classe operaia va in paradiso, E. Petri               | Fiat Mirafiori, Torino                                                                |
| 67.  | Attila                                                          | Alessandro Barbero         | 18/02/2014 | G. Zecchini, Attila, Palermo, Sellerio, 2007 | Attila flagello di Dio, Castellano e Pipolo              | Aquileia (UD)                                                                         |
| 68.  | Guerre di confine                                               | Giuseppe Conti             | 19/02/2014 | S. Gestro, La divisione italiana partigiana Garibaldi. Montenegro 1943-1945, Milano, Mursia, 2007. | La città dolente, M. Bonnard                             | Trieste                                                                               |
| 69.  | Nazismo e musica                                                | Carla Moreni               | 21/02/2014 | W. Furtwängler, Dialoghi sulla musica, Milano, Curci, 1950 | Sinfonia n°9 "Corale", L. v. Beethoven                   | Festspielhaus a Bayreuth, Germania                                                    |
| 70.  | La notte dei lunghi coltelli                                    | Giovanni Sabbatucci        | 24/02/2014 | N. Frei, Lo stato nazista, Roma-Bari, Laterza, 1992 | La caduta degli dei, L. Visconti                         | Bad Wiessee, Germania                                                                 |
| 71.  | L'Europa ai tempi di Carlo Magno                                | Alessandro Barbero         | 25/02/2014 | A. Barbero, Carlo Magno. Un padre dell'Europa, Roma-Bari, Laterza, 2000 | Charlemagne by the Sword and the Cross, C. Lee           | Cattedrale Imperiale di Santa Maria ad Aquisgrana, Germania                           |
| 72.  | Il Papa in Sinagoga                                             | Alberto Melloni            | 26/02/2014 | E. Toaff, Perfidi giudei fratelli maggiori, Milano, A. Mondadori, 1987 | La porta del cielo, V. De Sica                           | Basilica di San Pietro, Roma                                                          |
| 73.  | Il sogno europeo                                                | Lucio Villari              | 27/02/2014 | B. Croce, Storia d'Europa nel secolo decimonono, Bari, Laterza, 1932 | Europa, il mio Paese, M. Loy                             | Ventotene (LT)                                                                        |
| 74.  | Evita Perón                                                     | Ernesto Galli della Loggia | 28/02/2014 | L. Zanatta, Eva Perón. Una biografia politica, Soveria Mannelli, Rubbettino, 2009 | Evita, A. Parker                                         | Plaza de Mayo a Buenos Aires, Argentina                                               |
| 75.  | Giolitti                                                        | Emilio Gentile             | 03/03/2014 | L. Pirandello, I vecchi e i giovani, Milano, Fratelli Treves, 1913 | Policarpo, ufficiale di scrittura, M. Soldati            | Grinzane Cavour (CN)                                                                  |
| 76.  | L'età di Cosimo de' Medici                                      | Franco Cardini             | 04/03/2014 | D. Kent, Il committente e le arti. Cosimo de' Medici e il Rinascimento fiorentino, | L'età di Cosimo de' Medici, R. Rossellini                | Palazzo Medici, Firenze                                                               |
| 77.  | La guerra di Crimea                                             | Gilles Pécout              | 05/03/2014 | L. Tolstoj, I Racconti di Sebastopoli, Milano, Rizzoli, 1953 (ma 1855-1856) | La carica della brigata leggera, M. Curtiz               | Sebastopoli, Crimea                                                                   |
| 78.  | Arturo Toscanini                                                | Lucio Villari              | 06/03/2014 | A. Toscanini, Nel mio cuore troppo d'assoluto. Le lettere di Arturo Toscanini, Milano, Garzanti, 2003 | Il grande dittatore, C. Chaplin                          | Riapertura del Teatro alla Scala (1946), Milano                                       |
| 79.  | Festa della donna                                               | Alessandra Gissi           | 07/03/2014 | S. de Beauvoir, Il secondo sesso, 2 voll., Milano, Il saggiatore, 1961 | Vogliamo anche le rose, A. Marazzi                       | Casa Internazionale delle Donne, Roma                                                 |
| 80.  | Referendum                                                      | Agostino Giovagnoli        | 10/03/2014 | A. Chimenti, Storia dei referendum. Dal divorzio alla riforma elettorale, 1974-1999, Roma-Bari, Laterza, 1999 | Divorzio all'italiana, P. Germi                          | Piazza Navona, Roma                                                                   |
| 81.  | Nativi americani                                                | Franco Cardini             | 11/03/2014 | P. Jacquin, Storia degli Indiani d'America, Milano, A. Mondadori, 1977 | Un uomo chiamato Cavallo, E. Silverstein                 | Cimitero di Wounded Knee, USA                                                         |
| 82.  | Il processo Eichmann                                            | Anna Foa                   | 12/03/2014 | L. Crescenzi (a cura di), Processo Eichmann, 4 voll., Fidenza, Mattioli 1885, 2014-2016 | Hannah Arendt, M. von Trotta                             | Auschwitz-Birkenau, Polonia                                                           |
| 83.  | Papa Francesco e il suo primo anno di pontificato               | Alberto Melloni            | 13/03/2014 | Vangeli e Atti degli Apostoli | Il diario di un curato di campagna, R. Bresson           | Lampedusa (AG)                                                                        |
| 84.  | Curzio Malaparte                                                | Francesco Perfetti         | 14/03/2014 | M. Serra, Malaparte. Vite e leggende, Venezia, Marsilio, 2012 | La pelle, L. Cavani                                      | Villa Malaparte, Capri (NA)                                                           |
| 85.  | Verso la Grande Guerra                                          | Emilio Gentile             | 17/03/2014 | R. Musil, L'uomo senza qualità, Torino, Einaudi, 1956 | Morte a Venezia, L. Visconti                             | Vienna, Austria                                                                       |
| 86.  | Charles de Gaulle: il Presidente monarca                        | Gilles Pécout              | 18/03/2014 | I. Russo, Politica estera e diplomazia personale. Fanfani, De Gaulle e le relazioni italo-francesi negli anni Cinquanta, Milano, Angeli, 2008 | ---                                                      | Colombey-les-Deux-Églises, Francia                                                    |
| 87.  | 1963: il primo centrosinistra                                   | Giovanni Sabbatucci        | 19/03/2014 | L. Bianciardi, La vita agra, Milano, Rizzoli, 1962 | Il sorpasso, D. Risi                                     | Porta San Paolo, Roma                                                                 |
| 88.  | La repubblica di Weimar                                         | Lucio Villari              | 20/03/2014 | E. D. Weitz, La Germania di Weimar. Speranza e tragedia, Torino, Einaudi, 2008 | Metropolis, F. Lang                                      | Weimar, Germania                                                                      |
| 89.  | Donne, casa e lavoro: storia delle colf                         | Raffaella Sarti            | 21/03/2014 | N. Revelli, Il mondo dei vinti. Testimonianze di vita contadina, Torino, Einaudi, 1979 | The Help, T. Taylor                                      | Mondo                                                                                 |
| 90.  | Le Fosse ardeatine 70 anni dopo                                 | Emilio Gentile             | 24/03/2014 | C. De Simone, Roma prigioniera. I 271 giorni dell'occupazione nazista, 8 settembre '43-4 giugno '44, Milano, Mursia, 1994 | Roma città aperta, R. Rossellini                         | Fosse ardeatine, Roma                                                                 |
| 91.  | Giovanna d'Arco, la vergine guerriera                           | Alessandro Barbero         | 25/03/2014 | T. Cremisi (a cura di), Rouen 1431. Il processo di condanna di Giovanna d'Arco, Milano, Guanda, 1977 | Processo a Giovanna d'Arco, R. Bresson                   | Domrémy-la-Pucelle, Francia                                                           |
| 92.  | Ceaușescu, la fine di un tiranno                                | Ernesto Galli della Loggia | 26/03/2014 | D. Fertilio, Musica per lupi. Il racconto del più terribile atto carcerario nella Romania del dopoguerra, Venezia, Marsilio, 2010 | 4 mesi, 3 settimane, 2 giorni, C. Mungiu                 | Memoriale delle vittime del Comunismo e della Resistenza a Sighetu Marmației, Romania |
| 93.  | L'affare Dreyfus                                                | Gilles Pécout              | 27/03/2014 | A. Silvestri, Il caso Dreyfus e la nascita dell'intellettuale moderno, Milano, Angeli, 2012 | L'Affaire Dreyfus, G. Méliès                             | Case di Dreyfus sull'Isola del Diavolo, Guyana francese                               |
| 94.  | Kennedy a Berlino                                               | Mauro Canali               | 28/03/2014 | A. M. Schlesinger Jr, I mille giorni di John F. Kennedy alla Casa Bianca, Milano, Rizzoli, 1966. | Thirteen Days, R. Donaldson                              | Muro di Berlino, Germania                                                             |
| 95.  | Bonapartismo: l'arte di sedurre i popoli                        | Emilio Gentile             | 31/03/2014 | E. de Las Cases, Memoriale di Sant'Elena, Torino, Fontana, 1842 (ma 1823) | Napoléon, Abel Gance                                     | Parigi, Francia                                                                       |
| 96.  | Cortes e Montezuma: duello nei Caraibi                          | Davide Domenici            | 01/04/2014 | T. Todorov, La conquista dell'America. Il problema dell'altro, Torino, Einaudi, 1984 | La otra conquista, S. Carrasco                           | Sito azteco di Tlatelolco a Città del Messico, Messico                                |
| 97.  | Maggio 1915: l'Italia va in guerra                              | Giovanni Sabbatucci        | 02/04/2014 | G. Volpe, Il popolo italiano tra la pace e la guerra (1914-1915), Milano, Istituto per gli studi di politica internazionale, 1940 | Vincere, M. Bellocchio                                   | Scoglio di Quarto dei Mille, Genova                                                   |
| 98.  | Winston Churchill: l'ultimo uomo dell'impero                    | Ernesto Galli della Loggia | 07/04/2014 | J. Lukacs, Cinque giorni a Londra. Maggio 1940, Milano, Corbaccio, 2001. | La signora Miniver, W. Wyler                             | Spiaggia di Dunkerque, Francia                                                        |
| 99.  | Brigantaggio: una guerra italiana                               | Alessandro Barbero         | 08/04/2014 | S. Lupo, L'unificazione italiana. Mezzogiorno, rivoluzione, guerra civile, Roma, Donzelli, 2011 | Noi credevamo, M. Martone                                | Pontelandolfo (BN)                                                                    |
| 100. | Dalla Chiesa: il generale è solo                                | Paolo Pezzino              | 09/04/2014 | N. Dalla Chiesa, Delitto imperfetto. Il generale, la mafia, la società italiana, Milano, A. Mondadori, 1984 | Cento giorni a Palermo, Giuseppe Ferrara                 | Via Isidoro Carini, Palermo                                                           |
| 101. | Piani Beveridge: la nascita del welfare moderno                 | Lucio Villari              | 10/04/2014 | V. Woolf, Per le strade di Londra, Milano, Il Saggiatore, 1963 | E le stelle stanno a guardare, C. Reed                   | Londra, Regno Unito                                                                   |
| 102. | Il mito dell'Orient Express: dalla Belle Epoque a Hitler        | Francesco Perfetti         | 11/04/2014 | E. H. Cookridge, Orient Express. Vita e momenti del treno più famoso del mondo, Milano, Editoriale Corno, 1982 | Assassinio sull'Orient Express, S. Lumet                 | Istanbul, Turchia                                                                     |
| 103. | Don Luigi Sturzo: l'antifascista in esilio                      | Emilio Gentile             | 14/04/2014 | L. Sturzo, Politica e morale (1938), in Opere, prima serie, vol. IV, Bologna, Zanichelli, 1972 | Il trionfo della volontà, L. Riefenstahl                 | Istituto Sturzo, Roma                                                                 |
| 104. | L'assedio di Vienna                                             | Franco Cardini             | 15/04/2014 | F. Cardini, Il Turco a Vienna. Storia del grande assedio del 1683, Roma-Bari, Laterza, 2011 | Il terzo uomo, C. Reed                                   | Vienna, Austria                                                                       |
| 105. | Suez: il canale che cambiò la storia                            | Gilles Pécout              | 16/04/2014 | M. Campanini, Storia dell'Egitto contemporaneo. Dalla rinascita ottocentesca a Mubarak, Roma, Lavoro, 2005 | Nasser 56, M. Fadel                                      | Port Said, Egitto                                                                     |
| 106. | Il Concordato: 1929-1984 da Mussolini a Craxi                   | Alberto Melloni            | 17/04/2014 | A. Melloni (a cura di), Rapporto sull'analfabetismo religioso in Italia, Bologna, il Mulino, 2014 | L'ora di religione, M. Bellocchio                        | Via della Chiesa Nuova, Roma                                                          |
| 107. | Gli ultimi giorni di Gesù                                       | Alessandro Barbero         | 18/04/2014 | M. Bulgakov, Il maestro e Margherita, Torino, Einaudi, 1967 | Jesus Christ Superstar, N. Jewison                       | Gerusalemme                                                                           |
| 108. | La battaglia di Sedan: l'inizio della storia contemporanea      | Francesco Perfetti         | 21/04/2014 | E. Zola, La disfatta, Milano, Rizzoli, 1952 (ma 1892) | Violette Imperiali, R. Pottier                           | Parigi, Francia                                                                       |
| 109. | Riccardo Cuor di Leone: eroe o criminale di guerra?             | Franco Cardini             | 22/04/2014 | W. Scott, Il talismano, o Riccardo in Palestina, Livorno, Vignozzi, 1826 | Il leone d'inverno, A. Harvey                            | San Giovanni d'Acri                                                                   |
| 110. | Dalla Polonia alla Germania: la Resistenza in Europa            | Lucio Villari              | 23/04/2014 | B. Lidegaard, Il popolo che disse no. La storia mai raccontata di come una nazione sfidò Hitler e salvò i suoi compatrioti ebrei, Milano, Garzanti, 2014; D. Franck, Mezzanotte a Parigi. La capitale della cultura mondiale nel momento più difficile. L'occupazione nazista, Milano, Garzanti, 2011 | Operazione Apfelkern, R. Clément                         | Ghetto di Varsavia, Polonia                                                           |
| 111. | 25 aprile: storia di una giornata memorabile                    | Alberto Melloni            | 25/04/2014 | C. Pavone, Una guerra civile. Saggio storico sulla moralità nella Resistenza, Torino, Bollati Boringhieri, 1991 | La ciociara, V. de Sica                                  | Milano                                                                                |
| 112. | 1989: dopo il muro una nuova Europa                             | Giovanni Sabbatucci        | 28/04/2014 | R. Darnton, Diario berlinese. 1989-1990, Torino, Einaudi, 1992 | Good Bye, Lenin!, W. Becker                              | Checkpoint Charlie a Berlino, Germania                                                |
| 113. | Ildegarda di Bingen: santa eclettica della modernità            | Alessandro Barbero         | 29/04/2014 | M. Fumagalli Beonio Brocchieri, In una aria diversa. La sapienza di Ildegarda di Bingen, Milano, A. Mondadori, 1992 | Vision, M. von Trotta                                    | Bingen am Rhein, Germania                                                             |
| 114. | I francesi e la guerra di Algeria                               | Gilles Pécout              | 30/04/2014 | H. Alleg, La tortura, Torino, Einaudi, 1958 | La battaglia di Algeri, G. Pontecorvo                    | Petit-Clamart, Francia                                                                |
| 115. | Indira Gandhi: una donna al comando                             | Michelguglielmo Torri      | 01/05/2014 | D. Maiorano, Autumn of the Matriarch. Indira Gandhi's Final Term in Office, Oxford, Oxford University Press, 2015 | The Millionaire, D. Boyle                                | Teen Murti Bhavan a Nuova Delhi, India                                                |
| 116. | I diari di Galeazzo Ciano                                       | Mauro Canali               | 02/05/2014 | G. Ciano, Diario, 2 voll., Milano, Rizzoli, 1946 | Il processo di Verona, C. Lizzani                        | Mausoleo di Ciano, Livorno                                                            |
| 117. | La preistoria dell'Unione europea                               | Emilio Gentile             | 05/05/2014 | B. Croce, Storia d'Europa nel secolo decimonono, Bari, Laterza, 1932 | All'ovest niente di nuovo, L. Milestone                  | Palazzo Wilson a Ginevra, Svizzera                                                    |
| 118. | Reza Pahlavi, l'ultimo Shah                                     | Franco Cardini             | 06/05/2014 | A. Cancian (a cura di), L'Iran e il tempo. Una società complessa, Roma, Jouvence, 2008 | Viva...!, K. Sinai                                       | Tomba di Ciro a Pasargade, Iran                                                       |
| 119. | Francesco Crispi, rivoluzionario o reazionario?                 | Giovanni Sabbatucci        | 07/05/2014 | L. Pirandello, I vecchi e i giovani, Milano, Fratelli Treves, 1913 | Noi credevamo, M. Martone                                | Campo de' Fiori, Roma                                                                 |
| 120. | Golda Meir: la signora d'Israele                                | Luca Riccardi              | 08/05/2014 | G. Meir, La mia vita, Milano, A. Mondadori, 1976 | Exodus, O. Preminger                                     | ---                                                                                   |
| 121. | Aldo Moro: il grande tessitore                                  | Agostino Giovagnoli        | 09/05/2014 | A. Moro, Scritti e discorsi, 6 voll., Roma, Cinque lune, 1982-1990 | Buongiorno, notte, M. Bellocchio                         | Chiesa di Santa Chiara, Roma                                                          |
| 122. | Inghilterra anni '30: le grandi idee di riforma                 | Lucio Villari              | 12/05/2014 | G. B. Shaw, S. Olivier, S. Webb, G. Wallas, H. Bland, W. Clarke, A. Besant, Saggi fabiani, Roma, Editori Riuniti, 1990; J. M. Keynes, Essay in persuasion, London, Rupert Hart Davis, 1953 | Fiamma d'amore (The skin game), A. Hitchcock             | Gordon Square a Londra; Cambridge "rossa"                                             |
| 123. | Gengis Khan: l'imperatore dei Mongoli                           | Franco Cardini             | 13/05/2014 | V. Bianchi, Gengis Khan. Il principe dei nomadi, Roma-Bari, Laterza, 2005 | Mongol, B. Bodrov                                        | Mausoleo di Gengis Khan a Ulan Bator, Mongolia                                        |
| 124. | Prigionieri di guerra: gli schiavi del Reich                    | Anna Maria Isastia         | 14/05/2014 | A. Natta, L'altra Resistenza. I militari italiani internati in Germania, Torino, Einaudi, 1997. | Napoli milionaria, E. De Filippo                         | Museo Nazionale dell'Internato, Padova                                                |
| 125. | L'Europa e l'ONU, un cammino parallelo                          | Mauro Canali               | 15/05/2014 | B. Olivi, L'Europa difficile. Storia politica dell'integrazione europea, 1948-2000, Bologna, il Mulino, 2001 | Il matrimonio di Maria Braun, W. Fassbinder              | Roma                                                                                  |
| 126. | Emilio Salgari: la grande avventura                             | Luciano Curreri            | 16/05/2014 | E. Salgari, Tutte le avventure dei corsari. Il ciclo completo, Roma, Grandi tascabili economici Newton, 2012 (ma 1898-1908) | Jolanda, la figlia del Corsaro Nero, M. Soldati          | Rovine di Cartagine presso Tunisi, Tunisia                                            |
| 127. | Giuseppe Prezzolini: la voce dell'interventismo                 | Emilio Gentile             | 19/05/2014 | G. Prezzolini, Io credo, Torino, Pittavino, 1923 | ---                                                      | Palazzo Davanzati, Firenze                                                            |
| 128. | Il voto alle donne: la lunga strada                             | Vinzia Fiorino             | 20/05/2014 | S. Aleramo, Una donna, Roma-Torino, Società tipografico-editrice nazionale, 1907 | I bostoniani, J. Ivory                                   | Piazza delle Erbe, Carrara                                                            |
| 129. | Joseph Goebbels: la voce del Terzo Reich                        | Ernesto Galli della Loggia | 21/05/2014 | J. P. Goebbels, I diari di Goebbels 1939-1941, a cura di Fred Taylor, Milano, Sperling & Kupfer, 1984 | A torto o a ragione, I. Szabó                            | Unter den Linden a Berlino, Germania                                                  |
| 130. | Il volo di Lauro De Bosis                                       | Giovanni De Luna           | 22/05/2014 | L. De Bosis, Storia della mia morte, Roma, Bardi, 1945 | Luciano Serra pilota, G. Alessandrini                    | Università di Harvard a Cambridge (MA), USA                                           |
| 131. | Giovanni Falcone: una vita contro la mafia                      | Salvatore Lupo             | 23/05/2014 | G. Fiandanca e S. Lupo, La mafia non ha vinto. Il labirinto della trattativa, Roma-Bari, Laterza, 2014 | Salvatore Giuliano, F. Rosi                              | Borgata Ciaculli, Palermo                                                             |
| 132. | I nemici di Giovanni Gentile                                    | Alessandra Tarquini        | 26/05/2014 | G. Turi, Giovanni Gentile. Una biografia, Torino, UTET libreria, 2006 | L'attimo fuggente, P. Weir                               | Parlamento della Repubblica Italiana, Roma                                            |
| 133. | Don Primo Mazzolari: il parroco che sfidò il Regime             | Emilio Gentile             | 27/05/2014 | P. Mazzolari, La pieve sull'argine, Milano, Istituto di propaganda libraria, 1952 | L'albero degli zoccoli, E. Olmi                          | Cicognara e Bozzolo (MN)                                                              |
| 134. | Piazza Della Loggia                                             | Giovanni De Luna           | 28/05/2014 | B. Tobagi, Una stella incoronata di buio. Storia di una strage impunita, Torino, Einaudi, 2013 | Vittime, G. Gagliardo                                    | Piazza della Loggia, Brescia                                                          |
| 135. | Dino Grandi: l'uomo che fece cadere il Duce                     | Francesco Perfetti         | 29/05/2014 | D. Grandi, Il mio paese. Ricordi autobiografici, Bologna, il Mulino, 1985 | Vecchia guardia, A. Blasetti                             | Ambasciata d'Italia a Londra, Regno Unito                                             |
| 136. | Cabiria: il primo kolossal della Storia                         | Lucio Villari              | 30/05/2014 | L. Pirandello, Quaderni di Serafino Gubbio operatore, Firenze, Bemporad, 1925 | Cabiria, G. Pastrone                                     | Teatri di posa della Italia Film, Torino                                              |
| 137. | 2 giugno 1946: nascita della Repubblica                         | Giovanni Sabbatucci        | 02/06/2014 | A. G. Ricci, La Repubblica, Bologna, il Mulino, 2001 | Una vita difficile, D. Risi                              | Quirinale, Roma                                                                       |
| 138. | I viaggi di Marco Polo                                          | Franco Cardini             | 03/06/2014 | M. Polo, Milione . Redazione latina del manoscritto Z, a cura di A. Barbieri, Milano-Parma, Fondazione Pietro Bembo-Guanda, 1998 | Marco Polo, G. Montaldo                                  | Hangzhou, Cina                                                                        |
| 139. | 4 giugno 1944: liberazione di Roma                              | Emilio Gentile             | 04/06/2014 | A. Hayes, La ragazza di via Flaminia, Torino, Einaudi, 1949 | Roma città libera, M. Pagliero                           | Porta Portese, Roma                                                                   |
| 140. | Giovanni Frignani: l'uomo che arrestò Mussolini                 | Matteo Luigi Napolitano    | 05/06/2014 | A. Ascarelli, Le fosse ardeatine. Geografia del dolore. Breve itinerario sull'Italia dei martiri, Roma, Edizioni ANFIM, 2006 | Giorni di gloria, L. Visconti                            | Fosse ardeatine, Roma                                                                 |
| 141. | Lo sbarco in Normandia                                          | Giuseppe Conti             | 06/06/2014 | R. Overy, La strada della vittoria. Perché gli alleati hanno vinto la seconda guerra mondiale, Bologna, il Mulino, 2002 | Il giorno più lungo, AA.VV.                              | Costa della Normandia, Francia                                                        |
| 142. | L'autostrada del Sole nell'Italia del boom                      | Ernesto Galli della Loggia | 09/06/2014 | E. Menduni, L'autostrada del Sole, Bologna, il Mulino, 1999 | Ossessione, L. Visconti                                  | Autogrill Pavesi, Novara                                                              |
| 143. | Delitto Matteotti: l'inizio del regime                          | Mauro Canali               | 10/06/2014 | M. Canali, Il delitto Matteotti, Bologna, il Mulino, 2004 | Il delitto Matteotti, F. Vancini                         | Monumento a Giacomo Matteotti, Roma                                                   |
| 144. | W Verdi! La musica del Risorgimento                             | Alberto Melloni            | 11/06/2014 | G. Verdi, Lettere, Torino, Einaudi, 2012 | Novecento, B. Bertolucci                                 | Chiesa di S. Michele Arcangelo, Busseto (PR)                                          |
| 145. | I have a dream: il movimento di liberazione degli afroamericani | Elisabetta Vezzosi         | 12/06/2014 | N. Venturini, Con gli occhi fissi alla meta. Il movimento afroamericano per i diritti civili, 1940-1965, Milano, Angeli, 2010 | La lunga strada verso casa, R. Pearce                    | Memoriale per i diritti civili a Montgomery, USA                                      |
| 146. | La settimana rossa: una rivoluzione all'italiana                | Emilio Gentile             | 13/06/2014 | L. Lotti, La settimana rossa. Con documenti inediti, Firenze, Le Monnier, 1971 | I compagni, M. Monicelli                                 | Arena Civica, Milano; Ancona                                                          |
| 147. | Vittorio Emanuele III e Mussolini: i due cari nemici            | Francesco Perfetti         | 16/06/2014 | P. Colombo, La monarchia fascista. 1922-1940, Bologna, il Mulino, 2010 | ---                                                      | Roma                                                                                  |
| 148. | Francesco d'Assisi: un santo inimitabile                        | Alessandro Barbero         | 17/06/2014 | G. G. Merlo, Frate Francesco, Bologna, il Mulino, 2013 | Uccellacci e uccellini, P. Pasolini                      | Basilica superiore di San Francesco, Assisi (PG)                                      |
| 149. | Giovinezza! Il fascismo e i giovani                             | Alessandra Tarquini        | 19/06/2014 | M. Colin, I bambini di Mussolini. Letteratura, libri, letture per l'infanzia sotto il fascismo, Brescia, La scuola, 2012 | Il signore delle mosche, P. Brook                        | Firenze                                                                               |
| 150. | La Duse e D'Annunzio: la divina e il poeta                      | Lucio Villari              | 20/06/2014 | E. Duse, G. D'Annunzio, Come il mare io ti parlo. Lettere 1894-1923, a cura di F. Minnucci, Milano, Bompiani, 2014; G. D'Annunzio, Cento e cento e cento e cento pagine del libro segreto di Gabriele D'Annunzio tentato di morire, a cura di A. Cocles, Milano, Mondadori, 1935                      | D'Annunzio, S. Nasca                                     | Via Gregoriana, Roma                                                                  |
| 151. | Dai campi alle officine: le prime lotte sindacali in Italia     | Giovanni Sabbatucci        | 23/06/2014 | A. Pennacchi, Canale Mussolini, Milano, Mondadori, 2010 | L'albero degli zoccoli, E. Olmi                          | Valli di Comacchio, Emilia-Romagna                                                    |
| 152. | Luigi XIV: Il Re Sole                                           | Francesco Perfetti         | 24/06/2014 | Voltaire, Il secolo di Luigi XIV, Torino, Einaudi, 1951 (ma 1752) | La presa del potere da parte di Luigi XIV, R. Rossellini | Versailles, Francia                                                                   |
| 153. | K2: un'impresa italiana                                         | Giovanni De Luna           | 25/06/2014 | A. Pastore, Alpinismo e storia d'Italia. Dall'Unità alla Resistenza, Bologna, il Mulino, 2003 | Sette anni in Tibet, Jean-Jacques Annaud                 | Karakorum, Himalaya                                                                   |
| 154. | I golpe neri: attacco alla democrazia                           | Agostino Giovagnoli        | 26/06/2014 | P. Craveri, Storia d'Italia, XXIV, La Repubblica dal 1958 al 1992, Torino, UTET, 1995 | ---                                                      | Piazza Fontana, Milano; Piazza della Loggia, Brescia                                  |
| 155. | Napoli 1973: i giorni del colera                                | Ernesto Galli della Loggia | 27/06/2014 | Scuola di Giornalismo "Suor Orsola Benincasa", 1973. Napoli ai tempi del colera, a cura di P. Mieli, Roma, Centro di Documentazione Giornalistica, 2009 | Passione, J. Turturro                                    | Quartieri Spagnoli e Spaccanapoli, Napoli                                             |
| 156. | Roma e Milano: metropoli a confronto                            | Ernesto Galli della Loggia | 30/06/2014 | F. Bartolini, Rivali d'Italia. Roma e Milano dal Settecento a oggi, Roma-Bari, Laterza, 2006 | Il vedovo, D. Risi                                       | Il treno che unisce Milano e Roma                                                     |
| 157. | La battaglia di Lepanto: né vincitori né vinti                  | Alessandro Barbero         | 01/07/2014 | F. Braudel, Civiltà e imperi del Mediterraneo nell'età di Filippo II, Torino, Einaudi, 1953 | ---                                                      | Porto di Lepanto a Naupaktos, Grecia                                                  |
| 158. | Edmondo De Amicis: il libro Cuore                               | Lucio Villari              | 02/07/2014 | E. De Amicis, Cuore, Milano, Treves, 1886 | Cuore, D. Coletti e V. De Sica; Cuore, R. Scavolini      | Torino                                                                                |
| 159. | Lo sbarco in Sicilia: operazione Husky                          | Giuseppe Conti             | 03/07/2014 | A. Santoni, Le operazioni in Sicilia e Calabria (luglio-settembre 1943), Roma, Ufficio storico SME, 1983 | Paisà, R. Rossellini                                     | Messina                                                                               |
| 160. | Giovanni Paolo II: l'attentato                                  | Alberto Melloni            | 04/07/2014 | A. Casaroli, Il martirio della pazienza. La Santa Sede e i paesi comunisti, 1963-89, Torino, Einaudi, 2000 | Il diario di un curato di campagna, R. Bresson           | Piazza della Lubjanka a Mosca, Rusia                                                  |

### Seconda serie (2014-2015)
Queste sono le 155 puntate trasmesse (la data fa riferimento alla messa in onda su Rai 3):
| N.   | Titolo                                               | Professore Ospite                         | Data       | Libro | Film/Musica | Luogo |
| ---- | ---------------------------------------------------- | ----------------------------------------- | ---------- | --- | --- | --- |
| 1.   | La caccia alle streghe                               | Alessandro Barbero                        | 07/10/2014 | M. Montesano, Caccia alle streghe, Roma, Salerno, 2012 | The Blair Witch Project - Il mistero della strega di Blair, Daniel Myrick ed Eduardo Sanchez                                         | Palazzo del Sant'Uffizio, Roma |
| 2.   | Tre storie di fede e Resistenza                      | Giovanni De Luna                          | 08/10/2014 | L. D'Isola, I quaderni nascosti. Cronache di una giovane partigiana, Torino, SEI, 2013; W. Jervis, L. Rochat e G. Agosti, Un filo tenace. Lettere e memorie, 1944-1969, Torino, Bollati Boringhieri, 2008 E. Artom, Diari di un partigiano ebreo. Gennaio 1940-febbraio 1944, Torino, Bollati Boringhieri, 2008 | L'uomo che verrà, Giorgio Diritti | Torre Pellice (TO) |
| 3.   | I segreti di Yalta                                   | Giovanni Sabbatucci                       | 09/10/2014 | W. Churchill, La seconda guerra mondiale, 6 voll., Milano, A. Mondadori, 1948-1953 | Come eravamo, Sydney Pollack | Palazzo di Livadija a Yalta, Crimea                                                                                               |
| 4.   | La nuova Roma del Duce                               | Emilio Gentile                            | 10/10/2014 | E. Gentile, Fascismo di pietra, Roma-Bari, Laterza, 2007 P. Nicoloso, Mussolini architetto. Propaganda e paesaggio urbano nell'Italia fascista, Torino, Einaudi, 2008 | Una giornata particolare, Ettore Scola                                                                                               | EUR, Roma |
| 5.   | Le riforme di Napoleone                              | Alessandro Barbero                        | 13/10/2014 | H. Belloc, Napoleone, Milano, Longanesi, 1949 | I vestiti nuovi dell'imperatore, Alan Taylor                                                                                         | Corte, Corsica |
| 6.   | Il Sessantotto in Italia                             | Agostino Giovagnoli                       | 14/10/2014 | N. Balestrini (a cura di), Quindici. Una rivista e il Sessantotto, Milano, Feltrinelli, 2008 | La cinese, Jean-Luc Godard | Sede della Sorbona a Parigi, Francia                                                                                              |
| 7.   | Leopardi, il rivoluzionario                          | Lucio Villari                             | 15/10/2014 | G. Leopardi, Tutte le poesie, tutte le prose e lo Zibaldone, Roma, Newton & Compton, 2010 | Il giovane favoloso, Mario Martone                                                                                                   | Torre del Greco (NA); Vesuvio |
| 8.   | Bottai fascista eretico                              | Mauro Canali                              | 16/10/2014 | G. Bottai, Diario 1935-1944, Milano, Rizzoli, 1982 | La fronda inutile, Franco Giraldi | Palazzo Venezia, Roma |
| 9.   | Paolo VI: un papa contro tutti                       | Alberto Melloni                           | 17/10/2014 | F. De Giorgi, Mons. Montini. Chiesa cattolica e scontri di civiltà nella prima metà del Novecento, Bologna, il Mulino, 2012 | Il Vangelo secondo Matteo, Pier Paolo Pasolini                                                                                       | Tomba di Paolo VI nelle Grotte Vaticane                                                                                           |
| 10.  | Lucrezia Borgia: lettere da Ferrara                  | Alessandro Barbero                        | 20/10/2014 | M. Bellonci, Lucrezia Borgia. La sua vita, i suoi tempi, Milano, A. Mondadori, 1939 | Cesare e Lucrezia Borgia, Abel Gance                                                                                                 | Ferrara |
| 11.  | Ottomani: la fine di un impero                       | Ernesto Galli della Loggia                | 21/10/2014 | I. Andrić, Il ponte sulla Drina, Milano, A. Mondadori, 1960 (ma 1945) | Lawrence d'Arabia, David Lean | Istanbul, Turchia |
| 12.  | Via dalla campagna: un esodo italiano                | Silvia Salvatici                          | 22/10/2014 | N. Revelli, Il mondo dei vinti. Testimonianze di vita contadina, 2 voll., Torino, Einaudi, 1977 | Il posto, Ermanno Olmi | Polesine, Veneto |
| 13.  | Mauro De Mauro: un mistero irrisolto                 | Mauro Canali                              | 23/10/2014 | F. Viviano, Mauro de Mauro. La verità scomoda, Reggio Emilia, Aliberti, 2009 | Il caso Mattei, Francesco Rosi | Abitazione di Mauro De Mauro, Palermo                                                                                             |
| 14.  | Il racconto della Grande Guerra                      | Mario Isnenghi                            | 24/10/2014 | P. Jahier, Con me e con gli alpini, Firenze, Libreria della Voce, 1919 | La grande guerra, Mario Monicelli | Altopiano di Asiago, Veneto |
| 15.  | Galileo: la scienza e la fede                        | Adriano Prosperi                          | 27/10/2014 | P. Galluzzi, Libertà di filosofare in naturalibus. I mondi paralleli di Cesi e Galileo, Roma, Scienze e Lettere, 2014 | Galileo, Liliana Cavani | Arcetri, Firenze |
| 16.  | Francia 1940: la strana disfatta                     | Giovanni Sabbatucci                       | 28/10/2014 | M. Bloch, La strana disfatta. Testimonianza scritta nel 1940, Napoli, Guida, 1970 | L'ultimo metrò, François Truffaut | Foresta di Compiègne, Francia |
| 17.  | Le donne della Resistenza                            | Silvia Salvatici                          | 29/10/2014 | A. Bruzzone e R. Farina, La Resistenza taciuta. Dodici vite di partigiane piemontes, Milano, Bollati Boringhieri, 2016 | L'Agnese va a morire, Giuliano Montaldo                                                                                              | Piazza delle Erbe, Carrara |
| 18.  | Fiume. La festa della rivoluzione                    | Francesco Perfetti                        | 30/10/2014 | F. Gerra, L'impresa di Fiume nelle parole e nell'azione di Gabriele D'Annunzio, Milano, Longanesi, 1966 | Cabiria, Giovanni Pastrone | Vittoriale degli Italiani, Gardone Riviera (BS)                                                                                   |
| 19.  | L'epoca d'oro dei transatlantici                     | Ernesto Galli della Loggia                | 31/10/2014 | S. Winchester, Atlantico. Grandi battaglie marine, scoperte eroiche, tempeste titaniche e un vasto oceano di un milione di storie, Milano, Adelphi, 2013 | L'avventura del Poseidon, Ronald Neame                                                                                               | Museo del Mare, Genova |
| 20.  | La caduta di Costantinopoli                          | Alessandro Barbero                        | 03/11/2014 | R. Crowley, 1453. La caduta di Costantinopoli, Milano, B. Mondadori, 2008 | Fetih 1453, Faruk Aksoy | Victoria and Albert Museum a Londra, Regno Unito                                                                                  |
| 21.  | Firenze, 4 novembre 1966                             | Giovanni De Luna                          | 04/11/2014 | M. Vichi, Morte a Firenze, Parma, Guanda, 2009 | Amici miei - Atto IIº, Mario Monicelli                                                                                               | Ponte Vecchio, Firenze |
| 22.  | I mafiosi e la religione                             | Alberto Melloni                           | 05/11/2014 | --- | Il giudice ragazzino, Alessandro Di Robilant                                                                                         | Aula bunker, Palermo |
| 23.  | Ucraina-Russia: radici di una crisi                  | Adriano Roccucci                          | 06/11/2014 | S. A. Bellezza, Ucraina. Insorgere per la democrazia, Brescia, La scuola, 2014; T. Snyder, The Reconstruction of Nations: Poland, Ukraine, Lithuania, Belarus. 1569-1999, New Haven-London, Yale University Press, 2003                                                                                         | Ogni cosa è illuminata, Liev Schreiber                                                                                               | Kiev, Ucraina |
| 24.  | Clara Luce: l'ambasciatrice                          | Francesco Perfetti                        | 07/11/2014 | M. Parodi, Clare Boothe Luce. Storia di una donna speciale, Roma, Il minotauro, 2003 | Donne, George Cukor; Sesso debole? (film 1956), David Miller                                                                         | Via Veneto, Roma |
| 25.  | Istanbul: la città dei sultani                       | Alessandro Barbero                        | 10/11/2014 | S. Ronchey e T. Braccini, Il romanzo di Costantinopoli. Guida letteraria alla Roma d'Oriente, Torino, Einaudi, 2010 | A 007, dalla Russia con amore, Terence Young                                                                                         | Sede della Società degli Operai Italiani a Istanbul, Turchia                                                                      |
| 26.  | Cesare Beccaria: la scoperta della giustizia         | Lucio Villari                             | 11/11/2014 | I progressi della ragione. Vita di Pietro Verri, Carlo Capra | Ridicule, Patrice Leconte | Milano; Roma |
| 27.  | Califfato: Islam e rivoluzione                       | Giorgio Del Zanna                         | 12/11/2014 | Fitna. Guerra nel cuore dell'Islam, Gilles Kepel | Syriana, Stephen Gaghan | Palazzo Topkapı a Istanbul, Turchia                                                                                               |
| 28.  | Óscar Romero: il martirio di un vescovo              | Alberto Melloni                           | 13/11/2014 | Libro delle omelie, Oscar Romero | Salvador, Oliver Stone | Piazza San Pietro, Roma |
| 29.  | Mussolini interventista                              | Emilio Gentile                            | 14/11/2014 | Mussolini rivoluzionario, Renzo De Felice | --- | Sede del Popolo d'Italia, Milano                                                                                                  |
| 30.  | Il declino di Napoleone                              | Alessandro Barbero                        | 17/11/2014 | La morte di Napoleone, Simon Leys | I vestiti nuovi dell'imperatore, Alan Taylor                                                                                         | Ville napoleoniche di Portoferraio (LI)                                                                                           |
| 31.  | Il Comitato di Liberazione Nazionale                 | Giovanni Sabbatucci                       | 18/11/2014 | La Resistenza in convento, Enzo Forcella | Il federale, Luciano Salce | Via Adda, Roma |
| 32.  | Stato e religione                                    | Alberto Melloni                           | 19/11/2014 | Anni di prova, Arturo Carlo Jemolo | Momenti di gloria, Hugh Hudson | Tempio sikh, Novellara (RE) |
| 33.  | Le guerre dei volontari                              | Gilles Pécout                             | 20/11/2014 | Spagna, Pietro Nenni | Terra e libertà, Ken Loach | Monumento ai Garibaldini in Lorena, Francia                                                                                       |
| 34.  | Altiero Spinelli, il politico                        | Lucio Villari                             | 21/11/2014 | Come ho tentato di diventare saggio. Io Ulisse, Altiero Spinelli | La villeggiatura, Marco Leto | Ventotene (LT) |
| 35.  | Drake il corsaro                                     | Alessandro Barbero                        | 24/11/2014 | L'Invincibile Armada, Mattingly Garrett | --- | Replica del Golden Hind a Londra, Regno Unito                                                                                     |
| 36.  | 1977, storia di una foto                             | Giovanni De Luna                          | 25/11/2014 | Piove all'insù, Luca Rastello | Lavorare con lentezza, Guido Chiesa                                                                                                  | Via Edmondo De Amicis, Milano |
| 37.  | La Repubblica di Salò                                | Emilio Gentile                            | 26/11/2014 | Mussolini e Hitler, Monica Fioravanzo | Tiro al piccione, Giuliano Montaldo                                                                                                  | Villa Feltrinelli, Gargnano (BS)                                                                                                  |
| 38.  | Marsigliese, canto di libertà                        | Gilles Pécout                             | 27/11/2014 | Il popolo re. La canzone sociale a Parigi (1830-1848), Michele Toss | La Marsigliese, Jean Renoir | Strasburgo, Francia |
| 39.  | Il mito di Pinocchio                                 | Luciano Curreri                           | 28/11/2014 | Pinocchio in camicia nera. Quattro pinocchiate fasciste, Luciano Curreri | Le avventure di Pinocchio, Luigi Comencini                                                                                           | Fondazione Nazionale Collodi, Pescia (PT)                                                                                         |
| 40.  | Tamerlano a Samarcanda                               | Franco Cardini                            | 01/12/2014 | Sulla via dorata per Samarcanda, Umberto Cecchi | Padiglioni lontani, Peter Duffell | Sepolcri di Samarcanda, Uzbekistan                                                                                                |
| 41.  | Gruppi Universitari Fascisti                         | Luca La Rovere                            | 02/12/2014 | Gli eroi di Mussolini. Niccolò Giani e la Scuola di Mistica fascista, Aldo Grandi | Gioventù perduta, Pietro Germi | Piazza Venezia, Roma |
| 42.  | Le donne del Congresso di Vienna                     | Francesco Perfetti                        | 03/12/2014 | Diplomazia della Restaurazione, Henry Kissinger | A cena col diavolo, Édouard Molinaro                                                                                                 | Complesso della Hofburg e castello di Schönbrunn a Vienna, Austria                                                                |
| 43.  | 1956, la crisi di Suez                               | Gilles Pécout                             | 04/12/2014 | Umm Kulthum. La voce degli arabi, Francesca Biancani | Nasser 56, Mohamed Fadel | Diga di Assuan, Egitto |
| 44.  | Attacco a Pearl Harbor                               | Giuseppe Conti                            | 05/12/2014 | Pearl Harbor, Peter Herde | Tora! Tora! Tora!, Richard Fleischer, Kinji Fukasaku e Toshio Masuda                                                                 | Pearl Harbor, USA |
| 45.  | Gli arabi e la scienza                               | Alessandro Vanoli                         | 08/12/2014 | Storia della scienza araba. Il patrimonio intellettuale dell'Islam, Ahmed Djebbar | Le crociate - Kingdom of Heaven, Ridley Scott                                                                                        | Baghdad, Iraq |
| 46.  | ʿOmar al-Mukhtār, il leone del deserto               | Luigi Goglia                              | 09/12/2014 | Omar al-Mukhtar e la riconquista fascista della Libia, Enzo Santarelli, Giorgio Rochat, Romain Rainero, Luigi Goglia | Il leone del deserto, Mustafa Akkad                                                                                                  | Oasi di Cufra, Libia |
| 47.  | 1940, un anno drammatico                             | Lucio Villari                             | 10/12/2014 | Vichy 1940-1944. Il regime del disonore, Robert O. Paxton; 1940: FDR, Willkie, Lindbergh, Hitler - The Election amid the Storm, Susan Dunn | Il grande dittatore, Charlie Chaplin                                                                                                 | Piazza Venezia, 10 giugno 1940, Roma                                                                                              |
| 48.  | Le canzoni del Boom                                  | Giovanni De Luna                          | 11/12/2014 | La vita agra, Luciano Bianciardi | Il sorpasso, Dino Risi | Palcoscenico del Festival della canzone italiana (con Volare di Domenico Modugno), Sanremo (IM)                                   |
| 49.  | La Conferenza di Parigi                              | Ernesto Galli della Loggia                | 12/12/2014 | Il fallimento di Wilson in Momenti fatali, Stefan Zweig | E adesso, pover'uomo?, Frank Borzage                                                                                                 | Scapa Flow nelle Isole Orcadi |
| 50.  | L'alba della civiltà                                 | Paolo Matthiae                            | 15/12/2014 | Civiltà sepolte. Il romanzo dell'archeologia, C. W. Ceram | I predatori dell'arca perduta, Steven Spielberg                                                                                      | Resti di Ḫattuša presso Boğazkale, Turchia                                                                                        |
| 51.  | La nascita del PCI                                   | Giovanni Sabbatucci                       | 16/12/2014 | I primi dieci anni di vita del PCI, Angelo Tasca | Ottobre, Sergej Michajlovič Ėjzenštejn                                                                                               | Teatro Goldoni, Livorno |
| 52.  | Pio XI e Mussolini                                   | David Kertzer                             | 17/12/2014 | Il papa non deve parlare. Chiesa, fascismo e guerra d'Etiopia, Lucia Ceci | Il giardino dei Finzi-Contini, Vittorio De Sica                                                                                      | San Giovanni in Laterano, Roma |
| 53.  | IRI, una storia italiana                             | Lucio Villari                             | 18/12/2014 | La storia dell'IRI, Autori Vari (6 voll. per Laterza ed.); I giorni dell'IRI. Storie e misfatti da Beneduce a Prodi, Massimo Pini | Monsieur Verdoux, Charlie Chaplin | Via Versilia 2, Roma |
| 54.  | Donne e fascismo                                     | Silvia Salvatici                          | 19/12/2014 | Nessuno torna indietro, Alba de Céspedes | Una giornata particolare, Ettore Scola                                                                                               | Circo Massimo, Roma |
| 55.  | Lutero, il grande ribelle                            | Franco Cardini                            | 05/01/2015 | Martin Lutero, Lucien Febvre | Luther - Genio, ribelle, liberatore, Eric Till                                                                                       | Palazzo di Wartburg a Eisenach, Germania                                                                                          |
| 56.  | 1945, la nuova libertà                               | Lucio Villari                             | 06/01/2015 | Uomini e no, Elio Vittorini; Napoli milionaria!, Eduardo De Filippo; Cristo si è fermato a Eboli, Carlo Levi | The spirit of '45, Ken Loach | Milano |
| 57.  | L'esercito polacco in Italia                         | Krystyna Jaworska                         | 08/01/2015 | Memorie 1939-1946. La storia del II Corpo polacco, Wbadysbaw Anders | Katyn, Andrzej Wajda | Cimitero militare polacco e Museo memoriale del II Corpo d'armata polacco, Cassino (FR)                                           |
| 58.  | Politica e tv                                        | Giovanni De Luna                          | 09/01/2015 | Dalla Tv di partito al partito della Tv. Televisione e politica in Italia: 1960-1995, Edoardo Novelli | Il portaborse, Daniele Luchetti | Centro di produzione Rai di via Teulada, Roma                                                                                     |
| 59.  | Michelangelo segreto                                 | Franco Cardini                            | 12/01/2015 | Michelangelo. La "stanza segreta", Cristina Acidini | Il tormento e l'estasi, Carol Reed                                                                                                   | Cappella Sistina, Città del Vaticano                                                                                              |
| 60.  | Palmiro Togliatti                                    | Agostino Giovagnoli                       | 13/01/2015 | Palmiro Togliatti, Aldo Agosti | Uccellacci e uccellini, Pier Paolo Pasolini                                                                                          | Salerno |
| 61.  | Emigrazione nel Dopoguerra                           | Silvia Salvatici                          | 15/01/2015 | Familia. Memoria dell'emigrazione, Giose Rimanelli | Pane e cioccolata, Franco Brusati | Stazione di Chiasso, Svizzera |
| 62.  | Gauguin                                              | Emilio Gentile                            | 16/01/2015 | Prima e dopo, Paul Gauguin | Oviri, Henning Carlsen | --- |
| 63.  | Magellano                                            | Alessandro Barbero                        | 19/01/2015 | Relazione del primo viaggio intorno al mondo, Antonio Pigafetta | --- | Filippine |
| 64.  | Le guerre del Golfo                                  | Giorgio Del Zanna                         | 20/01/2015 | La questione irachena, Pierre-Jean Luizard | American Sniper, Clint Eastwood | Museo nazionale iracheno a Baghdad, Iraq                                                                                          |
| 65.  | Pertini presidente                                   | Giovanni De Luna                          | 21/01/2015 | Con Pertini al Quirinale. Diari 1978-1985, Antonio Maccanico | Ci sarà un giorno (Il giovane Pertini), Franco Rossi                                                                                 | Quirinale, Roma |
| 66.  | Gli anni del jazz                                    | Lucio Villari                             | 22/01/2015 | Il jazz e il suo mondo, Gian Carlo Roncaglia; Jazz e fascismo. Dalla nascita della radio a Gorni Kramer, Luca Cerchiari | Swing Kids - Giovani ribelli, Thomas Carter                                                                                          | New Orleans, USA; Villa Torlonia, Roma                                                                                            |
| 67.  | Leggi razziali                                       | Mauro Canali                              | 23/01/2015 | Atomi in famiglia, Laura Fermi | Una giornata particolare, Ettore Scola                                                                                               | Campo di Fossoli, Carpi (MO) |
| 68.  | Arabi e Rinascimento                                 | Alessandro Vanoli                         | 26/01/2015 | Pensiero greco e cultura araba, Dimitri Gutas | Il destino, Youssef Chahine | Grande moschea di Cordova, Spagna                                                                                                 |
| 69.  | La Shoah e gli italiani                              | Carlo Greppi                              | 27/01/2015 | La strada del coraggio. Gino Bartali, eroe silenzioso, Aili e Andres McConnon | Vento di primavera, Roselyne Bosch                                                                                                   | Colle delle Finestre e Colle Ciriegia, Piemonte                                                                                   |
| 70.  | Unità d'Italia: anniversari - I compleanni tricolori | Emilio Gentile                            | 28/01/2015 | --- | Viva l'Italia, Roberto Rossellini; La dolce vita, Federico Fellini                                                                   | Vittoriano, Roma |
| 71.  | Nixon e il Watergate                                 | Francesco Perfetti                        | 29/01/2015 | Le memorie di Richard Nixon, Richard Nixon | Tutti gli uomini del presidente, Alan J. Pakula                                                                                      | La Casa Bianca a Washington DC, USA                                                                                               |
| 72.  | Islam, l'ascesa                                      | Franco Cardini                            | 02/02/2015 | Maometto e le grandi conquiste arabe, Francesco Gabrieli | El Cid, Anthony Mann | Spianata della Cupola della Roccia, Gerusalemme                                                                                   |
| 73.  | Tina Anselmi                                         | Agostino Giovagnoli                       | 03/02/2015 | La P2 nei diari segreti di Tina Anselmi, Anna Vinci (a cura di) | L'Agnese va a morire, Giuliano Montaldo                                                                                              | Castelfranco Veneto (TV) |
| 74.  | Campagna d'Etiopia                                   | Mauro Canali                              | 04/02/2015 | Lo sfascio dell'impero. Gli italiani in Etiopia 1936-1941, Matteo Dominioni | Fascist Legacy, Ken Kirby (documentario BBC)                                                                                         | Axum, Etiopia |
| 75.  | Operai anni settanta                                 | Andrea Sangiovanni                        | 05/02/2015 | Amianto. Una storia operaia, Alberto Prunetti | La classe operaia va in paradiso, Elio Petri                                                                                         | FIAT Lingotto e FIAT Mirafiori, Torino                                                                                            |
| 76.  | Carlo Goldoni                                        | Lucio Villari                             | 06/02/2015 | Memorie, Carlo Goldoni | La locandiera, Luigi Chiarini | L'Italia di metà '700 |
| 77.  | Caravaggio                                           | Alessandro Barbero                        | 09/02/2015 | Caravaggio, Maurizio Calvesi | Caravaggio, Derek Jarman | Basilica di Santa Maria del Popolo, Roma                                                                                          |
| 78.  | Le foibe                                             | Raoul Pupo                                | 10/02/2015 | Un paese perfetto. Storia e memoria di una comunità in esilio: Grisignana d'Istria (1930-1960), Gloria Nemec | Magazzino 18, spettacolo teatrale con Simone Cristicchi                                                                              | Civico museo della civiltà istriana, dalmata e fiumana,, Trieste                                                                  |
| 79.  | Benedetto XVI, la rinuncia                           | Alberto Melloni                           | 11/02/2015 | L'avventura di un povero cristiano, Ignazio Silone | Habemus papam, Nanni Moretti | Ratisbona, Germania |
| 80.  | Il maccartismo                                       | Raffaella Baritono                        | 12/02/2015 | Many Are the Crimes: McCarthyism in America, Ellen Schrecker; Fahrenheit 451, Ray Bradbury | Good Night, and Good Luck., George Clooney                                                                                           | Washington DC, USA |
| 81.  | La rivoluzione in lavatrice                          | Enrica Asquer                             | 13/02/2015 | Quaderno proibito, Alba de Céspedes | Un'ora sola ti vorrei, Alina Marazzi (documentario)                                                                                  | Vicolo dei Lavandai sui Navigli, Milano                                                                                           |
| 82.  | L'Impero segreto                                     | Alessandro Barbero                        | 16/02/2015 | Stupore e tremori, Amélie Nothomb | Kagemusha - L'ombra del guerriero, Akira Kurosawa                                                                                    | Museo d'arte orientale, Torino |
| 83.  | Il movimento femminista                              | Elda Guerra                               | 17/02/2015 | Una stanza tutta per sé, Virginia Woolf | Vogliamo anche le rose, Alina Marazzi                                                                                                | La rete del movimento femminista: le librerie, i centri e le case delle donne (luoghi degli anni 1970)                            |
| 84.  | Assedio a Sarajevo                                   | Francesco Privitera                       | 18/02/2015 | Sarajevo centro del mondo. Diario di un trasloco, Dzevad Karahasan | No Man's Land, Danis Tanović | Biblioteca Nazionale di Sarajevo, Bosnia ed Erzegovina                                                                            |
| 85.  | Squadristi                                           | Giovanni Sabbatucci                       | 19/02/2015 | Nascita e avvento del fascismo, Angelo Tasca | La marcia su Roma, Dino Risi | Un qualsiasi municipio dei 100 comuni socialisti dell'area padana all'inizio degli anni 1920 (ad es. Palazzo d'Accursio, Bologna) |
| 86.  | Missioni umanitarie - Umanitarismo internazionale    | Silvia Salvatici                          | 20/02/2015 | Metà di un sole giallo, Chimamanda Ngozi Adichie | No Man's Land, Danis Tanović | Archivi delle associazioni umanitarie a Ginevra, Svizzera                                                                         |
| 87.  | L'avventura di Ebla                                  | Paolo Matthiae                            | 23/02/2015 | Ebla. La città del trono. Archeologia e storia, Paolo Matthiae | Lawrence d'Arabia, David Lean | Jbeil (antica Byblos), Libano |
| 88.  | Maestre d'Italia                                     | Simonetta Soldani                         | 24/02/2015 | Diario di una maestrina, Maria Giacobbe | Del perduto amore, Michele Placido                                                                                                   | Museo storico della didattica Mauro Laeng dell'Università degli Studi Roma Tre, Roma                                              |
| 89.  | Caso Montesi                                         | Giovanni De Luna                          | 25/02/2015 | Il sergente nella neve, Mario Rigoni Stern | I vitelloni, Federico Fellini | Torvaianica di Pomezia (RM) |
| 90.  | Crisi petrolifera anni '70                           | Mauro Canali                              | 26/02/2015 | Il Premio. L'epica storia della corsa al petrolio, Daniel Yergin | Il caso Mattei, Francesco Rosi | Bretton Woods, USA |
| 91.  | Olivetti, utopia e coraggio                          | Marco Peroni                              | 27/02/2015 | Il mondo che nasce, Adriano Olivetti | «In me non c'è che futuro...». Ritratto di Adriano Olivetti, Michele Fasano                                                          | Complesso Olivetti, Ivrea (TO) |
| 92.  | La contessa di Castiglione                           | Gilles Pécout                             | 02/03/2015 | L'opera politica di Costantino Nigra, Umberto Levra (a cura di) | La contessa di Castiglione, Georges Combret                                                                                          | Corte di Napoleone III a Compiègne, Francia                                                                                       |
| 93.  | Tian'anmen                                           | Giovanni Andornino                        | 03/03/2015 | China candid. Il Popolo sulla Repubblica Popolare, Sang Ye | Hero, Zhang Yimou | Piazza Tian'anmen a Pechino, Cina                                                                                                 |
| 94.  | Il re di maggio                                      | Francesco Perfetti                        | 04/03/2015 | L'ultimo Re. I diari del Ministro della Real Casa, Falcone Lucifero | Amarcord, Federico Fellini | Cascais e Porto, Portogallo |
| 95.  | Famiglia e Chiesa                                    | Alberto Melloni                           | 05/03/2015 | Il matrimonio in Occidente, Jean Gaudemet | La famiglia, Ettore Scola | A casa dei nonni |
| 96.  | Manzoni: poesia e storia                             | Lucio Villari                             | 06/03/2015 | Ritratto di Manzoni, Natalino Sapegno; Il savio e il ribelle: Manzoni e Leopardi, Ugo Dotti | I promessi sposi, Mario Camerini | Villa Manzoni a Brusuglio di Cormano (MI)                                                                                         |
| 97.  | Gioacchino Murat                                     | Gilles Pécout                             | 09/03/2015 | Murat, Renata De Lorenzo | Fuoco su di me, Lamberto Lambertini                                                                                                  | Pizzo Calabro (VV) |
| 98.  | La battaglia delle Midway                            | Alessandro Barbero                        | 10/03/2015 | L'arte occidentale della guerra. Descrizione di una battaglia nella Grecia classica, Victor Davis Hanson (con riferimenti a Midway) | La battaglia di Midway, Jack Smight                                                                                                  | Museo Nazionale dell'Aria e dello Spazio a Washington DC, USA                                                                     |
| 99.  | Mosse storico del nazismo                            | Emilio Gentile                            | 11/03/2015 | L'uomo e le masse nelle ideologie nazionaliste, George L. Mosse | Olympia, Leni Riefenstahl | Salem e lago di Costanza, Germania                                                                                                |
| 100. | Wojtyla e il comunismo                               | Agostino Giovagnoli                       | 12/03/2015 | Giovanni Paolo II e la fine del comunismo. La transizione in Polonia (1978-1989), Massimiliano Signifredi | Non abbiate paura - La vita di Giovanni Paolo II, Jeff Bleckner                                                                      | Museo di Solidarność a Danzica, Polonia                                                                                           |
| 101. | Le esposizioni universali                            | Guido Abbattista                          | 13/03/2015 | Expo 58, Jonathan Coe | Venere nera, Abdellatif Kechiche | Champ-de-Mars, Trocadéro e Champs-Élysées a Parigi, Francia                                                                       |
| 102. | Costantino imperatore                                | Alessandro Barbero                        | 16/03/2015 | Pagano e cristiano. Vita e mito di Costantino, Arnaldo Marcone | Costantino il Grande, Lionello De Felice                                                                                             | Basilica di Massenzio, Roma |
| 103. | JFK presidente                                       | Mauro Canali                              | 17/03/2015 | I mille giorni di John F. Kennedy alla Casa Bianca, Arthur Schlesinger Jr. | Thirteen Days, Roger Donaldson | Hyannis Port, USA |
| 104. | Taylorismo e fordismo                                | Lucio Villari                             | 18/03/2015 | I Invented the Modern Age. The Rise of Henry Ford, Richard Snow; The One Best Way. Frederick Winslow Taylor and the Enigma of Efficiency, Robert Kanigel | Tempi moderni, Charlie Chaplin | Detroit, USA |
| 105. | Papa Luciani, i 33 giorni                            | Alberto Melloni                           | 19/03/2015 | Delle cinque piaghe della santa Chiesa, Antonio Rosmini | L'albero degli zoccoli, Ermanno Olmi                                                                                                 | Banco Ambrosiano, Milano |
| 106. | Boccioni: la guerra dell'arte                        | Emilio Gentile                            | 20/03/2015 | Gli scritti editi e inediti, Umberto Boccioni | --- | Museo del Novecento, Milano |
| 107. | Santo Graal                                          | Franco Cardini                            | 23/03/2015 | Metamorfosi del Graal, Francesco Zambon | Il fuorilegge, Éric Rohmer | Castello di Montségur, Francia |
| 108. | Ronald Reagan                                        | Francesco Perfetti                        | 24/03/2015 | Ronald W. Reagan. Un americano alla Casa Bianca, Marco Respinti (a cura di) | La regina del Far West, Allan Dwan                                                                                                   | Ronald Reagan Presidential Library a Simi Valley, USA                                                                             |
| 109. | Porzûs, l'eccidio                                    | Raoul Pupo                                | 25/03/2015 | Frontiera rossa. Il Pci, il confine orientale e il contesto internazionale: 1941-1955, Patrick Karlsen | Porzûs, Renzo Martinelli | Malghe di Porzûs, Faedis (UD) |
| 110. | Solidarność                                          | Krystyna Jaworska                         | 26/03/2015 | Solidarność: origini, sviluppo ed istituzionalizzazione di un movimento sociale, Vincenzo Bova | Walesa - L'uomo della speranza, Andrzej Wajda                                                                                        | Museo di Solidarność a Danzica, Polonia                                                                                           |
| 111. | Riviste italiane 1900-1915                           | Alessandra Tarquini                       | 27/03/2015 | Il mito dello Stato nuovo dall'antigiolittismo al fascismo, Emilio Gentile; Il mio Carso, Scipio Slataper | --- | Caffè delle Giubbe Rosse, Firenze                                                                                                 |
| 112. | Oliver Cromwell                                      | Lucio Villari                             | 30/03/2015 | La crisi dell'aristocrazia. L'Inghilterra da Elisabetta a Cromwell, Lawrence Stone | Cromwell, Ken Hughes | Luoghi della battaglia di Naseby, Regno Unito                                                                                     |
| 113. | L'era dei Bush                                       | Emilio Gentile                            | 31/03/2015 | Una dinastia americana. La famiglia Bush: l'aristocrazia del denaro e la crisi della democrazia, Kevin Phillips | American Sniper, Clint Eastwood | Ground Zero a New York, USA |
| 114. | Il compromesso storico                               | Giovanni Sabbatucci                       | 01/04/2015 | Riflessioni sull'Italia dopo i fatti del Cile, Enrico Berlinguer (tre articoli apparsi sulla rivista Rinascita nel 1973) | La terrazza, Ettore Scola | Sede del PCI in via delle Botteghe Oscure, Roma                                                                                   |
| 115. | Il corpo del Che                                     | Franco Cardini                            | 02/04/2015 | Latinoamericana. I diari della motocicletta, Ernesto Che Guevara | Che - L'argentino e Che - Guerriglia, Steven Soderbergh                                                                              | Santa Clara, Cuba |
| 116. | Primo Carnera                                        | Giovanni De Luna                          | 03/04/2015 | Carnera. La montagna che cammina, Davide Toffolo (fumetto) | Il colosso d'argilla, Mark Robson | Little Italy di New York, USA |
| 117. | Benvenuto Cellini                                    | Franco Cardini                            | 06/04/2015 | Vita, Benvenuto Cellini | Una vita scellerata, Giacomo Battiato                                                                                                | Colosseo, Roma |
| 118. | Guerra e industrie belliche                          | Giuseppe Conti                            | 07/04/2015 | La strada della vittoria. Perché gli Alleati hanno vinto la seconda guerra mondiale, Richard J. Overy | Il dottor Stranamore - Ovvero: come ho imparato a non preoccuparmi e ad amare la bomba, Stanley Kubrick                              | Luoghi italiani di frontiera della prima guerra mondiale                                                                          |
| 119. | L'età dei consumi                                    | Silvia Salvatici                          | 08/04/2015 | Al paradiso delle signore, Émile Zola; Il paradiso degli orchi, Daniel Pennac | I grandi magazzini, Mario Camerini                                                                                                   | Galleria Vittorio Emanuele II, Miilano                                                                                            |
| 120. | I treni della felicità                               | Bruno Maida                               | 09/04/2015 | I comunisti mangiano i bambini. Storia di una leggenda, Stefano Pivato | Sciuscià, Vittorio De Sica | Emilia-Romagna |
| 121. | Mata Hari                                            | Francesco Perfetti                        | 10/04/2015 | Mata Hari, Massimo Grillandi | Mata Hari, George Fitzmaurice; Un corpo da spiare, Curtis Harrington                                                                 | Indonesia |
| 122. | Guerre giudaiche                                     | Franco Cardini                            | 13/04/2015 | Antichità giudaiche, Flavio Giuseppe | Masada, Boris Sagal (sceneggiato televisivo)                                                                                         | Fortezza di Masada, Israele |
| 123. | Afghanistan, invasione russa                         | Adriano Roccucci                          | 14/04/2015 | Le guerre afgane, Gastone Breccia | 9th company, Fedor Bondarchuk | Ponte dell'amicizia, al confine tra ex URSS e Afghanistan                                                                         |
| 124. | Carlo e Nello Rosselli                               | Chiara Colombini                          | 15/04/2015 | Casa Rosselli. Vita di Carlo e Nello, Amelia, Marion e Maria, Giuseppe Fiori | Il caso Rosselli (un delitto di regime), Stella Savino (documentario)                                                                | Parigi, Francia |
| 125. | Pasolini e la fede                                   | Alberto Melloni                           | 16/04/2015 | Poesie, Pier Paolo Pasolini | Le notti di Cabiria, Federico Fellini                                                                                                | Matera |
| 126. | Cuba-Usa 1898-1961                                   | Emilio Gentile                            | 17/04/2015 | I mille giorni di John F. Kennedy alla Casa Bianca, Arthur Schlesinger Jr. | The Good Shepherd - L'ombra del potere, Robert De Niro                                                                               | Baia dei Porci, Cuba |
| 127. | Elisabetta II d'Inghilterra                          | Francesco Perfetti                        | 20/04/2015 | Il viaggio della regina, Noël Coward | The Queen - La regina, Stephen Frears                                                                                                | Westminster Abbey e Buckingham Palace a Londra, Regno Unito                                                                       |
| 128. | Il Governo Tambroni                                  | Giovanni Sabbatucci                       | 21/04/2015 | Il polo escluso. Profilo storico del Movimento Sociale Italiano, Piero Ignazi | 1960. I ribelli, Mimmo Calopresti (documentario)                                                                                     | Piazza De Ferrari, Genova |
| 129. | Repubbliche partigiane                               | Giovanni De Luna                          | 22/04/2015 | I ventitré giorni della città di Alba, Beppe Fenoglio | Il partigiano Johnny, Guido Chiesa                                                                                                   | Alba (CN) |
| 130. | L'Italia tra due fuochi                              | Silvia Salvatici                          | 23/04/2015 | Liberazione, Sándor Márai | --- | Archivio diaristico nazionale, Pieve Santo Stefano (AR)                                                                           |
| 131. | Gramsci                                              | Mauro Canali                              | 27/04/2015 | Il tradimento. Gramsci, Togliatti e la verità negata, Mauro Canali | Uccellacci e uccellini, Pier Paolo Pasolini                                                                                          | Carcere di Turi (BA) |
| 132. | Il genocidio armeno                                  | Marcello Flores                           | 28/04/2015 | Cancellare un popolo. Immagini e documenti del genocidio armeno, Benedetta Guerzoni | La masseria delle allodole, Paolo e Vittorio Taviani                                                                                 | San Lazzaro degli Armeni, Venezia                                                                                                 |
| 133. | La scala mobile                                      | Agostino Giovagnoli                       | 29/04/2015 | La Repubblica dal 1958 al 1992, Piero Craveri (in Storia d'Italia. Volume 24, della UTET) | Quando c'era Berlinguer, Walter Veltroni (documentario)                                                                              | Piazza San Giovanni e Piazza Navona, Roma                                                                                         |
| 134. | L'Inno di Mameli                                     | Gilles Pécout                             | 30/04/2015 | Il Canto degli Italiani. Inno d'Italia, Pasquale Vulpone | L'Italia s'è desta!, Nino Oxilia | Genova |
| 135. | Portella della Ginestra                              | Emilio Gentile                            | 01/05/2015 | Portella della Ginestra e il processo di Viterbo. Politica, memoria e uso pubblico della storia (1947-2012), Sante Cruciani, Manuela Claudiani, Maria Paola Del Rossi (a cura di) | Salvatore Giuliano, Francesco Rosi                                                                                                   | Portella della Ginestra (PA) |
| 136. | Le Compagnie delle Indie                             | Lucio Villari                             | 04/05/2015 | Storia delle due Indie, Guillaume-Thomas Raynal; Robinson Crusoe, Daniel Defoe | Queimada, Gillo Pontecorvo | Indie olandesi |
| 137. | 1943-1945. L'armadio della vergogna                  | Ernesto Galli della Loggia                | 05/05/2015 | I crimini di guerra tedeschi in Italia. 1943-1945, Carlo Gentile | L'uomo che verrà, Giorgio Diritti | Fosse ardeatine, Roma |
| 138. | La Lady di ferro                                     | Francesco Perfetti                        | 06/05/2015 | Gli anni di Downing Street, Margaret Thatcher | The Iron Lady, Phyllida Lloyd | Palazzo di Westminster e Downing Street a Londra, Regno Unito                                                                     |
| 139. | Blasfemia                                            | Alberto Melloni                           | 07/05/2015 | Nostra aetate, documento del Concilio Vaticano II (1965) | Il pap'occhio, Renzo Arbore | Redazione di Charlie Hebdo a Parigi, Francia                                                                                      |
| 140. | Titanic                                              | Emilio Gentile                            | 08/05/2015 | Titanic. La vera storia, Walter Lord | Titanic, latitudine 41 nord, Roy Ward Baker                                                                                          | Oceano Atlantico, latitudine 41 gradi nord                                                                                        |
| 141. | Piazza della Signoria                                | Franco Cardini                            | 11/05/2015 | Marietta de' Ricci, ovvero Firenze al tempo dell'assedio, Agostino Ademollo | Hannibal, Ridley Scott | David di Michelangelo nella Galleria dell'Accademia a Firenze                                                                     |
| 142. | Storia della Croce Rossa                             | Gilles Pécout                             | 12/05/2015 | Donne nella Croce Rossa Italiana, tra guerre e impegno sociale, Stefania Bartoloni | Henry Dunant: du rouge sur la croix, Dominique Othenin-Girard (telefilm)                                                             | Ginevra, Svizzera |
| 143. | Guerra delle Falkland                                | Ernesto Galli della Loggia                | 13/05/2015 | I 75 giorni delle Falkland, Carlo De Risio | The Iron Lady, Phyllida Lloyd | National Maritime Museum di Londra, Regno Unito                                                                                   |
| 144. | Il divismo                                           | Silvia Salvatici                          | 14/05/2015 | La diva Julia, William Somerset Maugham | The Artist, Michel Hazanavicius | Hollywood, USA |
| 145. | Strage di Bologna                                    | Giovanni De Luna                          | 15/05/2015 | 10,25, cronaca di una strage. Vite e verità spezzate dalla bomba alla stazione di Bologna, Daniele Biacchessi | Romanzo criminale, Michele Placido                                                                                                   | Stazione centrale, Bologna |
| 146. | Dante Alighieri                                      | Franco Cardini                            | 18/05/2015 | Nel mondo di Dante, Bruno Nardi | Vita di Dante, Vittorio Cottafavi (sceneggiato televisivo)                                                                           | Monte della Verna, Toscana |
| 147. | Golpe cileno                                         | Mauro Canali                              | 19/05/2015 | Confesso che ho vissuto, Pablo Neruda | Missing - Scomparso, Costa-Gavras | Santiago del Cile, Cile |
| 148. | I pittori della Grande Guerra                        | Emilio Gentile                            | 20/05/2015 | Il fuoco, Henri Barbusse | All'ovest niente di nuovo, Lewis Milestone                                                                                           | Casa-museo di Otto Dix a Gaienhofen, Germania                                                                                     |
| 149. | Grande Guerra, il primo colpo                        | Georg Meyr                                | 21/05/2015 | I sonnambuli. Come l'Europa arrivò alla Grande Guerra, Christopher Clark | Orizzonti di gloria, Stanley Kubrick                                                                                                 | Corso del fiume Isonzo, Italia e Slovenia                                                                                         |
| 150. | Pool antimafia                                       | Paolo Pezzino                             | 22/05/2015 | I miei giorni a Palermo. Storie di mafia e di giustizia, Antonino Caponnetto con Saverio Lodato | La mafia uccide solo d'estate, Pierfrancesco Diliberto                                                                               | Via Federico Pipitone (luogo dell'omicidio di Rocco Chinnici), Palermo                                                            |
| 151. | Vittoria mutilata                                    | Giovanni Sabbatucci                       | 25/05/2015 | L'Italia e la questione adriatica. Dibattiti parlamentari e panorama internazionale (1918-1926), Marina Cattaruzza | L'Italia del Novecento, documentario in 50 puntate a cura di R. De Felice, P. Scoppola, V. Castronovo - puntata La vittoria mutilata | Fiume, Croazia |
| 152. | Unificazione delle due Germanie                      | Gian Enrico Rusconi                       | 26/05/2015 | È una lunga storia, Günter Grass | Le vite degli altri, Florian Henckel von Donnersmarck                                                                                | Checkpoint Charlie a Berlino, Germania                                                                                            |
| 153. | Il Vangelo secondo De André                          | Alberto Melloni                           | 27/05/2015 | Antologia di Spoon River, Edgar Lee Masters | I bambini ci guardano, Vittorio De Sica                                                                                              | Genova |
| 154. | Il generale de Lorenzo                               | Francesco Perfetti, Alessandro de Lorenzo | 12/06/2015 | Il generale col monocolo. Giovanni de Lorenzo, 1907-1973, Virgilio Ilari | Pane, amore e fantasia, Luigi Comencini                                                                                              | Museo storico dell'Arma dei carabinieri, Roma                                                                                     |
| 155. | Napoleone a Waterloo                                 | Alessandro Barbero                        | 18/06/2015 | La battaglia. Storia di Waterloo, Alessandro Barbero | Waterloo, Sergej Fëdorovič Bondarčuk                                                                                                 | Waterloo, Belgio |

### Terza serie (2015-2016)
Queste sono le 154 puntate trasmesse (la data fa riferimento alla messa in onda su Rai 3):
| N.   | Titolo                                             | Professore Ospite          | Data       | Libro | Film/Musica | Luogo |
| ---- | -------------------------------------------------- | -------------------------- | ---------- | --- | --- | --- |
| 1.   | Le elezioni del 1924. Un voto per il regime        | Giovanni Sabbatucci        | 05/10/2015 | Mussolini il fascista I. La conquista del potere (1921-1925), Renzo De Felice | Il delitto Matteotti, Florestano Vancini                                                                                       | Sala di Montecitorio, Roma |
| 2.   | Roosevelt e il New Deal                            | Ernesto Galli della Loggia | 06/10/2015 | Furore, John Steinbeck | Mr. Smith va a Washington, Frank Capra                                                                                         | Valle del Tennessee, USA |
| 3.   | Battaglia di Teutoburgo. La sconfitta di Roma      | Alessandro Barbero         | 07/10/2015 | Avventura nel primo secolo, Paolo Monelli | La battaglia di Arminio, Leo König (film muto)                                                                                 | Foresta di Teutoburgo, Germania |
| 4.   | Il Piano Marshall. L'America torna in Europa       | Lucio Villari              | 08/10/2015 | Possiamo vincere la pace, Paul G. Hoffman | America oggi, Robert Altman | Uno dei cantieri aperti con il Piano Marshall in Italia |
| 5.   | Viaggio nel Po. I granai della memoria             | Piercarlo Grimaldi         | 09/10/2015 | Feria d'agosto, Cesare Pavese | Centochiodi, Ermanno Olmi | Tutti i luoghi toccati dal fiume Po, dal Monviso al Delta                                                                                                   |
| 6.   | Roma 410 d.C. L'inizio della fine                  | Alessandro Barbero         | 12/10/2015 | Roma capta. Il Sacco della città dai Galli ai Lanzichenecchi, Umberto Roberto | De reditu - Il ritorno, Claudio Bondì                                                                                          | Cosenza |
| 7.   | Bonhoeffer. Il teologo che voleva uccidere Hitler  | Alberto Melloni            | 13/10/2015 | Resistenza e resa: lettere e altri scritti dal carcere, Dietrich Bonhoeffer | La Rosa Bianca - Sophie Scholl, Marc Rothemund                                                                                 | Campo di concentramento di Flossenbürg, Germania |
| 8.   | Kamikaze. Ieri e oggi                              | Giovanni De Luna           | 14/10/2015 | Kamikaze e Shahid. Linee guida per una comparazione storico-religiosa, Leonardo Sacco | Making Off, Nouri Bouzid | Ground Zero a New York, USA |
| 9.   | Peggy Guggenheim. Un'americana in Italia           | Mauro Canali               | 15/10/2015 | Una vita per l'arte. Confessioni di una donna che ha amato l'arte e gli artisti, Peggy Guggenheim | Pollock, Ed Harris | Guggenheim Museum a New York, USA |
| 10.  | Transumanze. I granai della memoria                | Michele Antonio Fino       | 16/10/2015 | Le mucche non mangiano cemento. Viaggio tra gli ultimi pastori di Valsusa e l'avanzata del calcestruzzo, Luca Mercalli e Chiara Sasso                                                                       | Il vento fa il suo giro, Giorgio Diritti                                                                                       | Foggia |
| 11.  | Akhenaton. Il faraone eretico                      | Paolo Matthiae             | 19/10/2015 | L'arte dell'antico Egitto, Sergio Donadoni | Sinuhe l'egiziano, Michael Curtiz                                                                                              | Le antiche architetture di Luxor, Egitto |
| 12.  | Nascita del G7. Un nuovo ordine mondiale           | Agostino Giovagnoli        | 20/10/2015 | Rambouillet, 15 novembre 1975. La globalizzazione dell'economia, Harold James | The Iron Lady, Phyllida Lloyd                                                                                                  | Castello di Rambouillet, Francia |
| 13.  | I Romanov. Il destino degli zar                    | Francesco Perfetti         | 21/10/2015 | I Romanov, John Bergamini | Anastasia, Anatole Litvak | San Pietroburgo, Russia |
| 14.  | I Curdi. Lo Stato mancante                         | Giorgio Del Zanna          | 22/10/2015 | Storia dei Curdi, Mirella Galletti | Bekas - In viaggio per la felicità, Karzan Kader                                                                               | Erbil, Iraq |
| 15.  | Il pane. I granai della memoria                    | Nicola Perullo             | 23/10/2015 | Pane nostro, Predrag Matvejević | Pane e tulipani, Silvio Soldini                                                                                                | Altopascio (LU) |
| 16.  | Signorie. Gli Este                                 | Franco Cardini             | 26/10/2015 | Viaggio del marchese Nicolò d'Este al Santo Sepolcro (1413), Luchino Dal Campo (a cura di Caterina Brandoli)                                                                                                | I Borgia, Neil Jordan (serie tv 2011)                                                                                          | Castello Estense, Ferrara |
| 17.  | Giappone. La capitolazione                         | Marco Del Bene             | 27/10/2015 | La caduta del Giappone, William Craig | Godzilla, Ishirō Honda | Quartier generale del Comandante supremo delle forze alleate a Tokyo, Giappone                                                                              |
| 18.  | 1943/'45. I figli del nemico                       | Michela Ponzani            | 28/10/2015 | La Storia, Elsa Morante | Suite francese, Saul Dibb | Ruota degli esposti nell'arcispedale di Santo Spirito in Saxia, Roma                                                                                        |
| 19.  | Fanfani e il fanfanismo                            | Agostino Giovagnoli        | 29/10/2015 | Amintore Fanfani e la politica estera italiana, Autori Vari (a cura di Agostino Giovagnoli e Luciano Tosi)                                                                                                  | Divorzio all'italiana, Pietro Germi                                                                                            | Pieve Santo Stefano (AR) |
| 20.  | Osterie. I granai della memoria                    | Carlo Petrini              | 30/10/2015 | Fisiologia del gusto, Anthelme Brillat-Savarin | Viaggio nella Valle del Po, alla ricerca dei cibi genuini, Mario Soldati (reportage-inchiesta in 12 puntate)                   | Le osterie tradizionali italiane |
| 21.  | Pasolini e l'Italia                                | Giovanni De Luna           | 02/11/2015 | Scritti corsari, Pier Paolo Pasolini | Salò o le 120 giornate di Sodoma, Pier Paolo Pasolini                                                                          | Valle Giulia, Roma |
| 22.  | Le 5 giornate. Risorgimento a Milano               | Francesco Perfetti         | 03/11/2015 | Ricordi di gioventù. Cose vedute o sapute, 1847-1860, Giovanni Visconti Venosta | Le cinque giornate di Milano, Carlo Lizzani                                                                                    | Museo del Risorgimento, Milano |
| 23.  | Cefalonia e altre stragi                           | Isabella Insolvibile       | 04/11/2015 | Bandiera bianca a Cefalonia, Marcello Venturi | Le soldatesse, Valerio Zurlini                                                                                                 | Piana di Linopoli (luogo dell'eccidio degli ufficiali italiani) a Kos, Grecia                                                                               |
| 24.  | Wilson e i 14 punti                                | Giovanni Sabbatucci        | 05/11/2015 | Il mito americano nell'Italia della Grande Guerra, Daniela Rossini | Addio alle armi, Charles Vidor                                                                                                 | Campidoglio a Washington DC, USA |
| 25.  | Illuminismo e musica                               | Lucio Villari              | 06/11/2015 | Il morbo di Rameau. La nascita della critica musicale, Giovanni Morelli; Viaggio in Italia. 1740, Johann Caspar von Goethe                                                                                  | Amadeus, Miloš Forman | Parigi, Francia |
| 26.  | Signorie. I Malatesta                              | Franco Cardini             | 09/11/2015 | Leon Battista Alberti. Un genio universale, Anthony Grafton | Il principe delle volpi, Henry King                                                                                            | Tempio Malatestiano, Rimini |
| 27.  | L'Impero fascista. Realtà e propaganda             | Ruth Ben-Ghiat             | 10/11/2015 | Gli italiani in Africa orientale, Angelo Del Boca | Il cammino degli eroi, Corrado D'Errico                                                                                        | Axum, Etiopia |
| 28.  | Il progresso. Storia di un'idea                    | Lucio Villari              | 11/11/2015 | Tramonto di un mito. L'idea di «progresso» fra Ottocento e Novecento, Gennaro Sasso | Il caso Mattei, Francesco Rosi                                                                                                 | Biblioteca della fabbrica Olivetti, Ivrea (TO) |
| 29.  | Paolo VI e il Vietnam                              | Alberto Melloni            | 12/11/2015 | Love is the Measure: a Biography of Dorothy Day, Jim Forest | Apocalypse Now, Francis Ford Coppola                                                                                           | Centro delle Conferenze Internazionali (luogo delle trattative di pace) a Parigi, Francia                                                                   |
| 30.  | Beat Generation                                    | Mauro Canali               | 13/11/2015 | Sulla strada, Jack Kerouac (ed. 1959, con l'introduzione di Fernanda Pivano) | Giovani ribelli - Kill Your Darlings, John Krokidas                                                                            | East Village a New York; San Francisco |
| 31.  | Verdun 1916. La battaglia                          | Gilles Pécout              | 23/11/2015 | La battaglia di Verdun, Paul Jankowski | Verdun, visions d'histoire, Léon Poirier                                                                                       | Ossario di Douaumont presso Verdun, Francia |
| 32.  | Il qualunquismo                                    | Francesco Perfetti         | 24/11/2015 | L'Uomo Qualunque. 1944-1948, Sandro Setta | Qualunquemente, Giulio Manfredonia                                                                                             | Statue parlanti di Roma |
| 33.  | Napoleone. Il culto                                | Emilio Gentile             | 25/11/2015 | Il mito dell'eroe, Luigi Mascilli Migliorini | Napoleone, Abel Gance | Tomba di Napoleone nell'Hôtel des Invalides a Parigi, Francia                                                                                               |
| 34.  | Stasi. La polizia segreta della DDR                | Ernesto Galli della Loggia | 26/11/2015 | Il dossier. La mia vita a Berlino Est raccontata dalla polizia segreta, Timothy Garton Ash | La scelta di Barbara, Christian Petzold                                                                                        | Memoriale Hohnschönhausen a Berlino, Germania |
| 35.  | Il '700. La scoperta della natura                  | Lucio Villari              | 27/11/2015 | L'uomo e la natura. Dallo sfruttamento all'estetica dell'ambiente (1500-1800), Keith Thomas; Il messaggio segreto delle foglie, Scarlett Thomas                                                             | Anche gli uccelli e le api lo fanno, Nicolas Noxon e Irwin Rosten                                                              | I giardini settecenteschi |
| 36.  | 1525. La guerra dei contadini                      | Alessandro Barbero         | 30/11/2015 | La guerra dei contadini in Germania, Friedrich Engels; Q, Luther Blissett | Thomas Müntzer - Un film di storia tedesca, Martin Hellberg                                                                    | Panorama Museum a Frankenhausen, Germania |
| 37.  | Immigrazione dal mondo                             | Agostino Giovagnoli        | 01/12/2015 | Le politiche dell'immigrazione in Italia dall'Unità ad oggi, Luca Einaudi | Lamerica, Gianni Amelio | Lampedusa (AG) |
| 38.  | Rivoluzione messicana. Terra e libertà             | Mauro Canali               | 02/12/2015 | L'aquila e il serpente, Martín Luis Guzmán | Viva Zapata!, Elia Kazan | Stato di Chihuahua, Messico |
| 39.  | 1949. La scomunica dei comunisti                   | Alberto Melloni            | 03/12/2015 | Marxismo e cristianesimo, Giulio Girardi e Roger Garaudy | Don Camillo e l'onorevole Peppone, Carmine Gallone                                                                             | Via delle Botteghe Oscure, Roma |
| 40.  | Soldati. I nuovi combattenti                       | Giovanni De Luna           | 04/12/2015 | Soldati, Fabio Mini | The Contractor - Rischio supremo, Josef Rusnak                                                                                 | Parigi, Francia |
| 41.  | Mazzini. Profeta del Risorgimento                  | Gilles Pécout              | 07/12/2015 | La mummia della repubblica. Storia di Mazzini imbalsamato. 1872-1946, Sergio Luzzatto | Noi credevamo, Mario Martone                                                                                                   | Domus Mazziniana, Pisa |
| 42.  | 1947. La scissione socialista di Palazzo Barberini | Giovanni Sabbatucci        | 09/12/2015 | Socialisti democratici. Giuseppe Saragat e il PSLI (1945-1952), Michele Donno | Romanzo di una strage, Marco Tullio Giordana                                                                                   | Palazzo Barberini, Roma |
| 43.  | Nazisti in fuga. La rotta d'Oriente                | Ernesto Galli della Loggia | 10/12/2015 | L'anima del Führer. Il vescovo Hudal e la fuga dei nazisti in Sud America, Dario Fertilio; Propaganda nazista nel mondo arabo, Jeffrey Herf                                                                 | I ragazzi venuti dal Brasile, Franklin J. Schaffner                                                                            | Pontificio Collegio Teutonico di Santa Maria dell'Anima, Roma                                                                                               |
| 44.  | Mani pulite. Fine della Iª Repubblica              | Giovanni De Luna           | 11/12/2015 | La grande slavina. L'Italia verso la crisi della democrazia, Luciano Cafagna | Il portaborse, Daniele Luchetti                                                                                                | Hotel Raphael, Roma |
| 45.  | I Faraoni stranieri                                | Paolo Matthiae             | 14/12/2015 | Il faraone trionfante. Ramses II e il suo tempo, Kenneth A. Kitchen | La regina delle piramidi, Howard Hawks                                                                                         | Luxor, Karnak e Deir el-Bahari, Egitto |
| 46.  | Farinacci. L'antiduce                              | Emilio Gentile             | 15/12/2015 | Roberto Farinacci ovvero della rivoluzione fascista, Giuseppe Pardini | Camicia nera, Giovacchino Forzano                                                                                              | Cremona |
| 47.  | Sacco e Vanzetti                                   | Mauro Canali               | 16/12/2015 | Davanti alla sedia elettrica. Come Sacco e Vanzetti furono americanizzati, John Dos Passos | Sacco e Vanzetti, Giuliano Montaldo                                                                                            | Liberty Hotel a Boston, USA |
| 48.  | La mafia durante il fascismo - Operazione Mori     | Salvatore Lupo             | 17/12/2015 | Relazioni mafiose. La mafia ai tempi del fascismo, Vittorio Coco e Manuela Patti (a cura di) | Salvatore Giuliano, Francesco Rosi                                                                                             | Gangi (PA) |
| 49.  | Nobile e la Tenda Rossa                            | Francesco Perfetti         | 18/12/2015 | L'Italia al Polo Nord, Umberto Nobile; 48 giorni sul pack, Alfredo Viglieri | La tenda rossa, Mikheil Kalatozishvili                                                                                         | Museo storico dell'Aeronautica Militare, Bracciano (RM) |
| 50.  | Signorie. I Gonzaga                                | Alessandro Barbero         | 04/01/2016 | Segreti dei Gonzaga, Maria Bellonci | Il mestiere delle armi, Ermanno Olmi                                                                                           | Sabbioneta (MN) |
| 51.  | L'era atomica                                      | Giuseppe Conti             | 05/01/2016 | J. Robert Oppenheimer: A Life, Abraham Pais e Robert P. Crease | A prova di errore, Sidney Lumet                                                                                                | Gallerie del monte Soratte (RM) |
| 52.  | 1919-1943. La III Internazionale Comunista         | Ernesto Galli della Loggia | 06/01/2016 | Diario. Gli anni di Mosca (1934-1945), Georgi M. Dimitrov | Per chi suona la campana, Sam Wood                                                                                             | Hotel Lux a Mosca, Russia |
| 53.  | L'emigrazione antifascista                         | Giovanni Sabbatucci        | 07/01/2016 | Storia dei fuoriusciti, Aldo Garosci | Il conformista, Bernardo Bertolucci                                                                                            | Parigi, Francia |
| 54.  | Dante e l'Italia                                   | Lucio Villari              | 08/01/2016 | Dante. Il romanzo della sua vita, Marco Santagata | L'Inferno, Francesco Bertolini, Giuseppe De Liguoro, Adolfo Padovan                                                            | Firenze |
| 55.  | Caterina da Siena. Mistica e politica              | Alessandro Barbero         | 11/01/2016 | La santa anoressia. Digiuno e misticismo dal Medioevo a oggi, Rudolph M. Bell; Lettere, Caterina da Siena                                                                                                   | --- | Basilica di San Domenico, Siena |
| 56.  | Benedetto Croce. Intellettuale nel suo tempo       | Alessandra Tarquini        | 12/01/2016 | La montagna incantata, Thomas Mann | Il racconto dei racconti - Tale of Tales, Matteo Garrone                                                                       | Palazzo Filomarino, Napoli |
| 57.  | 1944. La svolta di Salerno                         | Ernesto Galli della Loggia | 13/01/2016 | Il Regno del Sud. 8 settembre 1943 - 4 giugno 1944, Agostino Degli Espinosa; Napoli '44, Norman Lewis; La pelle, Curzio Malaparte                                                                           | Paisà, Roberto Rossellini | Salerno |
| 58.  | Anni '70. Informazione e controinformazione        | Giovanni De Luna           | 14/01/2016 | La strage di Stato. Controinchiesta, Eduardo M. Di Giovanni, Marco Ligini, Edgardo Pellegrini | Lavorare con lentezza, Guido Chiesa                                                                                            | Palazzo Campana, Torino |
| 59.  | I manicomi in Italia                               | Michela Ponzani            | 15/01/2016 | L'istituzione negata. Rapporto da un ospedale psichiatrico, Franco Basaglia | La fossa dei serpenti, Anatole Litvak                                                                                          | Museo Laboratorio della Mente nell'ex manicomio Santa Maria della Pietà, Roma                                                                               |
| 60.  | La presa della Bastiglia                           | Gilles Pécout              | 18/01/2016 | Francia 1789: la politica e il quotidiano, Haim Burstin | La rivoluzione francese, Robert Enrico e Richard T. Heffron                                                                    | Place de la Bastille a Parigi, Francia |
| 61.  | L'ascesa di Hitler                                 | Emilio Gentile             | 19/01/2016 | I trenta giorni di Hitler. Come il nazismo arrivò al potere, Henry A. Turner Jr. | La caduta - Gli ultimi giorni di Hitler, Oliver Hirschbiegel                                                                   | Palazzo del Reichstag a Berlino, Germania |
| 62.  | Turchia. Dal 1980 ad Erdoğan                       | Giorgio Del Zanna          | 20/01/2016 | Neve, Ferit Orhan Pamuk | Mustang, Deniz Gamze Ergüven                                                                                                   | Palazzo presidenziale ad Ankara, Turchia |
| 63.  | Angela Merkel                                      | Gian Enrico Rusconi        | 21/01/2016 | Parole di potere. Il pensiero della cancelliera, Angela Merkel (a cura di Robin Mishra) | --- | Berlino, Germania |
| 64.  | La regina Margherita                               | Francesco Perfetti         | 22/01/2016 | La regina Margherita, Carlo Casalegno | L'innocente, Luchino Visconti                                                                                                  | Villa Reale, Monza |
| 65.  | Federico I il Barbarossa                           | Alessandro Barbero         | 25/01/2016 | Legnano 1176. Una battaglia per la libertà, Paolo Grillo | Barbarossa, Renzo Martinelli                                                                                                   | Pontida (BG) |
| 66.  | Berlino '36. La regista del Fuhrër                 | Gian Enrico Rusconi        | 26/01/2016 | Stretta nel tempo. Storia della mia vita, Leni Riefenstahl | Olympia, Leni Riefenstahl | Berlino |
| 67.  | La zona grigia                                     | Carlo Greppi               | 27/01/2016 | Primo Levi di fronte e di profilo, Marco Belpoliti | L'ultimo degli ingiusti, Claude Lanzmann                                                                                       | Memoriale di Terezín a Praga, Repubblica Ceca |
| 68.  | '14-'18. I soldati italiani in Francia             | Gilles Pécout              | 28/01/2016 | Les Garibaldiens de 14. Splendeurs et misères des Chemises Rouges en France de la Grande guerre à la Seconde guerre mondiale, Hubert Heyriès                                                                | Orizzonti di gloria, Stanley Kubrick                                                                                           | Foresta dell'Argonne, Francia |
| 69.  | Pietro Ingrao                                      | Agostino Giovagnoli        | 29/01/2016 | Volevo la luna, Pietro Ingrao | Roma città aperta, Roberto Rossellini                                                                                          | Formia (LT) |
| 70.  | 1793-1794. Gli anni del Terrore                    | Lucio Villari              | 01/02/2016 | Robespierre politico e mistico, Henri Guillemin | Il mondo nuovo, Ettore Scola                                                                                                   | Casa di Robespierre in rue Saint-Honoré a Parigi, Francia                                                                                                   |
| 71.  | Cadorna. Il capo                                   | Marco Mondini              | 02/02/2016 | Lettere famigliari, Luigi Cadorna (a cura di Raffaele Cadorna) | La grande guerra, Mario Monicelli                                                                                              | Caporetto, Slovenia |
| 72.  | La lunga strada delle Nazioni Unite                | Silvia Salvatici           | 03/02/2016 | Storia dell'Onu, Alessandro Polsi | The Interpreter, Sydney Pollack                                                                                                | Archivi delle Nazioni Unite a New York, USA |
| 73.  | Grecia 1967-1974. La dittatura dei colonnelli      | Francesco Perfetti         | 04/02/2016 | Un uomo, Oriana Fallaci | Z - L'orgia del potere, Costa-Gavras                                                                                           | Atene, Grecia |
| 74.  | Malcolm X                                          | Raffaella Baritono         | 05/02/2016 | Malcolm X. Tutte le verità oltre la leggenda, Manning Marable | Fa' la cosa giusta, Spike Lee                                                                                                  | Harlem a New York, USA |
| 75.  | Samurai. La casta guerriera                        | Franco Cardini             | 08/02/2016 | Hagakure. Il libro segreto dei samurai, Yamamoto Tsunetomo | Kill Bill: Volume 1, Quentin Tarantino; Lost in Translation - L'amore tradotto, Sofia Coppola; I sette samurai, Akira Kurosawa | Tempio Sengaku-ji a Tokyo, Giappone |
| 76.  | '15-'18. Le donne nella Grande Guerra              | Anna Maria Isastia         | 09/02/2016 | Donne e guerra. Dire, fare, subire, Fiorenza Taricone | Piume al vento, Ugo Amadoro | Caserma Maria Plozner Mentil (l'unica in Italia intitolata a una donna), Paluzza (UD)                                                                       |
| 77.  | Foibe. Il giorno del ricordo                       | Ernesto Galli della Loggia | 10/02/2016 | Foibe, Raoul Pupo e Roberto Spazzali | --- | Faedis (UD); Foiba di Basovizza, Trieste |
| 78.  | Hannah Arendt e il totalitarismo                   | Emilio Gentile             | 11/02/2016 | La via italiana al totalitarismo. Il partito e lo Stato nel regime fascista, Emilio Gentile | Una giornata particolare, Ettore Scola                                                                                         | Frankenstadion a Norimberga, Germania |
| 79.  | L'America di Woody Guthrie                         | Marco Peroni               | 12/02/2016 | Questa terra è la mia terra, Woody Guthrie; Woody Guthrie e la cultura popolare americana, Alessandro Portelli                                                                                              | Furore, John Ford | Un centro di accoglienza per migranti |
| 80.  | Le sante anoressiche                               | Mariachiara Giorda         | 15/02/2016 | La santa anoressia. Digiuno e misticismo dal Medioevo a oggi, Rudolph M. Bell | Kreuzweg - Le stazioni della fede, Dietrich Brüggemann                                                                         | Assisi (PG) |
| 81.  | Caporetto. La battaglia                            | Alessandro Barbero         | 16/02/2016 | Le bugie di Caporetto. La fine della memoria dannata, Paolo Gaspari | La grande guerra, Mario Monicelli                                                                                              | Caporetto, Slovenia |
| 82.  | Atatürk, padre dei Turchi                          | Luca Riccardi              | 17/02/2016 | Kemal Atatürk. Il fondatore della Turchia moderna, Fabio L. Grassi | Yol, Serif Gören e Yilmaz Güney                                                                                                | Ankara, Turchia |
| 83.  | Craxi, un socialista al governo                    | Giovanni Sabbatucci        | 18/02/2016 | La cruna dell'ago. Craxi, il partito socialista e la crisi della Repubblica, Simona Colarizi e Marco Gervasoni                                                                                              | L'Achille Lauro - Viaggio nel terrore, Alberto Negrin                                                                          | Hotel Midas e hotel Raphael, Roma |
| 84.  | Camilleri e l'Italia                               | Giovanni De Luna           | 19/02/2016 | Il birraio di Preston, Andrea Camilleri | Il commissario Montalbano, Alberto Sironi (serie tv)                                                                           | Vigàta, la città immaginaria di Montalbano |
| 85.  | La guerra dei 30 anni                              | Lucio Villari              | 22/02/2016 | Un sogno di libertà. Napoli nel declino di un impero. 1585-1648, Rosario Villari | La kermesse eroica, Jacques Feyder                                                                                             | Milano |
| 86.  | La fine della schiavitù                            | Silvia Salvatici           | 23/02/2016 | Autobiografia di uno schiavo, Frederick Douglass | Terra promessa, Amos Gitai | Gorée, Senegal |
| 87.  | Von Braun, dalla guerra alla Luna                  | Mauro Canali               | 24/02/2016 | Wernher von Braun. Una vita per lo spazio, Bernd Ruland; Se il sole muore, Oriana Fallaci | Apollo 13, Ron Howard | Cape Canaveral, USA |
| 88.  | Giorgio La Pira. Il sindaco santo                  | Agostino Giovagnoli        | 25/02/2016 | Abbattere muri, costruire ponti. Lettere a Paolo VI, Giorgio La Pira (a cura di Andrea Riccardi e Augusto D'Angelo)                                                                                         | Non uccidere, Claude Autant-Lara                                                                                               | Firenze |
| 89.  | I bambini soldato                                  | Bruno Maida                | 26/02/2016 | Memorie di un soldato bambino, Ishmael Beah | La ballata del piccolo soldato, Werner Herzog e Denis Reichle (documentario)                                                   | Un campo per rifugiati |
| 90.  | Enrico IV a Canossa                                | Alessandro Barbero         | 29/02/2016 | Il sole e la luna. La rivoluzione di Gregorio VII papa, 1073-1085, Glauco Maria Cantarella | Enrico IV, Marco Bellocchio | Canossa (RE) |
| 91.  | Mao Zedong, il Grande Balzo                        | Giovanni Andornino         | 01/03/2016 | Tombstone. The Great Chinese Famine, 1958-1962, Yang Jisheng | Vivere!, Zhāng Yìmóu | Beidaihe, Cina |
| 92.  | La propaganda di Salò                              | Matteo Mazzoni             | 02/03/2016 | Propaganda e ordini alla stampa. Da Badoglio alla Repubblica sociale italiana, Romain H. Rainero | I 600 giorni di Salò, Nicola Caracciolo ed Emanuele Valerio Marino (documentario)                                              | Palazzo della Croce Rossa e villa Amedei, Salò (BS) |
| 93.  | Giorgio Bassani, memorie di un ferrarese           | Lucio Villari              | 03/03/2016 | Di là dal cuore, Giorgio Bassani | Gli occhiali d'oro, Giuliano Montaldo                                                                                          | Ferrara |
| 94.  | Hitler 1925. Il Mein Kampf                         | Emilio Gentile             | 04/03/2016 | Hitler: gli anni dell'apprendistato, Brigitte Hamann | L'angelo azzurro, Josef von Sternberg                                                                                          | Monaco di Baviera, Germania |
| 95.  | Signorie. I Della Scala                            | Franco Cardini             | 07/03/2016 | Gli Scaligeri. 1277-1387, Gian Maria Varanini (a cura di) | Cangrande, il Principe di Verona, Anna Lerario (docufilm storico)                                                              | Castelvecchio e tombe degli Scaligeri, Verona |
| 96.  | Il 1945 delle donne                                | Barbara Berruti            | 08/03/2016 | La Resistenza taciuta. Dodici vite di partigiane piemontesi, Anna Maria Bruzzone e Rachele Farina | Libera, amore mio!, Mauro Bolognini                                                                                            | Campo di concentramento di Ravensbrück, Germania |
| 97.  | Kosovo dalla guerra a oggi                         | Silvia Salvatici           | 09/03/2016 | Piccola guerra perfetta, Elvira Dones | La polveriera, Goran Paskaljevic                                                                                               | Piana dei Merli, Kosovo |
| 98.  | Il Regno del Sud                                   | Giovanni Sabbatucci        | 10/03/2016 | Il Regno del Sud. 8 settembre 1943 - 4 giugno 1944, Agostino Degli Espinosa | La pelle, Liliana Cavani | Brindisi |
| 99.  | L'Italia in miniera                                | Luciano Curreri            | 11/03/2016 | Schiena di vetro. Memorie di un minatore, Raul Rossetti | Già vola il fiore magro, Paul Meyer                                                                                            | Marcinelle e Liegi, Belgio |
| 100. | Libera Chiesa in libero Stato                      | Ernesto Galli della Loggia | 14/03/2016 | Discorsi su Stato e Chiesa, Camillo Benso di Cavour (a cura di Girolamo Cotroneo e Pier Franco Quaglieni)                                                                                                   | --- | Palazzo Carignano (sede della Camera dei deputati del Parlamento Subalpino), Torino                                                                         |
| 101. | Fermi e i ragazzi di via Panisperna                | Francesco Perfetti         | 15/03/2016 | Atomi in famiglia, Laura Capon Fermi | I ragazzi di via Panisperna, Gianni Amelio                                                                                     | Museo del Dipartimento di Fisica dell'Università La Sapienza, Roma                                                                                          |
| 102. | '40-'43. La guerra nel deserto                     | Mauro Canali               | 16/03/2016 | Il deserto della Libia, Mario Tobino | Le rose del deserto, Mario Monicelli                                                                                           | El Alamein, Egitto |
| 103. | Don Giussani. Cristianesimo e modernità            | Alberto Melloni            | 17/03/2016 | Le mie letture, Luigi Giussani | Il diario di un curato di campagna, Robert Bresson                                                                             | La stanza dove Don Giussani morì, in un edificio di periferia di Milano                                                                                     |
| 104. | Anni '70. Le radio libere                          | Andrea Sangiovanni         | 18/03/2016 | Radio FM 1976-2006. Trent'anni di libertà d'antenna, Peppino Ortoleva, Giovanni Cordoni, Nicoletta Verna (a cura di) (catalogo di una mostra)                                                               | Lavorare con lentezza, Guido Chiesa                                                                                            | Un luogo dell'immaginario: un appartamento o una cantina, un microfono e fuori un pubblico imprecisato che ascolta                                          |
| 105. | Colombo alla scoperta dell'America                 | Adriano Prosperi           | 28/03/2016 | Cristoforo Colombo, Felipe Fernández-Armesto | 1492 - La conquista del paradiso, Ridley Scott                                                                                 | Tomba di Cristoforo Colombo e Biblioteca Colombina a Siviglia, Spagna                                                                                       |
| 106. | La Russia e il Medio Oriente                       | Adriano Roccucci           | 29/03/2016 | Itinerario in Terra Santa, Daniil Egumeno | Young Syrian Lenses. Media attivisti ad Aleppo, Ruben Lagattolla e Filippo Biagianti (film documentario)                       | Base navale russa di Tartus, Siria |
| 107. | Anna Kuliscioff, i diritti delle donne             | Silvia Salvatici           | 30/03/2016 | Il monopolio dell'uomo: conferenza tenuta nel circolo filologico milanese, Anna Kuliscioff | Suffragette, Sarah Gavron | Milano |
| 108. | Apparizioni mariane                                | Alberto Melloni            | 31/03/2016 | Il Vangelo | Lourdes, Jessica Hausner | Rue du Bac, Parigi |
| 109. | Jean-Paul Sartre. L'impegno intellettuale          | Gilles Pécout              | 01/04/2016 | Sartre. Una biografia, Annie Cohen-Solal | Sartre, gli anni di passione, Claude Goretta (telefilm)                                                                        | École normale supérieure a Parigi, Francia |
| 110. | Torquato Tasso e la Gerusalemme liberata           | Lucio Villari              | 04/04/2016 | Ariosto e Tasso, Lanfranco Caretti | [La Gerusalemme liberata, Carlo Ludovico Bragaglia]                                                                            | Ferrara |
| 111. | Unità d'Italia e Chiesa, la "questione romana"     | Ernesto Galli della Loggia | 05/04/2016 | Chiesa e Stato in Italia. Dalla Grande Guerra al nuovo Concordato (1914-1984), Roberto Pertici | Pastor Angelicus, Romolo Marcellini (documentario su Pio XII)                                                                  | Porta Pia, Roma |
| 112. | La Resistenza nel meridione d'Italia               | Isabella Insolvibile       | 06/04/2016 | La partecipazione del Mezzogiorno alla Liberazione d'Italia (1943-1945), Enzo Fimiani (a cura di) | C'eravamo tanto amati, Ettore Scola                                                                                            | San Pietro Infine (CE) |
| 113. | Fascisti contro Mussolini                          | Emilio Gentile             | 07/04/2016 | Mussolini il fascista I. La conquista del potere (1921-1925), Renzo De Felice | --- | Augusteo, Roma |
| 114. | Il Vangelo secondo Dario Fo                        | Alberto Melloni            | 08/04/2016 | Francesco. Il santo di Assisi all'origine dei movimenti francescani, Giovanni Miccoli | --- | Domus Sanctae Marthae, Città del Vaticano |
| 115. | Pellegrini in Terrasanta                           | Franco Cardini             | 11/04/2016 | La Vera Croce. Storia e leggenda dal Golgota a Roma, Chiara Mercuri | Lawrence d'Arabia, David Lean                                                                                                  | Santo Sepolcro, Gerusalemme |
| 116. | Il Cristo ariano del nazismo                       | Emilio Gentile             | 12/04/2016 | Una ricerca sullo Stato, Edith Stein | La settima stanza, Márta Mészáros                                                                                              | Colonia, Germania |
| 117. | Donne in Parlamento. Le italiane e la politica     | Silvia Salvatici           | 13/04/2016 | L'apprendistato della politica. Le donne italiane nel dopoguerra, Miriam Mafai | We Want Sex, Nigel Cole | Palazzo Montecitorio, Roma |
| 118. | La Rivoluzione culturale cinese                    | Giovanni Andornino         | 14/04/2016 | Cigni selvatici. Tre figlie della Cina, Jung Chang | L'ultimo imperatore, Bernardo Bertolucci                                                                                       | Shanghai, Cina |
| 119. | L'Accademia di Santa Cecilia                       | Lucio Villari              | 15/04/2016 | Quattro secoli di storia dell'Accademia Nazionale di Santa Cecilia, Remo Giazotto; [Un ragazzino all'Augusteo. Scritti musicali, Fedele D'Amico]                                                            | Fantasia, Walt Disney e altri                                                                                                  | Augusteo, Roma |
| 120. | Ariosto e l'Orlando Furioso                        | Lina Bolzoni               | 18/04/2016 | Il castello dei destini incrociati, Italo Calvino | Avatar, James Cameron | Labirinto della Masone, Fontanellato (PR); Ferrara |
| 121. | Gli italiani al mare                               | Gilles Pécout              | 19/04/2016 | Il mare, Paolo Frascani | Il sorpasso, Dino Risi | Milano Marittima (RA) |
| 122. | Salazar e la Rivoluzione dei garofani              | Mauro Canali               | 20/04/2016 | Il Portogallo dalla Prima alla Seconda Repubblica (1910-1975), Paolo Giannotti e Stefano Pivato | Treno di notte per Lisbona, Bille August                                                                                       | Lisbona, Portogallo |
| 123. | Ada Gobetti                                        | Chiara Colombini           | 21/04/2016 | Diario partigiano, Ada Gobetti | Piacere, Ada Gobetti. L'emozione educativa, Teo De Luigi e Andrea Gobetti (documentario)                                       | Casa di Ada Gobetti (oggi sede del Centro studi Piero Gobetti), Torino                                                                                      |
| 124. | William Shakespeare                                | Alessandro Barbero         | 22/04/2016 | Vita, arte e passioni di William Shakespeare, capocomico. Come Shakespeare divenne Shakespeare, Stephen Greenblatt                                                                                          | Riccardo III, Richard Loncraine                                                                                                | Globe Theatre a Londra, Regno Unito |
| 125. | Tre volti della Resistenza                         | Giovanni De Luna           | 25/04/2016 | Comunisti e partigiani. Genova 1942-1945, Manlio Calegari | L'uomo che verrà, Giorgio Diritti                                                                                              | Borgata Paraloup, Rittana (CN) |
| 126. | Irlanda 1916. La Rivolta di Pasqua                 | Marcello Flores            | 26/04/2016 | Il sogno del Celta, Mario Vargas Llosa | La figlia di Ryan, David Lean                                                                                                  | Dublino, Irlanda |
| 127. | Pablo Neruda e l'Italia                            | Mauro Canali               | 27/04/2016 | Confesso che ho vissuto, Pablo Neruda | Il postino, Michael Radford, con Massimo Troisi                                                                                | Casa di Pablo Neruda a Isla Negra di El Quisco, Cile |
| 128. | La Chiesa e gli ebrei nel Novecento                | Alberto Melloni            | 28/04/2016 | Talmud babilonese; [Jésus et Israël, Jules Isaac] | Ida, Paweł Pawlikowski | Santo Sepolcro, Gerusalemme |
| 129. | La Sorbonne di Parigi                              | Gilles Pécout              | 29/04/2016 | Le università nel Medioevo, Jacques Verger | Lucy, Luc Besson | Aula Gréard (dove fu creato il Comitato Olimpico Internazionale) della Sorbona a Parigi, Francia                                                            |
| 130. | Carlo Martello e la battaglia di Poitiers          | Alessandro Barbero         | 02/05/2016 | Abd er-Rahman contre Charles Martel. La véritable histoire de la bataille de Poitiers, Salah Guemriche | Carlo Martello ritorna dalla battaglia di Poitiers, Fabrizio De André e Paolo Villaggio (canzone)                              | Basilica di San Martino a Tours; chiesa di Sant'Ilario a Poitiers                                                                                           |
| 131. | Il Risorgimento conteso                            | Massimo Baioni             | 03/05/2016 | I luoghi della memoria (3 voll.), Mario Isnenghi (a cura di) | Il gattopardo, Luchino Visconti                                                                                                | Museo nazionale del Risorgimento italiano, Torino |
| 132. | L'Oriente in Italia. Tucci e Maraini               | Franco Cardini             | 04/05/2016 | Alla scoperta del Tibet. Le spedizioni di Giuseppe Tucci e i dipinti tibetani, Deborah Klimburg-Salter (a cura di) (catalogo di una mostra allestita dal Museo nazionale d'arte orientale G. Tucci di Roma) | Furyo, Nagisa Ōshima | Museo nazionale d'arte orientale Giuseppe Tucci, Roma |
| 133. | Colonialismo italiano in Africa                    | Ernesto Galli della Loggia | 05/05/2016 | Il deserto della Libia, Mario Tobino | Lo squadrone bianco, Augusto Genina                                                                                            | Un ristorante italiano ad Addis Abeba, Etiopia |
| 134. | Gustave Le Bon. L'era delle folle                  | Emilio Gentile             | 06/05/2016 | Il capo e la folla. La genesi della democrazia recitativa, Emilio Gentile | Quarto potere, Orson Welles | Rue Vignon a Parigi, Francia |
| 135. | Aldo Moro e la fede                                | Alberto Melloni            | 09/05/2016 | Il Dio crocifisso, Jürgen Moltmann | Buongiorno, notte, Marco Bellocchio                                                                                            | Aula della Costituente e sale utilizzate dalla Commissione dei 75 a Montecitorio, Roma                                                                      |
| 136. | H.I.J.O.S., i figli dei desaparecidos              | Benedetta Calandra         | 10/05/2016 | Los trabajos de la memoria, Elizabeth Jelin | La historia oficial, Luis Puenzo                                                                                               | La Plata, Argentina |
| 137. | 1914-1915. La piazza dei neutralisti               | Fulvio Cammarano           | 11/05/2016 | L'Italia di fronte alla prima guerra mondiale. I. L'Italia neutrale, Brunello Vigezzi | Per il re e per la patria, Joseph Losey                                                                                        | Torino |
| 138. | Leo Longanesi, un maestro scomodo                  | Francesco Perfetti         | 12/05/2016 | Leo Longanesi, ovvero Il dramma di una generazione, Indro Montanelli e Marcello Staglieno | Tempo di uccidere, Giuliano Montaldo                                                                                           | Bologna |
| 139. | 13 maggio 1981. Attentato al papa                  | Adriano Roccucci           | 13/05/2016 | Shock Wojtyla. L'inizio del pontificato, Marco Impagliazzo (a cura di) | Da un paese lontano. Giovanni Paolo II, Krzysztof Zanussi                                                                      | Piazza San Pietro, Città del Vaticano |
| 140. | Signorie. Gli Sforza                               | Franco Cardini             | 16/05/2016 | Gli Sforza, la Chiesa lombarda, la corte di Roma. Strutture e pratiche beneficiarie nel ducato di Milano (1450-1535), Giorgio Chittolini (a cura di)                                                        | Caterina Sforza, la leonessa di Romagna, Giorgio Walter Chili                                                                  | Palazzo Comunale di Bellinzona, Svizzera |
| 141. | La religione civile americana - Democrazia di Dio  | Emilio Gentile             | 17/05/2016 | Dio benedica l'America. Le religioni della Casa Bianca, Sébastien Fath | Mr. Smith va a Washington, Frank Capra                                                                                         | Washington DC, USA |
| 142. | 1968. Il maggio francese                           | Gilles Pécout              | 18/05/2016 | Il maggio '68. Testimonianza di un sindacalista, Georges Séguy | Milou a maggio, Louis Malle | Nanterre, Francia |
| 143. | URSS, la collettivizzazione delle terre            | Ernesto Galli della Loggia | 19/05/2016 | Ucraina. Il genocidio dimenticato (1932-1933), Ettore Cinnella | La linea generale, Sergej Michajlovič Ėjzenštejn                                                                               | Piazza della Lubjanka a Mosca, Russia |
| 144. | Chaplin                                            | Lucio Villari              | 20/05/2016 | Charlie Chaplin, Peter Ackroyd; La mia autobiografia, Charlie Chaplin; [Chaplin. La vita e l'arte, David Robinson]                                                                                          | Monsieur Verdoux, Charlie Chaplin                                                                                              | Keystone Pictures Studios a Los Angeles, USA |
| 145. | Cavour e Napoleone III                             | Gilles Pécout              | 24/05/2016 | Cavour e Napoleone III nell'Italia centrale. Il sacrificio di Perugia, Romano Ugolini | La contessa Castiglione, Flavio Calzavara                                                                                      | Campi di battaglia di Solferino e San Martino |
| 146. | Il riformismo di Filippo Turati                    | Giovanni Sabbatucci        | 25/05/2016 | Carteggio, Filippo Turati e Anna Kuliscioff (9 voll.; carteggio raccolto da Alessandro Schiavi, a cura di Franco Pedone)                                                                                    | I compagni, Mario Monicelli | Casa di Filippo Turati (presso piazza del Duomo), Milano |
| 147. | Gli anni di piombo, l'epilogo                      | Giovanni De Luna           | 26/05/2016 | Il respiro delle montagne. Dieci cime leggendarie, un racconto dell'Italia d'alta quota, Paolo Paci | Maledetti vi amerò, Marco Tullio Giordana                                                                                      | Milano e Roma |
| 148. | Vietnam, storia di una bambina                     | Bruno Maida                | 27/05/2016 | La bambina nella fotografia. La storia di Kim Phúc e la guerra del Vietnam, Denise Chong | Apocalypse Now, Francis Ford Coppola                                                                                           | Hotel Habana Riviera a L'Avana, Cuba |
| 149. | La spedizione di Sapri                             | Giovanni Sabbatucci        | 30/05/2016 | La rivoluzione e Testamento politico, Carlo Pisacane | Allonsanfàn, Paolo e Vittorio Taviani                                                                                          | La certosa di Padula (SA) |
| 150. | Gheddafi                                           | Franco Cardini             | 31/05/2016 | Gheddafi. Una sfida dal deserto, Angelo Del Boca | Il leone del deserto, Mustafa Akkad                                                                                            | La Tripoli di Gheddafi |
| 151. | 1946. La Chiesa e il referendum                    | Alberto Melloni            | 01/06/2016 | La Costituente. Un problema storico-politico, Paolo Pombeni; [La questione costituzionale in Italia, id.]                                                                                                   | Roma città aperta, Roberto Rossellini                                                                                          | I luoghi della conquista della democrazia da parte degli italiani: dagli Appennini, teatro della Resistenza, alle località delle grandi stragi nazifasciste |
| 152. | 2 giugno. Processo alla monarchia                  | Giovanni De Luna           | 02/06/2016 | Storia del dopoguerra. Dalla Liberazione al potere DC, Antonio Gambino | Una vita difficile, Dino Risi                                                                                                  | Via Medina, Napoli |
| 153. | Guerra di secessione americana                     | Mauro Canali               | 03/06/2016 | Storia della guerra civile americana. Da John Brown ad Abraham Lincoln, Raimondo Luraghi | Lincoln, Steven Spielberg | Lincoln Memorial a Washington DC, USA |
| 154. | Giancarlo Siani ucciso dalla camorra               | Paolo Pezzino              | 19/08/2016 | Il caso non è chiuso. La verità sull'omicidio Siani, Roberto Paolo | Fortapàsc, Marco Risi | Via Vincenzo Romaniello, Napoli |

### Quarta serie (2016-2017)
Queste sono le 170 puntate trasmesse (la data fa riferimento alla messa in onda su Rai 3):
| N.   | Titolo                                                       | Professore Ospite          | Data       | Libro | Film/Musica                                                                        | Luogo                                                                                   |
| ---- | ------------------------------------------------------------ | -------------------------- | ---------- | --- | ---------------------------------------------------------------------------------- | --------------------------------------------------------------------------------------- |
| 1.   | 11 Settembre il giorno dopo                                  | Emilio Gentile             | 12/09/2016 | Poema sul disastro di Lisbona, Voltaire                                                                                        | Mystic River, Clint Eastwood                                                       | Amatrice (RI)                                                                           |
| 2.   | I nuovi muri                                                 | Giovanni De Luna           | 13/09/2016 | Rulli di tamburo per Rancas, Manuel Scorza                                                                                     | Uno, due, tre!, Billy Wilder                                                       | Gerusalemme                                                                             |
| 3.   | America violenta: La diffusione delle armi negli USA         | Mauro Canali               | 14/09/2016 | Omicidi americani, Autori Vari                                                                                                 | Elephant, Gus Van Sant                                                             | Newtown, USA                                                                            |
| 4.   | Oriana Fallaci: una donna in prima linea                     | Ernesto Galli Della Loggia | 15/09/2016 | La paura è un peccato, Edoardo Perazzi                                                                                         | L'Oriana, Marco Turco                                                              | Piazza delle tre culture a Città del Messico, Messico                                   |
| 5.   | L'Europa dei profughi                                        | Silvia Salvatici           | 16/09/2016 | I figli perduti, Tara Zahra | Profughi a Cinecittà, Marco Bertozzi                                               | Displaced Persons Camps (sito web)                                                      |
| 6.   | Il digiuno di Papa Francesco - La guerra alla guerra         | Alberto Melloni            | 19/09/2016 | La Chiesa in Iraq, Cardinale Fernando Filoni                                                                                   | Il dottor Stranamore, Stanley Kubrick                                              | Aleppo, Siria                                                                           |
| 7.   | La Costituzione e le donne                                   | Patrizia Gabrielli         | 20/09/2016 | Quaderno proibito, Alba de Cèspedes                                                                                            | Del perduto amore, Michele Placido                                                 | Montecitorio, Roma                                                                      |
| 8.   | 1919-1945 La pace fragile                                    | Alessandro Barbero         | 21/09/2016 | Fare la pace. Vincitori e vinti in Europa, Sergio Valzania                                                                     | Vincitori e vinti, Stanley Kramer                                                  | Palazzo di Vetro a New York, USA                                                        |
| 9.   | Foreign Fighters - Combattenti volontari ieri e oggi         | Giovanni De Luna           | 22/09/2016 | L'ultima utopia, Renzo Guolo                                                                                                   | Terra e libertà, Ken Loach                                                         | Parigi, Francia                                                                         |
| 10.  | Aldo Moro - Le vie nuove della politica                      | Umberto Gentiloni          | 23/09/2016 | Intervista su Aldo Moro, George Mosse                                                                                          | Il caso Moro, Giuseppe Ferrara                                                     | Centro di documentazione Archivio Flamigni, Oriolo Romano (VT)                          |
| 11.  | La "spagnola", la grande epidemia del 1918                   | Alessandro Barbero         | 26/09/2016 | 1918 La grande epidemia, Riccardo Chiaberge                                                                                    | La vita e niente altro, Bertrand Tavernier                                         | Redipuglia (GO)                                                                         |
| 12.  | L'Italia e il trasformismo                                   | Giovanni Sabatucci         | 27/09/2016 | L'imperio, Federico De Roberto                                                                                                 | Gli onorevoli, Sergio Corbucci                                                     | Montecitorio, Roma                                                                      |
| 13.  | Ho Chi Minh: il carisma di un leader                         | Agostino Giovagnoli        | 28/09/2016 | Vietnam. Un secolo di storia, Francesco Montessoro                                                                             | Apocalypse Now, Francis Ford Coppola                                               | Ho Chi Minh City, Vietnam                                                               |
| 14.  | Ataturk e l'Islam                                            | Giorgio Del Zanna          | 29/09/2016 | Mezzanotte a Istanbul, Charles King                                                                                            | Veda, Zülfü Livaneli                                                               | Anıtkabir ad Ankara, Turchia                                                            |
| 15.  | Italiani verso le Americhe: l'emigrazione nei primi del '900 | Silvia Salvatici           | 30/09/2016 | Vita, Melania Mazzucco | Nuovomondo, Emanuele Crialese                                                      | Museo dell'immigrazione a Ellis Island, USA                                             |
| 16.  | Lo scandalo della Banca Romana                               | Francesco Perfetti         | 03/10/2016 | Fine secolo-Banca Romana, Nello Quilici                                                                                        | Lo scandalo della Banca Romana, Luigi Perelli                                      | Centro storico di Roma                                                                  |
| 17.  | Cesare Battisti. Eroe o traditore?                           | Marco Mondini              | 04/10/2016 | Con Cesare Battisti, attraverso l'Italia: agosto 1914-maggio 1915, Ernesta Bittanti Battisti                                   | Gloria, Roberto Omegna                                                             | Fossa del Castello del Buonconsiglio, Trento                                            |
| 18.  | Il processo di Marzabotto                                    | Isabella Insolvibile       | 05/10/2016 | Il massacro. Guerra ai civili a Monte Sole, Luca Baldissara                                                                    | L'uomo che verrà, Giorgio Diritti                                                  | Ex tribunale militare di La Spezia                                                      |
| 19.  | 1951. L'inchiesta sulla miseria in Italia                    | Bruno Maida                | 06/10/2016 | L'Italia prima del miracolo economico. L'inchiesta parlamentare sulla miseria 1951-1954, Gianluca Fiocco                       | La terra trema, Luchino Visconti                                                   | Grassano (MT)                                                                           |
| 20.  | Roosevelt: una nuova leadership                              | Ernesto Galli Della Loggia | 07/10/2016 | Ripartiamo! Discorsi per uscire dalla crisi, Franklin D. Roosevelt                                                             | A Royal Weekend, Roger Michell                                                     | Franklin Delano Roosevelt Memorial a Washington DC, USA                                 |
| 21.  | La pena di morte negli USA                                   | Mario Del Pero             | 10/10/2016 | A sangue freddo, Truman Capote                                                                                                 | Fino a prova contraria, Clint Eastwood                                             | Gary, USA                                                                               |
| 22.  | Gertrude Bell. La regina del deserto                         | Mauro Canali               | 11/10/2016 | Viaggio in Siria, Gertrude Bell                                                                                                | Lawrence d'Arabia, David Lean                                                      | Fondo Bell dell'Università di Newcastle, Regno Unito                                    |
| 23.  | La violenza sulle donne                                      | Silvia Salvatici           | 12/10/2016 | Stupro. Storia della violenza sessuale, Joanna Bourke                                                                          | Il segreto di Esma, Jasmila Žbanić                                                 | Centri antiviolenza                                                                     |
| 24.  | Bismarck e l'egemonia tedesca                                | Gian Enrico Rusconi        | 13/10/2016 | Bismarck. L'uomo che fece grande la Germania, Lothar Gall                                                                      | Goodbye Lenin, Wolfgang Becker                                                     | Casa di Bismarck (oggi sede della Fondazione Bismarck) a Friedrichsruh, Germania        |
| 25.  | Burkini. Il vestito della religione                          | Alberto Melloni            | 14/10/2016 | A capo aperto, storia di donne e di veli, Giuseppina Muzzarelli                                                                | I dialoghi delle carmelitane, Raymond Leopold Bruckberger e Philippe Agostini      | Costantinopoli                                                                          |
| 26.  | 1866. La terza guerra di indipendenza                        | Francesco Perfetti         | 17/10/2016 | Italia 1866. Storia di una guerra perduta e vinta, Heyriès Hubert                                                              | Senso, Luchino Visconti                                                            | Custoza (VR)                                                                            |
| 27.  | Michail Gorbaciov. La fine dell'URSS                         | Adriano Roccucci           | 18/10/2016 | Tempo di seconda mano. La vita in Russia dopo il crollo del comunismo, Svetlana Aleksievič                                     | Pentimento, Tengiz Abuladze                                                        | Belovezhskaja pushcha, Bielorussia                                                      |
| 28.  | 1944-1948. L'ascesa di De Gasperi                            | Giovanni Sabbatucci        | 19/10/2016 | L’avvento di De Gasperi, Leo Valiani                                                                                           | Anno uno, Roberto Rossellini                                                       | Valsugana, Trentino Alto-Adige                                                          |
| 29.  | Le riforme di Deng Xiao Ping                                 | Giovanni Andornino         | 20/10/2016 | Ritorno a Confucio, Maurizio Scarpari                                                                                          | La stella che non c'è, Gianni Amelio                                               | Shenzhen, Cina                                                                          |
| 30.  | Celeste Di Porto. La pantera nera del ghetto                 | Anna Foa                   | 21/10/2016 | 16 Ottobre 1943, Giacomo De Benedetti                                                                                          | L'oro di Roma, Carlo Lizzani                                                       | Ghetto di Roma                                                                          |
| 31.  | Templari. I monaci combattenti                               | Franco Cardini             | 24/10/2016 | I templari, Barbara Frale | I cavalieri che fecero l'impresa, Pupi Avati                                       | Chiesa di San Bevignate, Perugia                                                        |
| 32.  | Eleanor Roosevelt. La prima first lady                       | Raffaella Baritono         | 25/10/2016 | L’autobiografia di Eleanor Roosevelt                                                                                           | Angeli d'acciaio, Katja von Garnier                                                | Val-Kill ad Hyde Park, USA                                                              |
| 33.  | Donne in manicomio nel fascismo                              | Vinzia Fiorino             | 26/10/2016 | Gentilissimo Sig.Dottore questa è la mia vita, Adalgisa Conti                                                                  | Vincere, Marco Bellocchio                                                          | Via della Lungara, Roma                                                                 |
| 34.  | Assisi 1986-2016: pregando per la pace                       | Agostino Giovagnoli        | 27/10/2016 | Lo spirito di Assisi, J.D. Durand                                                                                              | Vita di Pi, Ang Lee                                                                | Assisi (PG)                                                                             |
| 35.  | Il salutismo nazista                                         | Ernesto Galli della Loggia | 28/10/2016 | Il corpo, luogo di utopia, Michel Foucault                                                                                     | Il giovane hitleriano Quex, Hans Steinhoff                                         | Berchtesgaden, Germania                                                                 |
| 36.  | Robespierre: il terrore e la virtù                           | Haim Bursin                | 31/10/2016 | Robespierre. Una vita rivoluzionaria, Peter McPhee                                                                             | La Marsigliese, Jean Renoir                                                        | Palais-Royal a Parigi, Francia                                                          |
| 37.  | Eisenhower 1952: la campagna elettorale                      | Ferdinando Fasce           | 01/11/2016 | Colori primari, Anonimo (Joe Klein)                                                                                            | Lo stato dell'Unione, Frank Capra                                                  | Le suite d'albergo dei candidati alla Casa Bianca                                       |
| 38.  | Lo splendore della Firenze dei Medici                        | Franco Cardini             | 02/11/2016 | Il governo di Firenze sotto i Medici, Nikolai Rubinstein                                                                       | L'età di Cosimo de' Medici, Roberto Rossellini                                     | Palazzo Medici, Firenze                                                                 |
| 39.  | L'Europa dei padri fondatori                                 | Fulvio Cammarano           | 03/11/2016 | Per la pace perpetua, Immanuel Kant                                                                                            | One Day in Europe, Hannes Stöhr                                                    | Una qualsiasi frontiera                                                                 |
| 40.  | Firenze 1966: l'alluvione                                    | Simonetta Soldani          | 04/11/2016 | Oltre il Fango, Firenze 1966, P. Francesco Listri                                                                              | La meglio gioventù, Marco Tullio Giordana                                          | Piazza Santa Croce, Firenze                                                             |
| 41.  | Trump-Clinton: i due volti dell'America                      | Raffaella Baritono         | 08/11/2016 | Pastorale Americana, Philip Roth                                                                                               | La seconda guerra civile americana, Joe Dante                                      | Orange County, USA                                                                      |
| 42.  | Immigrati italiani in Francia                                | Gilles Pécout              | 09/11/2016 | Il massacro degli italiani, Gérard Noiriel                                                                                     | Il cammino della speranza, Pietro Germi                                            | Villerupt, Francia                                                                      |
| 43.  | L'America razzista: bianchi e neri in Usa                    | Federico Romero            | 10/11/2016 | Amatissima, Toni Morrison | Eyes on the prize, Henry Hampton                                                   | Montgomery, USA                                                                         |
| 44.  | 1956: carrarmati in Ungheria                                 | Silvio Pons                | 11/11/2016 | Ungheria 1956, György Dalos | L'uomo di Budapest, Márta Mészáros                                                 | Piazza d'Armi a Budapest, Ungheria                                                      |
| 45.  | L'alluvione del Polesine, radiocronaca di una tragedia       | Giovanni De Luna           | 14/11/2016 | Il mulino del Po, Riccardo Bacchelli                                                                                           | La donna del fiume, Mario Soldati                                                  | Occhiobello (RO)                                                                        |
| 46.  | '62-'63 la prima guerra di mafia                             | Salvatore Lupo             | 15/11/2016 | Fililogia tratto da Il mare colore del vino, Leonardo Sciascia                                                                 | Le mani sulla città, Francesco Rosi                                                | Palermo                                                                                 |
| 47.  | I media e gli aiuti umanitari                                | Silvia Salvatici           | 16/11/2016 | Un giaciglio per la notte. Il paradosso umanitario, David Rieff                                                                | Perfect Day, Fernando Léon De Aranoa                                               | Museo internazionale della Croce Rossa e della Mezzaluna Rossa a Ginevra, Svizzera      |
| 48.  | La fondazione dei fasci di combattimento                     | Giovanni Sabbatucci        | 17/11/2016 | Mussolini il rivoluzionario. 1883-1920, Renzo De Felice                                                                        | La marcia su Roma, Dino Risi                                                       | Piazza San Sepolcro, Milano                                                             |
| 49.  | Irene Brin, lo stile di una donna                            | Mauro Canali               | 18/11/2016 | Usi e costumi 1920-1940, Irene Brin                                                                                            | Piccola posta, Steno                                                               | Fondo Irene Brin e Gaspero Del Corso presso la GNAM, Roma                               |
| 50.  | La fine di Francesco Giuseppe                                | Francesco Perfetti         | 21/11/2016 | Francesco Giuseppe, Franz Herre                                                                                                | Trotta, Johannes Schaaf                                                            | Schönbrunn a Vienna, Austria                                                            |
| 51.  | Fozio, l'uomo dello scisma                                   | Luciano Canfora            | 22/11/2016 | Fozio, N. Bianchi e C. Schiano                                                                                                 | Ivan il Terribile, Sergej Michajlovič Ėjzenštejn                                   | Costantinopoli                                                                          |
| 52.  | Omosessualità e fascismo                                     | Lorenzo Benadusi           | 23/11/2016 | Gli occhiali d’oro, Giorgio Bassani                                                                                            | Una giornata particolare, Ettore Scola                                             | Isole Tremiti                                                                           |
| 53.  | La famiglia Agnelli e la Juve                                | Giovanni De Luna           | 24/11/2016 | I tre Agnelli, Italo Pietra | Bianconeri, Juventus Story, Marco La Villa e Mauro La Villa                        | Villar Perosa (TO)                                                                      |
| 54.  | 1938-1945 Alpi, una via di fuga                              | Barbara Berruti            | 25/11/2016 | Le Alpi, Marco Cuaz | Fuga in Francia, Mario Soldati                                                     | Valli di Lanzo, Piemonte                                                                |
| 55.  | La rivoluzione cubana                                        | Umberto Gentiloni          | 28/11/2016 | Diario della rivoluzione cubana, Ernesto Che Guevara                                                                           | Fragola e cioccolato, Tomás Gutiérrez Alea e Juan Carlos Tabío                     | Museo della Rivoluzione a L'Avana, Cuba                                                 |
| 56.  | Roma Capta, i sacchi di Roma                                 | Umberto Roberto            | 29/11/2016 | Il sacco di Roma, 1527, André Chastel                                                                                          | De reditu – Il ritorno, Claudio Bondi                                              | Gianicolo, Roma                                                                         |
| 57.  | Mondine, un lavoro da donne                                  | Alessandro Barbero         | 30/11/2016 | Se 8 ore, Sergio Negri | Riso amaro, Giuseppe De Santis                                                     | Risaie del vercellese                                                                   |
| 58.  | Milano in guerra                                             | Chiara Colombini           | 01/12/2016 | Rosso e grigio, Andrea Damiano                                                                                                 | Il Generale Della Rovere, Roberto Rossellini                                       | Piazzale Loreto, Milano                                                                 |
| 59.  | Muhammad Alì, il più grande                                  | Mauro Canali               | 02/12/2016 | La sfida, Norman Mailer | Muhammad Alì’s Greatest Fight, Stephen Frears                                      | Madison Square Garden a New York, USA                                                   |
| 60.  | Pio IX l'ultimo Papa Re                                      | Ernesto Galli Della Loggia | 05/12/2016 | Prigioniero del Vaticano. Pio IX e lo scontro tra la Chiesa e lo Stato italiano, David Kertzer                                 | In nome del Papa Re, Luigi Magni                                                   | Porta Pia, Roma                                                                         |
| 61.  | Sfollati italiani della seconda guerra                       | Silvia Salvatici           | 06/12/2016 | Suite francese, Iréne Némirovsky                                                                                               | L'uomo che verrà, Giorgio Diritti                                                  | Anzio e Nettuno (RM)                                                                    |
| 62.  | 1925-1979 l'Iran dei Palhavi                                 | Franco Cardini             | 07/12/2016 | L’Iran e il tempo, Alessandro Cancian                                                                                          | Viva, Khosrow Sinai                                                                | Persepoli, Iran                                                                         |
| 63.  | Benedetto XV e l'inutile strage                              | Alberto Melloni            | 08/12/2016 | Memorie di guerra, Giovanni Semeria                                                                                            | Torneranno i prati, Ermanno Olmi                                                   | Verdun, Francia                                                                         |
| 64.  | Italiani brava gente                                         | Filippo Focardi            | 09/12/2016 | Criminali di guerra italiani, Davide Conti                                                                                     | La guerra sporca di Mussolini, Giovanni Donfrancesco                               | Campo di concentramento di Rab, Croazia                                                 |
| 65.  | Pietro Valpreda il mostro in prima pagina                    | Giovanni De Luna           | 12/12/2016 | Piazza Fontana, Giorgio Boatti                                                                                                 | Romanzo di una strage, Marco Tullio Giordana                                       | Piazza Fontana, Milano                                                                  |
| 66.  | Atene: politica e sangue                                     | Alessandro Barbero         | 13/12/2016 | Il mondo di Atene, Luciano Canfora                                                                                             | Socrate, Roberto Rossellini                                                        | Collina della Pnice ad Atene, Grecia                                                    |
| 67.  | II Guerra Mondiale la corsa all'atomica                      | Leopoldo Nuti              | 15/12/2016 | The making of the atomic bomb, Richard Rhodes                                                                                  | Copenhagen, Michael Frayn                                                          | Hiroshima, Giappone                                                                     |
| 68.  | Europa unita, dai trattati di Roma all'euro                  | Ernesto Galli Della Loggia | 16/12/2016 | Storia d’Europa nel secolo XIX, Benedetto Croce                                                                                | Il grande disastro europeo, Annalisa Piras                                         | Palazzo Berlaymont a Bruxelles, Belgio                                                  |
| 69.  | Roma capitale                                                | Gilles Pécout              | 19/12/2016 | Roma capitale, Vittorio Vidotto                                                                                                | La presa di Roma, Filoteo Alberini                                                 | Porta Pia, Roma                                                                         |
| 70.  | 1989, La svolta della Bolognina                              | Silvio Pons                | 20/12/2016 | Qualcuno era comunista. Luca Telese                                                                                            | La cosa, Nanni Moretti                                                             | Quartiere della Bolognina, Bologna                                                      |
| 71.  | Raccontare le macerie, i terremoti in Italia                 | Andrea Sangiovanni         | 21/12/2016 | Terre mobili. Dal Belice al Friuli, dall’Umbria all’Abruzzo, Giovanni Pietro Nimis                                             | Ju tarramutu, Paolo Pisanelli                                                      | Cretto di Burri, Gibellina (TP)                                                         |
| 72.  | Gaetano Salvemini, una coscienza itinerante                  | Alessandro Barbero         | 22/12/2016 | Gaetano Salvemini, Massimo Luigi Salvadori                                                                                     | Il sospetto, Francesco Maselli                                                     | Il lungomare di Messina                                                                 |
| 73.  | L’Italia dei referendum                                      | Ernesto Galli Della Loggia | 23/12/2016 | La costituzione italiana, Massimo Luigi Salvadori                                                                              | Una vita difficile, Dino Risi                                                      | Corte suprema di cassazione, Roma                                                       |
| 74.  | Monachesimo                                                  | Alessandro Barbero         | 09/01/2017 | I tre ordini: la società feudale immaginaria, George Duby                                                                      | Il nome della rosa, Jean-Jacques Annaud                                            | Sacra di San Michele, Sant'Ambrogio di Torino (TO)                                      |
| 75.  | Tutti i colori di Mauro Rostagno                             | Giovanni De Luna           | 10/01/2017 | Mauro Rostagno assassinato a Trapani, Comunità Saman                                                                           | I cento passi, Marco Tullio Giordana                                               | Trapani                                                                                 |
| 76.  | Pietro Nenni: storia di un socialista                        | Giovanni Sabbatucci        | 11/01/2017 | I diari di Nenni | Il giovane Mussolini, Gianluigi Calderone                                          | Piazza del Popolo, Faenza (RA)                                                          |
| 77.  | Saddam Hussein: il tiranno di Baghdad                        | Franco Cardini             | 12/01/2017 | Storia del Medio Oriente, Massimo Campanini                                                                                    | Homeland: Iraq Year Zero, Abbas Fahdel                                             | Scavi di Babilonia presso Al-Hilla, Iraq                                                |
| 78.  | Elsa Maxwell: la pettegola d'America                         | Francesco Perfetti         | 13/01/2017 | Ho sposato il mondo, Elsa Maxwell                                                                                              | Il grande Gatsby, Baz Luhrmann                                                     | Montecarlo, Principato di Monaco                                                        |
| 79.  | I mercanti di Lubecca                                        | Franco Cardini             | 16/01/2017 | I Buddenbrook, Thomas Mann | Nosferatu, il principe della notte, Werner Herzog                                  | Magazzini del sale di Lubecca, Germania                                                 |
| 80.  | La guerra di Libia e l'Italia                                | Alessandra Tarquini        | 17/01/2017 | La nazionalizzazione delle masse, George L. Mosse                                                                              | Cabiria, Giovanni Pastore                                                          | Piazza Venezia, Roma                                                                    |
| 81.  | Maggio 1916: la Strafexpedition                              | Marco Mondini              | 18/01/2017 | Le montagne scottano, Giovanni Pieropan                                                                                        | La grande guerra, Mario Monicelli                                                  | Asiago (VI)                                                                             |
| 82.  | Inghilterra e Europa. Un rapporto difficile                  | Agostino Giovagnoli        | 19/01/2017 | Storia politica dell’integrazione europea, Mark Gilbert                                                                        | The Iron Lady, Phillida Lloyd                                                      | Londra, Regno Unito                                                                     |
| 83.  | Le due facce di Piazzale Loreto                              | Giovanni Scirocco          | 20/01/2017 | Il corpo del Duce, Sergio Luzzato e Uomini e No, Elio Vittorini                                                                | Mussolini ultimo atto, Carlo Lizzani                                               | Piazzale Loreto e Casa della Memoria, Milano                                            |
| 84.  | Il castello medievale                                        | Alessandro Barbero         | 23/01/2017 | Archeologia dell’Italia medievale, Andrea Augenti                                                                              | La freccia nera, Anton Giulio Majano                                               | Castello di Cly, Saint-Denis (AO)                                                       |
| 85.  | Andrea Pazienza, una generazione a fumetti                   | Marco Peroni               | 24/01/2017 | Prima pagare, poi ricordare, Filippo Scozzari                                                                                  | Paz ‘77 documentario di Stefano Mordini                                            | Museo dell'Alto Tavoliere (con Splash! Archivio "Andrea Pazienza"), San Severo (FG)     |
| 86.  | Americani a Parigi. Lost generation                          | Lucio Villari              | 25/01/2017 | Miles e Juliette, una storia d’amore e ritmo jazz, Walter Mauro                                                                | Midnight in Paris, Woody Allen                                                     | Parigi, Francia                                                                         |
| 87.  | La Normale di Pisa                                           | Gilles Pécout              | 26/01/2017 | La storia della Scuola Normale in una prospettiva comparata, D. Menozzi e M. Rosa                                              | L'attesa, U. Frosi                                                                 | Palazzo della Carovana, Pisa                                                            |
| 88.  | Ravensbruck: il lager delle donne                            | Anna Foa                   | 27/01/2017 | Il cielo sopra l'inferno, Sarah Helm                                                                                           | Le rose di Ravensbruck, Ambra Laurenzi                                             | Campo di concentramento di Ravensbrück, Germania                                        |
| 89.  | Felice Orsini. Il primo terrorista                           | Gilles Pécout              | 30/01/2017 | Il processo a Felice Orsini, Renato Cappelli                                                                                   | Noi credevamo, Mario Martone                                                       | Rue le Peletier a Parigi, Francia                                                       |
| 90.  | Golpe di Tejero. La fine del Franchismo                      | Ernesto Galli della Loggia | 31/01/2017 | Anatomia di un istante, Javer Cercas                                                                                           | La isla mínima, Alberto Rodriguez                                                  | Plaza de las Cortes, Madrid                                                             |
| 91.  | 1975 la Riforma del Diritto di Famiglia                      | Silvia Salvatici           | 01/02/2017 | Provando e riprovando, Marzio Barbagli                                                                                         | Scene da un matrimonio, Ingmar Bergman                                             | Interno domestico                                                                       |
| 92.  | Italiani in Etiopia                                          | Nicola Labanca             | 02/02/2017 | Tempo di uccidere, Ennio Flaiano                                                                                               | Se quel guerrier io fossi, Valerio Ciriaci                                         | Affile (RM)                                                                             |
| 93.  | La rivoluzione sessuale                                      | Lucetta Scaraffia          | 03/02/2017 | Doctor Sex, Tom Coraghessan Boyle                                                                                              | Masters of Sex, Michelle Ashford, serie tv                                         | Woodstock, USA                                                                          |
| 94.  | L'Italia dei comuni. Cittadini e potere                      | Alessandro Barbero         | 06/02/2017 | I comuni italiani, Giuliano Milani                                                                                             | Il re d'Inghilterra non paga, Giovacchino Forzano                                  | Palazzi comunali in ogni città italiana                                                 |
| 95.  | Le stragi nazifasciste in Italia                             | Paolo Pezzino              | 07/02/2017 | Zone di guerra, geografie di sangue. L’atlante delle stragi naziste e fasciste in Italia (1943-1945), G. Fulvetti e P. Pezzino | Hotel Meina, Carlo Lizzani                                                         | Pietransieri di Roccaraso (AQ)                                                          |
| 96.  | Michelangelo. Una passione eretica                           | Franco Cardini             | 08/02/2017 | Rime e lettere di Michelangelo Buonarroti, A. Corsaro e G. Masi                                                                | Il tormento e l’estasi, Carol Reed                                                 | Cappella Sistina, Città del Vaticano                                                    |
| 97.  | Olivetti e la comunità                                       | Lucio Villari              | 09/02/2017 | L’ordine politico delle comunità, Adriano Olivetti                                                                             | Adriano Olivetti - La forza di un sogno, Michele Soavi                             | Ivrea (TO)                                                                              |
| 98.  | L'esodo giuliano dalmata                                     | Raoul Pupo                 | 10/02/2017 | Un paese perfetto, Gloria Nemec                                                                                                | La città dolente, Mario Bonnard                                                    | Civico museo della civiltà istriana, dalmata e fiumana, Trieste                         |
| 99.  | Streghe e inquisitori                                        | Adriano Prosperi           | 13/02/2017 | La causa delle streghe di Triora, AA.VV. Pro Triora Editore                                                                    | Dies irae, Carl Theodor Dryer                                                      | Noce di Benevento                                                                       |
| 100. | Adriana Zarri, una teologa militante                         | Maria Chiara Giorda        | 14/02/2017 | Un eremo non è un guscio di lumaca, Adriana Zarri                                                                              | Miracolo a Milano, Vittorio De Sica                                                | Crotte di Strambino (TO)                                                                |
| 101. | Berlinguer e il mondo                                        | Agostino Giovagnoli        | 15/02/2017 | Berlinguer e la fine del comunismo, Silvio Pons                                                                                | Quando c'era Berlinguer, Walter Veltroni                                           | Via delle Botteghe Oscure                                                               |
| 102. | Le elezioni politiche del '46                                | Giovanni Sabbatucci        | 16/02/2017 | La Repubblica dei partiti, Pietro Scoppola                                                                                     | Una vita difficile, Dino Risi                                                      | Un qualsiasi seggio elettorale                                                          |
| 103. | La cacciata di Lama. Il movimento del Settantasette          | Giovanni De Luna           | 17/02/2017 | Piove all’insù, Luca Rastello                                                                                                  | Lavorare con lentezza, Guido Chiesa                                                | Roma                                                                                    |
| 104. | Athanasius Kircher: l'uomo che sapeva tutto                  | Michela Catto              | 20/02/2017 | I geroglifici e la croce, Giuliano Mori                                                                                        | Silence, Martin Scorsese                                                           | Stele nestoriana a Xi'an, Cina                                                          |
| 105. | Tullio De Mauro: la lingua degli italiani                    | Asor Rosa                  | 21/02/2017 | Le letture classiche con il testo a fronte (latino e greco)                                                                    | Tutti i film di Totò                                                               | Laguna dello Stagnone, Marsala (TP)                                                     |
| 106. | Mosul e il petrolio                                          | Mauro Canali               | 22/02/2017 | Storia dell’Iraq, Charles Tripp                                                                                                | Gli anni spezzati, Peter Weir                                                      | Mosul, Iraq                                                                             |
| 107. | 1917: la rivoluzione di febbraio                             | Marcello Flores            | 23/02/2017 | Se è mezzanotte nel secolo (1940), Victor Serge                                                                                | Reds, di e con Warren Beatty                                                       | Kronštadt, Russia                                                                       |
| 108. | Un socialista a palazzo Chigi                                | Agostino Giovagnoli        | 24/02/2017 | Decisione e processo politico. La lezione del governo Craxi, G. Acquaviva e L. Covatta                                         | La notte di Sigonella, docufilm della Fondazione Craxi                             | Palazzo Chigi, Roma                                                                     |
| 109. | Victor Hugo e il suo tempo                                   | Gilles Pécout              | 27/02/2017 | Une destinée incurable. Narratore e personaggio nei Misérables di Victor Hugo, Margherita Botto                                | Notre-Dame de Paris, Jean Delannoy                                                 | Hauteville House, Guernsey                                                              |
| 110. | Periferie di Roma. Tra utopia e degrado                      | Vittorio Vidotto           | 28/02/2017 | Il contagio, Walter Siti | Caro diario, Nanni Moretti                                                         | Corviale, Roma                                                                          |
| 111. | I fronti popolari                                            | Giovanni Sabbatucci        | 01/03/2017 | L’eclissi della democrazia, Gabriele Ranzato                                                                                   | La vita è nostra, Jean Renoir                                                      | Palazzo Matignon a Parigi, Francia                                                      |
| 112. | Ciampi. La rifondazione della memoria                        | Filippo Focardi            | 02/03/2017 | La repubblica del presidente, Rosario Forlenza                                                                                 | Cefalonia, Riccardo Milani                                                         | Quirinale, Roma                                                                         |
| 113. | L'Europa e la Chiesa                                         | Alberto Melloni            | 03/03/2017 | L’idea di Europa. La crisi di ogni politica cristiana, Erich Przywara                                                          | Fuocoammare, Francesco Rosi                                                        | Auschwitz-Birkenau, Polonia                                                             |
| 114. | La fine dei Borbone                                          | Francesco Perfetti         | 06/03/2017 | La fine di un regno, Raffaele De Cesare                                                                                        | Il Gattopardo, Luchino Visconti                                                    | Castello aragonese, Gaeta (LT)                                                          |
| 115. | 1977: violenza di piazza                                     | Guido Panvini              | 07/03/2017 | La violenza illustrata, Nanni Balestrini                                                                                       | Italia: ultimo atto?, Massimo Pirri                                                | Lapide di Giorgiana Masi a Ponte Garibaldi, Roma                                        |
| 116. | Margherita Sarfatti: la biografa del Duce                    | Silvia Salvatici           | 08/03/2017 | Acqua passata, Margherita Sarfatti                                                                                             | Mussolini Speaks, Edgar G. Ulmer                                                   | Villa del Soldo, Orsenigo (CO)                                                          |
| 117. | Crimini di guerra giapponesi                                 | Ernesto Galli della Loggia | 09/03/2017 | L’esercito dell’Imperatore, Jean-Louis Margolin                                                                                | John Rabe, Florian Gallenberger                                                    | Santuario Yasukuni a Tokyo, Giappone                                                    |
| 118. | Le madri dell'Europa                                         | Federica Di Sarcina        | 10/03/2017 | Una stanza tutta per sé, Virginia Woolf                                                                                        | We Want Sex, Nigel Cole                                                            | Sede della Lobby europea delle donne in Rue Hydraulique 18 a Bruxelles, Belgio          |
| 119. | La nascita della lingua italiana                             | Lucio Villari              | 13/03/2017 | Decameron, Giovanni Boccaccio                                                                                                  | 1860, Alessandro Blasetti                                                          | Palermo                                                                                 |
| 120. | Beduini. I signori del deserto                               | Franco Cardini             | 14/03/2017 | Gli uomini delle tende, Eugenio Turri                                                                                          | Lawrence d'Arabia, David Lean                                                      | Gerash e Petra, Giordania                                                               |
| 121. | Ius primae noctis. Un diritto feudatario?                    | Alessandro Barbero         | 15/03/2017 | Le droit de cuissage, Alain Boureau                                                                                            | Magnificat, Pupi Avati                                                             | Carnevale di Ivrea                                                                      |
| 122. | Moro-Schleyer. Due storie a confronto                        | Marica Tolomelli           | 16/03/2017 | La lotta è armata, Gabriele Donato                                                                                             | Buongiorno, notte, Marco Bellocchio                                                | Via Caetani, Roma                                                                       |
| 123. | Universitari in Europa. L'Erasmus                            | Marco Bontempi             | 17/03/2017 | Generazione Erasmus, Davide Faraldi                                                                                            | Ci provo, Susana Pilgrim                                                           | www.esnitalia.org                                                                       |
| 124. | Elisabetta I: la regina d'Inghilterra                        | Alessandro Barbero         | 20/03/2017 | La crisi dell’aristocrazia, Lawrence Stone                                                                                     | La regina Elisabetta, H. Desfontaines e L. Mercanton                               | La Torre di Londra                                                                      |
| 125. | Movimenti femminili nel Mediterraneo                         | Leila El Houssi            | 21/03/2017 | La terrazza proibita, Fatema Mernissi                                                                                          | Donne senza uomini, Shirin Neshat                                                  | Il Cairo, Egitto                                                                        |
| 126. | Arturo Toscanini tra due mondi                               | Lucio Villari              | 22/03/2017 | Nel mio cuore troppo d’assoluto. Lettere di Arturo Toscanini, Harvey Sachs                                                     | Il giovane Toscanini, Franco Zeffirelli                                            | Milano e New York                                                                       |
| 127. | Le Fosse ardeatine: una memoria indelebile                   | Lutz Klinkhammer           | 23/03/2017 | Roma occupata 1943-1944, Anthony Majanlahti e Amedeo Osti Guerrazzi                                                            | Il labirinto del silenzio, Giulio Ricciarelli                                      | Fosse ardeatine, Roma                                                                   |
| 128. | 1957: la firma dei trattati di Roma                          | Francesco Gui              | 24/03/2017 | Avanti adagio: i trattati di Roma e l’unità europea, Daniela Preda                                                             | L'appartamento spagnolo, Cédric Klapisch                                           | Campidoglio, Roma                                                                       |
| 129. | Martin Lutero e le 95 tesi                                   | Adriano Prosperi           | 27/03/2017 | Lutero. L’uomo e il pensiero, Giovanni Miegge                                                                                  | Luther - Genio, ribelle, liberatore, Eric Till                                     | Wittenberg, Germania                                                                    |
| 130. | Dalla I alla II Repubblica: 1992-1994                        | Agostino Giovagnoli        | 28/03/2017 | La grande slavina, Luciano Cafagna                                                                                             | Palombella rossa, Nanni Moretti                                                    | Palazzo di giustizia, Milano                                                            |
| 131. | La tragedia di Mayerling                                     | Francesco Perfetti         | 29/03/2017 | Rudolf. La biografia di un principe ribelle, Brigitte, Hamann                                                                  | Mayerling, Terence Young                                                           | Mayerling, Austria                                                                      |
| 132. | Internati militari italiani: voci dalla prigionia            | Daniele Ceschin            | 30/03/2017 | Gli internati militari italiani. 1943-1945, Gabriele Hammermann                                                                | Inferno Mitterlbau Dora, Mary Mirka Milo                                           | Unterlüß, Germania                                                                      |
| 133. | Oscar Wilde e l'Inghilterra vittoriana                       | Lucio Villari              | 31/03/2017 | Oscar Wilde. Una biografia, Richard Ellman e The Real Trial of Oscar Wilde, Merlin Holland                                     | Il ritratto di Dorian Gray, Albert Lewin                                           | Londra e Parigi                                                                         |
| 134. | Costantino Imperatore: in hoc signo vinces                   | Alessandro Barbero         | 03/04/2017 | Costantino il vincitore, Alessandro Barbero                                                                                    | De reditu. Il ritorno, Claudio Bondì                                               | Arco di Costantino, Roma                                                                |
| 135. | La violenza familiare in età moderna                         | Cesarina Casanova          | 04/04/2017 | La lunga vita di Marianna Ucrìa, Dacia Maraini                                                                                 | Sedotta e abbandonata, Pietro Germi                                                | Biblioteca italiana della donna, Bologna                                                |
| 136. | Elio Vittorini: il Politecnico                               | Lucio Villari              | 05/04/2017 | L’editore Vittorini, Gian Carlo Ferretti e Conversazione in Sicilia, Elio Vittorini                                            | Uomini e no, Valentino Orsini                                                      | Milano e Torino                                                                         |
| 137. | Storia dei movimenti di liberazione omosessuale in Italia    | Maya De Leo                | 06/04/2017 | Zami: così riscrivo il mio nome, Audre Lorde                                                                                   | Pride, Mattew Warchus                                                              | Primo pride italiano 1979, Pisa                                                         |
| 138. | Lettere dal Risorgimento: il carteggio Schifani              | Eva Cecchinato             | 07/04/2017 | Storia della massoneria italiana, Fulvio Conti e Il Risorgimento in Sicilia, Rosario Romeo                                     | Noi credevamo, Mario Martone                                                       | Convento della Gancia, Palermo                                                          |
| 139. | Ponzio Pilato, l'uomo che condannò Gesù                      | Alessandro Barbero         | 14/04/2017 | Ponzio Pilato. Un enigma tra storia e memoria, Aldo Schiavone                                                                  | Una serie russa tratta da Il Maestro e Margherita, Vladìmir Bortko                 | Lago di Pilato                                                                          |
| 140. | Le persecuzioni dei cristiani ai tempi di Gesù               | Alessandro Barbero         | 17/04/2017 | Cristiani pereguitati e persecutori, Franco Cardini                                                                            | Quo vadis, Mervyn LeRoy                                                            | Palazzo di Diocleziano a Spalato, Croazia                                               |
| 141. | Cinema e società dal dopoguerra agli anni '60                | Emiliano Morreale          | 18/04/2017 | L’avventurosa storia del cinema italiano, G. Fofi e F. Faldini                                                                 | Io la conoscevo bene, Antonio Pietrangeli                                          | Riserva naturale Calafuria, Livorno                                                     |
| 142. | I Promessi Sposi. Un romanzo per il futuro                   | Lucio Villari              | 19/04/2017 | La dissimulazione romanzesca, Ezio Raimondi e I Promessi Sposi, Alessandro Manzoni                                             | La colonna infame, Nelo Risi                                                       | Lombardia                                                                               |
| 143. | L'Italia di Carosello. Dal boom agli anni ‘80                | Giovanni De Luna           | 20/04/2017 | La vita agra, Luciano Bianciardi                                                                                               | Il sorpasso, Dino Risi                                                             | Roma                                                                                    |
| 144. | Il colpo di stato in Grecia                                  | Mauro Canali               | 21/04/2017 | Un uomo, Oriana Fallaci | Z - L'orgia del potere, Costa-Gavras                                               | Atene, Grecia                                                                           |
| 145. | XIV secolo e l'invenzione delle armi                         | Alessandro Barbero         | 24/04/2017 | La rivoluzione militare, Geoffrey Parker                                                                                       | Il mestiere delle armi, Ermanno Olmi                                               | Museo nazionale dell’artiglieria, Torino                                                |
| 146. | La Resistenza in Europa                                      | Luca Baldissera            | 25/04/2017 | Lettere di condannati a morte della Resistenza europea, Autori Vari (Einaudi)                                                  | L'armata degli eroi, Jean-Pierre Melville                                          | Monte Sole a Marzabotto (BO) e European Resistance Archive (www.resistance-archive.org) |
| 147. | Il Dio di Donald Trump 45º Presidente d'America              | Alberto Melloni            | 26/04/2017 | God Bless America, Paolo Naso                                                                                                  | Jesus Camp, R. Grady e H. Ewing                                                    | www.breitbart.com                                                                       |
| 148. | Antonio Gramsci                                              | Giuseppe Vacca             | 27/04/2017 | Vita e pensieri di Antonio Gramsci (1926-1937), Giuseppe Vacca                                                                 | Nel mondo grande e terribile, Daniele Maggioni, Maria Grazia Perria e Laura Perini | Casa Museo di Antonio Gramsci, Ghilarza (OR)                                            |
| 149. | Maria Teresa d'Austria l'Imperatrice                         | Francesco Perfetti         | 28/04/2017 | Maria Teresa d'Austria, Jean-Paul Bled                                                                                         | Amadeus, Miloš Forman                                                              | Schönbrunn a Vienna, Austria                                                            |
| 150. | La strage di Portella della Ginestra                         | Salvatore Lupo             | 01/05/2017 | I ribelli, Eric J. Hobsbawm (Feltrinelli 1986)                                                                                 | Salvatore Giuliano, Francesco Rosi (1962)                                          | Sasso di Barbato a Portella della Ginestra (PA)                                         |
| 151. | La battaglia di Stalingrado                                  | Alessandro Barbero         | 02/05/2017 | Ultime lettere da Stalingrado, Autori Vari (Einaudi 1971)                                                                      | Il nemico alle porte, Jean-Jacques Annaud (2001)                                   | Fontana Barmalej a Volgograd, Russia                                                    |
| 152. | Ragazzi di vita, il romanzo delle borgate                    | Mauro Canali               | 03/05/2017 | Vita di Pasolini, Enzo Siciliano (Mondadori 1978)                                                                              | Accattone, Pier Paolo Pasolini (1961)                                              | Borgate di Roma                                                                         |
| 153. | 1917, la crisi della Germania                                | Luciano Canfora            | 04/05/2017 | Assalto al potere mondiale, Fritz Fischer (Einaudi 1961)                                                                       | Orizzonti di gloria, Stanley Kubrick (1957)                                        | Palazzo del Reichstag a Berlino, Germania                                               |
| 154. | Le mille e una notte, magia d'Oriente                        | Lucio Villari              | 05/05/2017 | Appello al turco. I confini infranti del Rinascimento, Giovanni Ricci (Viella 2011)                                            | Simbad e il califfo di Bagdad, Pietro Francisci (1973)                             | Siria, Egitto, Francia                                                                  |
| 155. | Isabella d'Este, marchesa di Mantova                         | Franco Cardini             | 08/05/2017 | Isabella e Lucrezia, Alessandra Necci                                                                                          | Il mestiere delle armi, Ermanno Olmi                                               | Ferrara                                                                                 |
| 156. | Spose di guerra, amore ed emarginazione                      | Silvia Cassamagnaghi       | 09/05/2017 | Un americano a Napoli, J. H. Burns (Baldini&Castoldi 1992)                                                                     | Teresa, Fred Zinnemann (1951)                                                      | I porti di Napoli e Livorno                                                             |
| 157. | Cuore: il romanzo dell'Italia nuova                          | Gilles Pécout              | 10/05/2017 | Cuore: De Amicis tra critica e utopia, P. Boero e G. Genovesi                                                                  | Cuore, Luigi Comencini                                                             | Torino                                                                                  |
| 158. | Carceri e inquisizione in Sicilia                            | Vittoria Fiorelli          | 11/05/2017 | Urla senza suono. Graffiti e disegni dei prigionieri dell’Inquisizione, G. Pietrè e L. Sciascia                                | L'ultimo inquisitore, Milos Forman                                                 | Carceri del palazzo Steri-Chiaramonte, Palermo                                          |
| 159. | Le guerre di Napoleone Bonaparte                             | Alessandro Barbero         | 12/05/2017 | Le campagne di Napoleone, David G. Chandler (Editori Vari 1968)                                                                | I duellanti, Ridley Scott (1977)                                                   | Tomba di Napoleone nell'Hôtel des Invalides a Parigi, Francia                           |
| 160. | Madame de Staël: la rivoluzionaria romantica                 | Francesco Perfetti         | 15/05/2017 | Amante di un secolo, Herold J. Christopher                                                                                     | Du fond du coeur, Jacques Doillon                                                  | Castello di Coppet a Ginevra, Svizzera                                                  |
| 161. | La guerra di Algeria                                         | Gilles Pécout              | 16/05/2017 | La guerra d’Algeria, Benjamin Stora                                                                                            | La battaglia di Algeri, Gillo Pontecorvo                                           | Skikda (già Philippeville), Algeria                                                     |
| 162. | La censura di regime                                         | Mauro Canali               | 17/05/2017 | Fascismo e informazione, Mauro Fomo                                                                                            | Il sospetto, Francesco Maselli                                                     | Associazione della stampa e le poste di San Silvestro, Roma                             |
| 163. | I governi Bonomi                                             | Giovanni Sabbatucci        | 18/05/2017 | La resistenza in convento, Enzo Forcella                                                                                       | Il federale, Luciano Salce                                                         | Casa Bonomi in piazza della Libertà, Roma                                               |
| 164. | L'Imperatore Traiano: l'optimus princeps                     | Livio Zerbini              | 19/05/2017 | Traiano, J. M. Blasquez-Alvar                                                                                                  | La colonna di Traiano, Mircea Dragan                                               | Arco di Traiano, Benevento                                                              |
| 165. | Padre Matteo Ricci servo di Dio                              | Alberto Melloni            | 22/05/2017 | Confucius sinarum philosophus, P. Introcetta e P. Couplet                                                                      | Mission, Matteo Joffè                                                              | Tomba di Matteo Ricci a Pechino, Cina                                                   |
| 166. | La strage di Capaci                                          | Paolo Pezzino              | 23/05/2017 | Cose di Cosa Nostra, Giovanni Falcone e Marcelle Padovani                                                                      | La mafia uccide solo d'estate, Pierfrancesco Diliberto (PIF)                       | Stele commemorativa, Capaci (PA)                                                        |
| 167. | Caporetto. Memoria di una battaglia                          | Mario Isnenghi             | 24/05/2017 | Piave, Vitaliano Brancati | La grande guerra, Mario Monicelli                                                  | Fiume Piave                                                                             |
| 168. | La guerra dei 6 giorni                                       | Marcella Emiliani          | 25/05/2017 | Storia della mia vita, Moshe Dayan                                                                                             | Private, Saverio Costanzo                                                          | Muro del pianto, Gerusalemme                                                            |
| 169. | Donne e lavoro nella grande guerra                           | Silvia Salvatici           | 26/05/2017 | Italiane al lavoro 1914-1920, Barbara Curli                                                                                    | Addio alle armi, Charles Vidor                                                     | Fabbrica Pirelli, Milano                                                                |
| 170. | La caduta di Mussolini. 25 luglio 1943                       | Giovanni Sabbatucci        | 31/05/2017 | 25 Luglio 1943. Quarant'anni dopo, Dino Grandi                                                                                 | Il processo di Verona, Carlo Lizzani                                               | Villa Savoia, Roma                                                                      |

## Mancate messe in onda, repliche e speciali
In occasione delle dirette di Rai Parlamento e delle tribune elettorali (amministrative e regionali), su Rai 3 la trasmissione non va in onda.
La sera stessa, su Rai Storia, viene replicata la puntata del giorno, oppure è riproposta una delle puntate già mandate in onda; ciò accadde per le seguenti puntate della prima serie: Bergoglio, papa argentino (06/02/2014), Le crociate (11/02/2014), Il processo Eichmann (03/04/2014), Caporetto (04/04/2014), La preistoria dell'Unione Europea (18/06/2014).
In altre occasioni vengono anticipate puntate che verranno successivamente trasmesse su Rai 3; è il caso di: Moro e la trattativa (21/11/2013), La corsa allo spazio (04/12/2013), Elezioni del '48 (11/12/2013), Il Papa in sinagoga (21/02/2014), Il volo di Lauro De Bosis (24/04/2014).
Prima serie (2013-2014)
La prima serie è iniziata lunedì 11 novembre 2013 ed è stata l'unica a protrarsi fino al luglio dell'anno successivo, per poi lasciare spazio a repliche.
Seconda serie (2014-2015)
La prima puntata della seconda serie è andata in onda martedì 7 ottobre 2014, un giorno dopo la data ufficiale dell'inizio, a causa di una diretta Rai Parlamento.
Nel periodo delle festività natalizie del 2014-2015, su Rai 3 vengono replicate puntate sia della seconda stagione che della prima; queste ultime possono presentare modifiche nell'esordio e nell'epilogo rispetto alla messa in onda originale. Ecco la lista: il 22 dicembre 2014 I viaggi di Marco Polo con Franco Cardini (prima stagione); il 23 dicembre Tre storie di fede e Resistenza con Giovanni De Luna (seconda stagione); il 24 dicembre Don Luigi Sturzo: l'antifascista in esilio con Emilio Gentile (prima stagione); il 25 dicembre Maria Montessori con Silvia Salvatici (prima stagione); il 26 dicembre Edmondo De Amicis: il libro Cuore con Lucio Villari (prima stagione); il 29 dicembre Galileo: la scienza e la fede con Adriano Prosperi (seconda stagione); il 30 dicembre Bergoglio, papa argentino con Alberto Melloni (prima stagione); il 31 dicembre Sissi, l'imperatrice con Francesco Perfetti (prima stagione); il 1º gennaio 2015 Il racconto della Grande Guerra con Mario Isnenghi (seconda stagione); il 2 gennaio Lucrezia Borgia: lettere da Ferrara con Alessandro Barbero (seconda stagione). Il giorno 24 aprile 2015, vigilia del settantesimo Anniversario della liberazione dal nazifascismo, è stata replicata la puntata Tre storie di fede e Resistenza con Giovanni De Luna (seconda stagione), rimaneggiata nel finale.
La sera del 27 gennaio 2015, su Rai Storia, è stato trasmesso uno speciale di due ore dal titolo Shoah. I bambini hanno memoria, con la partecipazione degli storici Giovanni De Luna, Anna Foa, Emilio Gentile, Carlo Greppi, Bruno Maida, Silvia Salvatici, Alessandra Tarquini.
La serie si è conclusa mercoledì 27 maggio 2015; due ulteriori puntate inedite sono andate in onda venerdì 12 e giovedì 18 giugno. Nei restanti giorni, e fino all'ottobre successivo, sono state trasmesse repliche.
Terza serie (2015-2016)
La terza stagione del programma è iniziata lunedì 5 ottobre 2015.
A seguito degli attentati terroristici a Parigi del 13 novembre 2015, i giorni 16, 17, 18 e 19 novembre vengono riproposte quattro puntate della seconda stagione, ciascuna avente per tema un aspetto della storia recente dei popoli islamici. Gli episodi sono stati: il 16 novembre Califfato: Islam e rivoluzione, con Giorgio Del Zanna (nuova introduzione, in cui il conduttore spiega le ragioni di questa serie di repliche); il 17 novembre Ottomani: la fine di un impero, con Ernesto Galli della Loggia (nuova introduzione e nuovo epilogo, come pure nelle due puntate seguenti); il 18 novembre Le guerre del Golfo, con Giorgio Del Zanna; il 19 novembre Afghanistan, invasione russa, con Adriano Roccucci. Il giorno 20 novembre, invece, va in onda una puntata speciale inedita, dal titolo Isis, le radici, con Alessandro Barbero e Franco Cardini presenti in studio, e inoltre Gilles Pécout in collegamento dalla Francia.
Dal 21 dicembre 2015 al 1º gennaio 2016 vengono replicate puntate delle stagioni precedenti; puntate della stagione in corso, invece, sono riproposte dal 21 al 25 marzo 2016, in corrispondenza della Settimana santa. Il giorno 23 maggio 2016, ventiquattresimo anniversario della strage di Capaci e Giornata della Legalità, è stata replicata la puntata della seconda stagione Pool antimafia, con Paolo Pezzino, modificata nella parte iniziale e in quella finale rispetto alla messa in onda originale; la sera precedente, domenica 22 maggio, su Rai Storia è stata programmata una puntata inedita dal titolo Giancarlo Siani ucciso dalla camorra, sempre con la partecipazione di Paolo Pezzino, ripresa il mattino successivo sul medesimo canale, ma replicata su Rai 3 soltanto il 19 agosto successivo.
Durante la terza stagione vengono trasmessi, esclusivamente su Rai Storia, alcuni speciali condotti dallo storico Carlo Greppi. Tra novembre e dicembre del 2015 si registrano quattro appuntamenti, programmati settimanalmente la sera del mercoledì (per maggiori informazioni, si veda l'elenco sottostante). La sera del 25 marzo 2016, invece, è andato in onda lo speciale Argentina, gli anni spezzati, dedicato ai 40 anni dal golpe argentino; il 12 luglio, altro appuntamento speciale isolato, dal titolo Olimpiadi. Uomini e storia.
La serie si è conclusa venerdì 3 giugno 2016. Per tutto il periodo estivo, come di consueto, sono trasmesse repliche.
Quarta serie (2016-2017)
La quarta stagione del programma è iniziata lunedì 12 settembre 2016.
Questa stagione propone alcune novità, le più importanti sono la conduzione affidata alla storica Michela Ponzani, un nuovo impianto scenico interattivo con un utilizzo più dinamico dei contenuti multimediali e la durata delle puntate di circa 24 minuti.
La serie si è conclusa mercoledì 31 maggio 2017. Per tutto il periodo estivo, come di consueto, sono trasmesse repliche.

### Elenco degli speciali
| Data       | Titolo                                       | Occasione                                                                         | Conduttore         | Ospiti | Canale     |
| ---------- | -------------------------------------------- | --------------------------------------------------------------------------------- | ------------------ | --- | ---------- |
| 27/01/2015 | Shoah. I bambini hanno memoria               | Settantesimo anniversario della liberazione di Auschwitz                          | Massimo Bernardini | Giovanni De Luna, Anna Foa, Emilio Gentile, Carlo Greppi, Bruno Maida, Silvia Salvatici, Alessandra Tarquini | Rai Storia |
| 18/11/2015 | Norimberga, processo ai vinti                | Settantesimo anniversario del processo di Norimberga                              | Carlo Greppi       | Walter Barberis, Giovanni De Luna, Fausto Pocar, Ludovica Poli                                               | Rai Storia |
| 20/11/2015 | Isis, le radici                              | Attentati del 13 novembre 2015 a Parigi                                           | Massimo Bernardini | Alessandro Barbero, Franco Cardini, Gilles Pécout                                                            | Rai 3      |
| 25/11/2015 | Nel nome di Allah? Islam tra fede e politica | ---                                                                               | Carlo Greppi       | Laura Cappon                                                                                                 | Rai Storia |
| 02/12/2015 | Storia di un decennio. Gli anni Ottanta      | ---                                                                               | Carlo Greppi       | Marco Gervasoni, Giovanni Gozzini, Isaia Sales                                                               | Rai Storia |
| 09/12/2015 | Muri. Un mondo diviso                        | Giornata mondiale dei diritti umani                                               | Carlo Greppi       | Aldo Agosti, Aldo Bonomi, Gianluca Falanga, Silvia Salvatici                                                 | Rai Storia |
| 25/03/2016 | Argentina 1976-1983, gli anni spezzati       | Quarantesimo anniversario del Processo di riorganizzazione nazionale              | Carlo Greppi       | Francesco Caporale, Gennaro Carotenuto, Gianni Minà, Ugo Zamburru                                            | Rai Storia |
| 12/07/2016 | Olimpiadi. Uomini e storia                   | Ricognizione sui Giochi olimpici a partire dal 1936, in vista della XXXI edizione | Carlo Greppi       | --- | Rai Storia |

## Statistiche
Aggiornate al 26/05/2017. La voce "Università" registra l'ultimo incarico svolto in ordine cronologico dai professori ospitati.
| Professori più volte ospitati | Università                                                                      | Puntate |
| ----------------------------- | ------------------------------------------------------------------------------- | ------- |
| Alessandro Barbero            | Università degli Studi del Piemonte Orientale "Amedeo Avogadro"                 | 52      |
| Lucio Villari                 | Università degli Studi Roma Tre                                                 | 46      |
| Giovanni De Luna              | Università degli Studi di Torino                                                | 37      |
| Emilio Gentile                | Sapienza - Università di Roma                                                   | 36      |
| Franco Cardini                | Istituto italiano di scienze umane                                              | 36      |
| Alberto Melloni               | Università degli Studi di Modena e Reggio Emilia                                | 37      |
| Gilles Pécout                 | Sorbona - Università di Parigi                                                  | 31      |
| Mauro Canali                  | Università degli Studi di Camerino                                              | 36      |
| Francesco Perfetti            | Libera università internazionale degli studi sociali Guido Carli                | 35      |
| Ernesto Galli della Loggia    | Istituto italiano di scienze umane                                              | 34      |
| Giovanni Sabbatucci           | Sapienza - Università di Roma                                                   | 33      |
| Silvia Salvatici              | Università degli Studi di Milano                                                | 24      |
| Agostino Giovagnoli           | Università Cattolica del Sacro Cuore                                            | 22      |
| Giuseppe Conti                | Sapienza - Università di Roma                                                   | 7       |
| Giorgio Del Zanna             | Università Cattolica del Sacro Cuore                                            | 6       |
| Paolo Pezzino                 | Università di Pisa                                                              | 6       |
| Adriano Roccucci              | Università degli Studi Roma Tre                                                 | 5       |
| Alessandra Tarquini           | Sapienza - Università di Roma                                                   | 5       |
| Raffaella Baritono            | Alma Mater Studiorum - Università di Bologna                                    | 5       |
| Adriano Prosperi              | Scuola normale superiore                                                        | 4       |
| Bruno Maida                   | Università degli Studi di Torino                                                | 4       |
| Giovanni Andornino            | Università degli Studi di Torino                                                | 4       |
| Luciano Curreri               | Università di Liegi                                                             | 4       |
| Paolo Matthiae                | Sapienza - Università di Roma                                                   | 4       |
| Salvatore Lupo                | Università degli Studi di Palermo                                               | 4       |
| Alessandro Vanoli             | Alma Mater Studiorum - Università di Bologna                                    | 3       |
| Andrea Sangiovanni            | Università degli Studi di Teramo                                                | 3       |
| Anna Foa                      | Sapienza - Università di Roma                                                   | 3       |
| Carlo Greppi                  | Università degli Studi di Torino                                                | 3       |
| Chiara Colombini              | Istoreto "Giorgio Agosti"                                                       | 3       |
| Isabella Insolvibile          | Università degli Studi di Napoli Federico II                                    | 3       |
| Luciano Canfora               | Università degli Studi di Bari Aldo Moro                                        | 3       |
| Marcello Flores               | Università degli Studi di Siena                                                 | 3       |
| Marco Mondini                 | Istituto storico italo-germanico                                                | 3       |
| Marco Peroni                  | Università commerciale Luigi Bocconi                                            | 3       |
| Raoul Pupo                    | Università degli Studi di Trieste                                               | 3       |
| Anna Maria Isastia            | Sapienza - Università di Roma                                                   | 2       |
| Barbara Berruti               | Istoreto "Giorgio Agosti"                                                       | 2       |
| Filippo Focardi               | Università degli Studi di Padova                                                | 2       |
| Fulvio Cammarano              | Alma Mater Studiorum - Università di Bologna                                    | 2       |
| Krystyna Jaworska             | Università degli Studi di Torino                                                | 2       |
| Luca Riccardi                 | Università degli Studi di Cassino e del Lazio Meridionale                       | 2       |
| Mariachiara Giorda            | Sapienza - Università di Roma                                                   | 2       |
| Mario Isnenghi                | Istituto veneziano per la storia della Resistenza e della società contemporanea | 2       |
| Michela Ponzani               | -                                                                               | 2       |
| Silvio Pons                   | Università degli Studi di Roma Tor Vergata                                      | 2       |
| Simonetta Soldani             | Università degli Studi di Firenze                                               | 2       |
| Umberto Gentiloni             | Sapienza - Università di Roma                                                   | 2       |
|                               |                                                                                 |         |

## Curiosità

### Curiosità contenutistiche
- La maggior parte delle puntate sono dedicate a eventi, protagonisti o concetti del Novecento; molte puntate fanno anche riferimento a temi d'attualità.
- Diverse puntate sono dedicate ad un personaggio storico o a più d'uno (in quest'ultimo caso, si approfondiscono figure legate tra loro da qualche rapporto o affinità). Le puntate dedicate a politici sono 97[17] (di cui 48 a capi di Stato[18][19][20] e 11 ad esponenti del regime fascista). Le puntate dedicate a personaggi illustri del Cristianesimo sono 26 (di cui 14 a papi[21]). Le puntate dedicate a protagonisti dell'Antichità sono 7. Le puntate dedicate a condottieri sono 26[22]. Le puntate dedicate a letterati e giornalisti sono 27[23], quelle dedicate a filosofi 8, quelle ad artisti 6, quelle a personaggi del mondo musicale 4. Le puntate dedicate a scienziati sono invece solo 5. Le puntate dedicate ad imprenditori sono 2. Le puntate dedicate a vittime delle mafie e del terrorismo sono 5. Le puntate dedicate ad esploratori sono 4. Le puntate dedicate a donne illustri sono 30.
- I personaggi viventi ai quali sono state dedicate delle puntate sono, nell'ordine, papa Francesco (3 puntate), papa Benedetto XVI, la regina Elisabetta, George Bush Sr. e George Bush Jr., Angela Merkel, Andrea Camilleri, Dario Fo, Michail Gorbačëv.

### Curiosità sulle singole puntate
- Puntata 154./II stagione: ospiti della puntata dedicata a Giovanni de Lorenzo sono stati Francesco Perfetti e Alessandro de Lorenzo, il figlio del Generale[24]. La puntata riprende e rettifica I golpe neri: attacco alla democrazia (154./I stagione), nella quale si era parlato della controversa figura del Generale[25].
- Le puntate della terza stagione (2015-2016) Signorie. Gli Este, Signorie. I Malatesta, Signorie. I Gonzaga, I Della Scala e Signorie. Gli Sforza riprendono e commentano le omonime puntate della serie Signorie (2015). Così anche la puntata Lo splendore della Firenze dei Medici della quarta stagione (2016-2017).
- Puntata 131./III stagione: le figurine menzionate da Massimo Bernardini sono le 399 dell'album commemorativo 1861-1961. Centenario dell'Unità d'Italia, della casa editrice milanese B.E.A.[26].

### Curiosità statistiche
- La parola guerra compare in 36 titoli di puntata, il nome di Mussolini in 9, la parola Chiesa in 8, papa in 7, Resistenza in 6, Napoleone e Risorgimento in 5, Hitler in 4.
- L'uomo che verrà, Lawrence d'Arabia e Una giornata particolare sono stati consigliati 5 volte, Il caso Mattei e Il delitto Matteotti 4 volte.
- Fonti letterarie. Degli autori, i più citati sono stati: 4 volte - Emilio Gentile[27]; 3 volte - Alba de Céspedes, Arthur Schlesinger Jr., Luigi Pirandello, Oriana Fallaci, Piero Craveri, Pietro Nenni[28], Renzo De Felice, Stefano Pivato; 2 volte - Agostino Degli Espinosa, Alessandro Barbero[29], Andrea Camilleri[28], Andrea Riccardi, Angelo Del Boca, Anna Kuliscioff, Benedetto Croce[28], Brigitte Hamann, Carlo Levi, Dario Fertilio, Émile Zola, Gabriele D'Annunzio[30], George Mosse[28], gli Evangelisti, Günter Grass, Laura Capon Fermi, Loris Zanatta, Luciano Bianciardi, Luciano Curreri[31], Maria Bellonci, Mario Tobino, Nuto Revelli, Pablo Neruda[28], Pier Paolo Pasolini[30], Rachele Farina e Annamaria Bruzzone, Richard Overy, Romain H. Rainero, Rudolph M. Bell, Salvatore Lupo[31], Sibilla Aleramo, Virginia Woolf, Voltaire.
- Fonti cinematografiche. Dei registi del cinema italiano, i più citati sono stati: 11 volte - Roberto Rossellini; 9 volte - Mario Monicelli, Luchino Visconti, Ettore Scola; Vittorio De Sica; 7 volte - Dino Risi, Francesco Rosi, Giuliano Montaldo; 6 volte - Ermanno Olmi, Marco Bellocchio, Giorgio Diritti; 4 volte - Carlo Lizzani, Federico Fellini, Florestano Vancini, Giuseppe Ferrara, Guido Chiesa, Liliana Cavani, Mario Martone, Pier Paolo Pasolini[32]; 3 volte - Bernardo Bertolucci, Gianni Amelio, Gillo Pontecorvo, Mario Soldati[33], Michele Placido, Pietro Germi; 2 volte - Alessandro Blasetti, Carmine Gallone, Daniele Luchetti, Elio Petri, Giovacchino Forzano, Giovanni Pastrone, Luigi Comencini, Marco Tullio Giordana, Marco Turco, Paolo e Vittorio Taviani, Renzo Martinelli.
- Fonti cinematografiche. Dei registi internazionali, i più citati sono stati: 6 volte - Stanley Kubrick; 5 volte - Charlie Chaplin[34], Clint Eastwood, David Lean; 4 volte - Ridley Scott, Robert Bresson; 3 volte - Abel Gance, Carol Reed, Florian Henckel von Donnersmarck, Francis Ford Coppola, Ken Loach, Phyllida Lloyd, Sergej Michajlovič Ėjzenštejn; 2 volte - Akira Kurosawa, Alan Taylor, Anatole Litvak, Costa-Gavras, Frank Capra, Jean Renoir, John Ford, Leni Riefenstahl[35], Lewis Milestone, Margarethe von Trotta, Michael Curtiz, Mohamed Fadel, Mustafa Akkad, Oliver Stone, Roger Donaldson, Sergej Fëdorovič Bondarčuk, Sidney Lumet, Sydney Pollack, Steven Spielberg, Wolfgang Becker, Zhāng Yìmóu.